# 新居浜八十八ヶ所
新居浜八十八ヶ所（にいはまはちじゅうはちかしょ）は、愛媛県新居浜市にある霊場である。「にいはま新四国八十八ヶ所」とも表記する。
1921年（大正10年）3月、49番北の坊16世横関宥恵師が新居浜市内の由緒ある寺庵を踏査し、四国八十八ヶ所の土を配り、郷土の衆生安楽を祈念して開創した。 
霊場のある場所は、郊外の谷間から町中の住宅地、田んぼの中、さらに標高数百メートルの山中、最後は島へと変化に富んでいる。霊場自体は、大きな歴史ある寺院から小さな祠まで様々である。

## 霊場一覧
下記表の札所名が太字の所は在住寺である。
| 札番 | 札所             | 本尊                   | 住所                         | 解説 |
| ---- | ---------------- | ---------------------- | ---------------------------- | --- |
| 1    | 阿島大師堂       | 弘法大師（護摩池大師） | 阿島町阿島587                | 大師巡錫のとき、この護摩谷に住んでいる大蛇を退治する際に霊水が湧き出て、その水を護摩法会の加持水に使って奉修したという。弘法大師巡錫伊予21霊場第1番。 |
| 2    | 阿島安養寺       | 薬師如来               | 阿島町阿島587                | およそ350年前に建立。1647年に堂宇が焼けたがすぐに再建される。1番と続きの境内である。 |
| 3    | 白浜阿弥陀堂     | 薬師如来               | 郷町唐津山318                | 1723年に天野喜四郎が奉ったが、その後本尊を紛失する。しかし1968年に再建。翌年、石刻の大師が奉られ大師堂と成す。荒木満福寺墓所の中にある。 |
| 4    | 西楠崎地蔵堂     | 地蔵菩薩               | 郷町西楠崎2089               | 阿弥陀堂と大師堂がある。 |
| 5    | 又野阿弥陀堂     | 阿弥陀如来             | 又野町2-5                    | 1754年、税を2倍に上げられ村上平兵衛ら3人が中心となり、千数百名で一揆をし抗議。税は元に戻ったが3人は死刑になり、その徳を奉った。 |
| 6    | 下郷地蔵堂       | 地蔵菩薩               | 郷町三丁目12-30              | 道路脇の集会所の中にある。 |
| 7    | 下郷阿弥陀堂     | 阿弥陀如来             | 清住町2                      | 1982年8月再建。 |
| 8    | 中郷薬師堂       | 薬師如来               | 清住町1                      | ゲートボール場の脇に立つ。1978年建立。 |
| 9    | 上郷薬師堂       | 薬師如来               | 郷町4-22                     | 山中に鉾前神社、山上に岡崎城跡、その麓にあり、その岡崎城主藤田山城守の祈願所であった。脇に市の文化財石造の宝経印塔が立つ。 |
| 10   | 庄内地蔵堂       | 地蔵菩薩               | 庄内町二丁目5-31             | 近年新築された。 |
| 11   | 庄内薬師堂       | 薬師如来               | 庄内町六丁目8-41             | 昔は常福寺だったが天正の陣で焼かれた。その際に本尊が損傷片手となり、それ以来片手薬師と呼ばれ信仰される。 |
| 12   | 高木河内寺       | 薬師如来               | 高木町3-21                   | 飛鳥時代よりの名刹（有名な寺）で七堂伽藍（主要な建物）があったが幾度の火災で荒れ果てる。本尊・木造薬師如来坐像（愛媛県指定有形文化財）、十二神将（新居浜市指定有形文化財）、五重塔の礎石（新居浜市指定史跡）。 |
| 13   | 下泉川林香庵     | 十一面観音             | 下泉町一丁目11-21            | 建物は寛文年間に建てられる。庵は市の文化財。 |
| 14   | 上泉毘沙門堂     | 毘沙門天               | 上泉町4-21                   | 1662年創立。福成師の開基で栄え、1808年に火災に遭うも再築。寂れていたが1980年に改築される。 |
| 15   | 喜光地薬師堂     | 薬師如来               | 喜光地町一丁目14-6           | 1684年建立。眼正寺と称すが、1956年に歓喜寺となり町中の寺となる。その後33番北内観音堂へ移転した。喜光地商店街の中にあり、豊川稲荷と地蔵尊祠があり、歓喜寺は空地となっている。 |
| 16   | 隆徳寺           | 不動・聖観音           | 外山町7-9                    | 1910年、同一村内にあり争っていた正光寺と浦戸寺が合併し、本尊は合祀された。よって本尊は2つである。 |
| 17   | 高柳大師堂       | 弘法大師               | 岸の上町二丁目4-45           | 16番隆徳寺の飛石境内である、亡き庵主である中尾寛興師が存命中は高野山前管長の森寛紹と親密でここへ3回訪れている。現在は建物が老朽化したため石塔になっている。 |
| 18   | 上東田大師堂     | 弘法大師               | 東田町1525-1                 | 1978年に現堂改築、新居浜インターチェンジに通じるバイパスが堂の前に開通している。 |
| 19   | 光明寺不動堂     | 波切不動               | 光明寺町二丁目               | 1933年建立の建物。市場川にかかる鉄の歩行者専用の赤い橋を渡り森の中の石段を上がると、向って左が粟島大明神、敷居をまたいで右が不動明王を奉っている。 |
| 20   | 坂之下大師堂     | 弘法大師               | 船木町坂之下                 | 国道11号の脇に立つ交通安全祈願の石の地蔵の横にある。昔は当地より150メートル東にあったが、1960年の国道開通の時に移築。 |
| 21   | 長野青林庵       | 十一面観音             | 船木町長野                   | 十一面観音を祀る。 |
| 22   | 道面地蔵堂       | 地蔵菩薩               | 船木町道面315                | 1980年にコンクリートの庵が完成。村のご本尊である。 |
| 23   | 長川毘沙門堂     | 毘沙門天               | 船木町関ノ戸                 | 高速道路にかかり南脇に新築された。 |
| 24   | 大久保観音堂     | 十一面観音             | 船木町大久保1249             | 瑞応寺3世の分外和尚が開基する。田んぼの中に建っていて、久保原老人憩いの家でもある。 |
| 25   | 元船木地蔵堂     | 地蔵菩薩               | 船木町元船木3682             | 高速道路にかかり北脇に新築された。 |
| 26   | 池田阿弥陀堂     | 阿弥陀如来)            | 船木町池田4279               | 船木小学校南側の、広大な墓地の西側にある。本堂と大師堂がある。 |
| 27   | 国領観音堂       | 聖観音                 | 国領町4768                   | 集落の中にある。1766年に元の本堂は建立。現在の堂は1979年建立。 |
| 28   | 高祖神宮寺       | 大日如来               | 元船木3439                   | 三島神社の別当寺であったが、高速道路にかかり移転新築された（えひめ学園の南側。高速道路を越え、さらに南の谷間）。 |
| 29   | 種子川口亨徳寺   | 亨徳大師               | 船木町高祖                   | 種子川の森を上がると拝殿と後に小さな祠、その中に南無亨徳大師と刻まれた石が入っている。大寺だったが天正の陣で焼かれ現在に至る。 |
| 30   | 川口地蔵堂       | 地蔵菩薩               | 種子川町4-13                 | 周辺には戦国時代に生子城あり、千年の歴史があるそうだが定かでない。種子川町自治会館の横にある。 |
| 31   | 川口新田薬師堂   | 薬師如来               | 角野新田町二丁目9-21         | 1453年開建。1700年位（±100年）に現在地に建立されたお堂だった。その後1953年に永平寺の末寺となり、1981年新たに本堂が落成。瑞光山薬師寺という。 |
| 32   | 北内中之坊       | 弘法大師               | 北内町四丁目3-32             | 北内上自治会館の隣に所在。イチョウの木の下にある。 |
| 33   | 北内観音堂       | 千手観音               | 北内町一丁目12-36            | 本尊は行基作といわれている。近年、私費で本堂が建立された。 |
| 34   | 本俵閻魔堂       | 閻魔大王               | 中西町9-21                   | 鍵の掛かった簡素なお堂で、私有である。本俵は「ほどら」と読む。 |
| 35   | 立川万徳山大師堂 | 弘法大師               | 立川町1034-1                 | 1834年、銅山の松井武衛門が瑞応寺に頼んで開山した。国領川の脇にあり、石段の上と下に大師堂がある。 |
| 36   | 久保木曇華庵     | 地蔵菩薩               | 山根町5                      | 瑞応寺の東側の墓地の中にあったが、その後取り壊され瑞応寺に移されている。仏国山瑞応寺は1448年生子山城主が建立。 |
| 37   | 西蓮寺阿弥陀堂   | 阿弥陀如来             | 山根町5                      | 今は無い。本尊は瑞応寺に預けている。 |
| 38   | 篠場地蔵堂       | 地蔵菩薩               | 篠場町12-3                   | 1850年建立。ブランコの横の篠場憩いの家のつづきにある。 |
| 39   | 山田薬師堂       | 薬師如来               | 篠場町15-45                  | 個人所有。旧寺名に復帰し、大蔵院深谷寺と称する。 |
| 40   | 上原地蔵堂       | 地蔵菩薩               | 上原町三丁目5-23             | 広瀬公園の近く。ゴミ収集所の一角、イチョウの木の下のプレハブ小屋に石像を祀る。 |
| 41   | 井出口大師堂     | 弘法大師               | 萩生町出口22                 | 中萩自動車学校の道を上がって行き、高速道路をまたぐ橋を越え約100m先。道端に小屋のようなお堂がある。 |
| 42   | 小味地山釈迦堂   | 釈迦如来               | 大永山小味地                 | 41番から舗装された林道を4.1km走ると左に車も入れる道幅の無舗装で荒れた道があり、ここから約400mほど進むと広く開けていて、この地が元の小味地集落である。1955年頃までは数軒が林業を営んでいた。1659年建立の星妙現神社跡と小屋のような釈迦堂と、一件の民家跡と民家跡の石垣がある。本尊の石像は1995年2月に再建されたものである（途中の林道脇にある登山口標識は無視すること）。 |
| 43   | 旦之上観音堂     | 聖観音                 | 萩生町旦ノ上1915             | 畑の中にあるお堂である。 |
| 44   | 旦之上薬師堂     | 薬師如来               | 萩生町旦ノ上1713             | 旦之上自治会館の一部である。 |
| 45   | 石鈇山正法寺     | 不動明王               | 大生院町1602                 | 嵯峨天皇の勅願寺。奈良時代末期よりの巨刹であったが天正の陣で焼かれた後、再建された。笹ケ峰の別当寺でもある。 |
| 46   | 岸之下西地蔵堂   | 地蔵菩薩               | 大生院町喜来1297-1           | 1753年建立。地蔵尊の上に簡素な雨よけの屋根があるだけである。背後には墓地の丘陵がある。 |
| 番外 | 岸之下北向観音堂 | 観音菩薩               | 萩生1561                     | 堂は北向き、厨子も北向き。地元自治会が管理をしている。 |
| 47   | 岸之下地蔵堂     | 地蔵菩薩               | 萩生町岸ﾉ下1153              | 道端にブロックで囲われただけのお堂。横に宝経印塔。飯尾酒造の鬼門よけに建てられたといわれる。 |
| 48   | 白石阿弥陀堂     | 阿弥陀如来             | 萩生町岸ノ下2118             | 車道からあぜ道を約200m歩いた田んぼの真ん中にある。御詠歌「しれいしの おかのうえなる あみだにょらい ごしきのひかり よをまもるらん」 |
| 49   | 北之坊阿弥陀寺   | 阿弥陀如来             | 萩生町治良丸2188             | 開基は1623年、法印和尚覚上。金子氏・飯尾氏の菩提寺として創建されたという。1977年10月に遍照殿が建立された。 |
| 50   | 治良丸不動堂     | 赤不動                 | 萩生町治良丸2437             | 諏訪神社の東にあり、生雌八幡が左にある。1750年頃（±50年）、覚暁禅門が開基。 |
| 51   | 治良丸地蔵堂     | 地蔵菩薩               | 萩生町治良丸2248             | 1691年、高尾城主高橋伊賀守を弔うため、萩生寺初代住職が建立した。 |
| 52   | 萩生寺（南之坊） | 聖観音                 | 萩生町治良丸2635             | 1185年建立。天正の陣で焼失するも慶長年間に再建、1982年にネパール型本堂を新築。 |
| 53   | 萩生大師堂       | 弘法大師               | 萩生町治良丸2681             | 52番の飛び地境内。水を所望した旅の僧空海に、遥か遠くまで汲みに行き水を与えたことに感激した空海が錫場を突き立て湧き出たとされる、霊水のある地。 |
| 54   | 馬淵天満堂       | 千手観音               | 萩生町馬淵370                | 1600年頃（±100年）に九州から仏像を迎えた。民家の入口にある庵は、この家の私有である。新居浜バイパス開通により移転新築した。 |
| 55   | 本郷地蔵堂       | 地蔵菩薩               | 本郷町二丁目7-31             | 狭い境内に庵がひとつ。大きなイチョウの木が目印である。1766年に建立。 |
| 56   | 中村観音堂       | 聖観音                 | 中村町1-9                    | 国道と旧道の間の墓地の中にある。御詠歌「つみありて むつのちまたに さまよえる ひとにかわらん ちかいとうとし」 |
| 57   | 土橋地蔵         | 地蔵菩薩               | 土橋町二丁目1-15             | 1763年建立。尻無川の土手の下、洪水で何度も流された。2015年現在のお堂は1975年改築。 |
| 58   | 西泉地蔵堂       | 地蔵菩薩               | 西泉町7-14                   | 地蔵をブロックで囲っただけのお堂である。 |
| 59   | 西喜光地阿弥陀堂 | 阿弥陀如来             | 西喜光地町10-6               | 1930年に再建された。 |
| 60   | 松木地蔵堂       | 地蔵菩薩               | 政枝町2-3                    | 1981年、ここにゆかりのある人々の手によって改築された。 |
| 61   | 滝の宮地蔵堂     | 地蔵菩薩               | 滝の宮町8-4                  | 滝の宮公園の入口にある。1769年、慈眼寺13代方谷巨周和尚の隠居所として建立された。 |
| 62   | 久保田地蔵堂     | 地蔵菩薩               | 久保田町三丁目11-40          | 左住所の民家と道路の間にあったが、63番北谷寺の墓地の一角に移転されている。 |
| 63   | 西の土居 北谷寺  | 地蔵菩薩               | 西の土居町二丁目15-48        | 1696年に慈眼寺4世久岩淳長和尚が隠居所として建立。1720年に星加六兵衛が先祖供養のため本堂建立。 |
| 64   | お茶屋谷観音堂   | 聖観音                 | 西の土居町二丁目9-11         | 愛宕山麓の延命寺が天正の陣で焼失した後、元禄年間に庄屋真鍋求右衛門が持庵として再建した。 |
| 65   | 磯浦地蔵堂       | 入山中地蔵菩薩         | 磯浦町15                     | 海岸で拾ったものを奉ったと伝えられている。県道脇に小さな家がある。 |
| 66   | 金子新田不動堂   | 不動明王               | 王子町4-34                   | 住友別子病院のすぐ西にある墓地の入口にある。 |
| 67   | 慈眼寺 弘法閣    | 弘法大師               | 西の土居町二丁目16-47        | 1961年に都市計画により西原町の墓地移転。その所有者たちが慈眼寺境内に大師堂を再建した。 |
| 68   | 西明山慶正寺     | 釈迦如来               | 一宮町二丁目5-3              | 1813年創建。1882年に広島県の尊像を迎え、1938年に喜多郡の慶正寺を遷す。1962年に新築再建、洋風寺院となる。 |
| 69   | 東町観音堂       | 千手観音               | 港町15-34                    | みなと保育園の奥の片隅にあり、厳島神社も一緒に奉っている。 |
| 70   | 新須賀円福寺     | 延命地蔵               | 新須賀町三丁目2-71           | 聖武天皇のころ行基が本尊を刻み創始したと伝わる。のちに空海が訪れ、真言宗に改めた。 |
| 71   | 新須賀大師堂     | 弘法大師               | 新須賀町一丁目6-37           | 安楽院厄除大師堂。 |
| 72   | 八雲町宗像寺     | 薬師如来               | 八雲町14-69                  | 1137年、恵徳和尚が創建。宗像神社の別当寺だった時代もある。 |
| 73   | 沢津清水大師堂   | 弘法大師               | 松の木町1-4                  | 天正のころから大師を奉っていた。尊像は沢津の浜に流れ着いたものと言われている。1982年に新堂落成。 |
| 74   | 沢津阿弥陀堂     | 阿弥陀如来             | 沢津町二丁目2-32             | 俳人小林一茶が泊まったゆかりのお堂である。創建は行基と伝えられている。1982年に再建される。小松山満正寺阿弥陀堂である。 |
| 75   | 宇高観音堂       | 千手観音               | 宇高町六丁目75-14            | 民家の裏に建っている。年貢の引き上げを命と引換えに阻止した三義民の碑（新居浜市指定史跡）が境内にある。 |
| 76   | 宇高地蔵堂       | 地蔵菩薩               | 宇高町二丁目1-52             | 山門もある。 |
| 77   | 田之上大師堂     | 弘法大師               | 田の上町一丁目20-32          | 1596年に近藤助左ヱ門が今治よりこの地へ楢原大権現を勧請している。寂光庵大師堂である。 |
| 78   | 垣生薬師堂       | 薬師如来               | 八幡町二丁目3-65             | 1063年に源頼義が伊予の国守のとき勅命により建立した8ヶ所の八幡宮と49ヶ所の薬師堂の1つである。後にお堂は鉄筋コンクリートに改築され、現在に至る。 |
| 79   | 垣生太子堂       | 聖徳太子               | 垣生町五丁目4-14             | 民家の並びにある建物に奉っている。堂守夫婦が亡くなってからは閉鎖され、中には入れないので道路からお参りする。 |
| 80   | 垣生観音堂       | 千手観音               | 垣生町5-8                    | 上り口から60mほど上った山中にある。弥谷寺の暁堂房が1856年頃この地に来て庵主となり、1880年に観音堂を建立し頂上への山道に33観音を並べた。 |
| 81   | 垣生法泉寺       | 弥勒菩薩               | 垣生町四丁目9-12             | 1661年開基、宇高富留城主参河守の菩提所である。高野山真言宗女乙山法泉寺である。 |
| 82   | 垣生女乙山       | 女乙明神               | 垣生町4-9                    | 81番の奥の院で鎮守社で、法泉寺本堂裏から登ったところにある。女乙明神を中心に三宝荒神と若宮権現を奉る。神功皇后の寄航を草創との言伝えもある。上り初めに新居浜市指定の天然記念物ムクノキ（推定樹齢500年）がある。 |
| 83   | 松神子泉大師堂   | 弘法大師               | 松神子町四丁目2-45           | 道路の交差点にある。1975年に現在のお堂が落成。 |
| 84   | 黒島地蔵堂       | 火伏地蔵               | 黒島町233                    | 85番の飛び地境内。1972年再建、本尊は京円仏師作といわれる。令和6年に小堂で再建された。 |
| 85   | 黒島龍宝山明正寺 | 聖観音                 | 黒島町130                    | 728年、越智氏によって創建された古刹。西法寺と称してたが明正天皇の勅命により改名する。 |
| 86   | 黒島毘沙門堂     | 毘沙門天               | 黒島町130                    | 85番飛び地境内であるが、今は空き地となり新四国86番の石碑だけが立っている。明正寺薬師堂に移されている。 |
| 87   | 大島正覚院願行寺 | 阿弥陀如来             | 大島町114                    | 黒島港から市営フェリー（往復120円）で新居大島へ15分。1573年讃誉上人が戦火を逃れ阿弥陀如来の安置の場所を求めこの地に来る。浄土宗。参拝の折は本坊に一声掛ける必要がある。 |
| 88   | 大島多門院吉祥寺 | 毘沙門天               | 大島町147                    | 貞観年間（860年）頃、大島八幡宮の別当寺として開創。神宮寺として大日如来を奉っていたが焼失。1780年、毘沙門天を迎え改名した。真言宗善通寺派。仏海上人が1745年に当地で刻んだ百体地蔵尊（新居浜市指定文化財）を祀る地蔵堂が約300m東の飛び地境内にある。 |
| 奥院 | 清瀧不動院       | 清瀧不動               | 別子ライン清姫橋より徒歩20分 | お堂の横から上ると滝の中腹で滝行ができる。 |

## ギャラリー

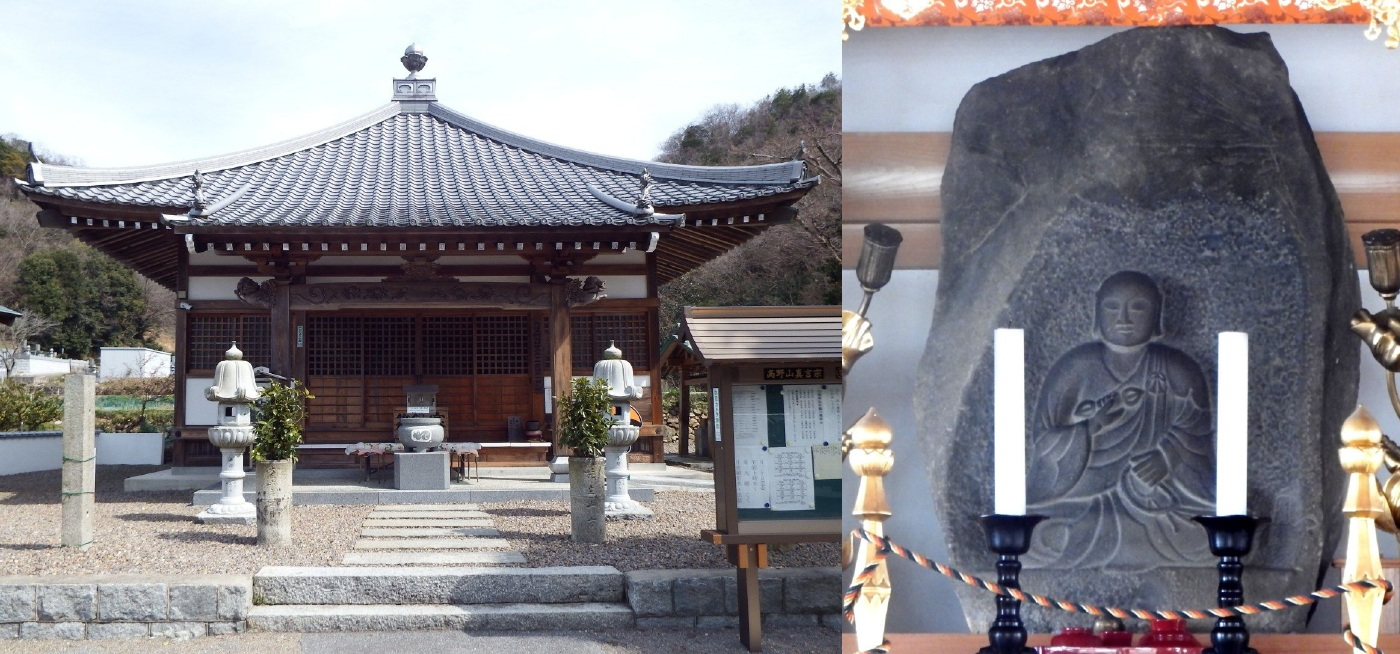
（1番）安養寺大師堂
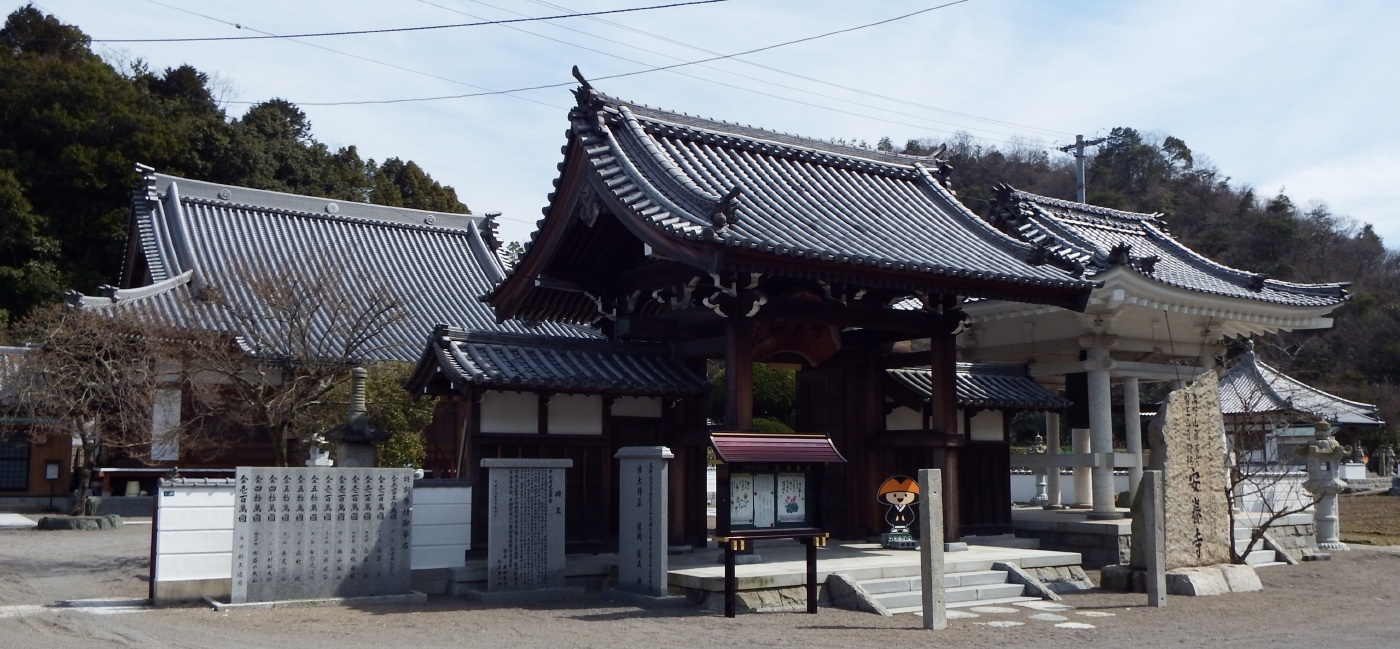
（2番）医王山安養寺
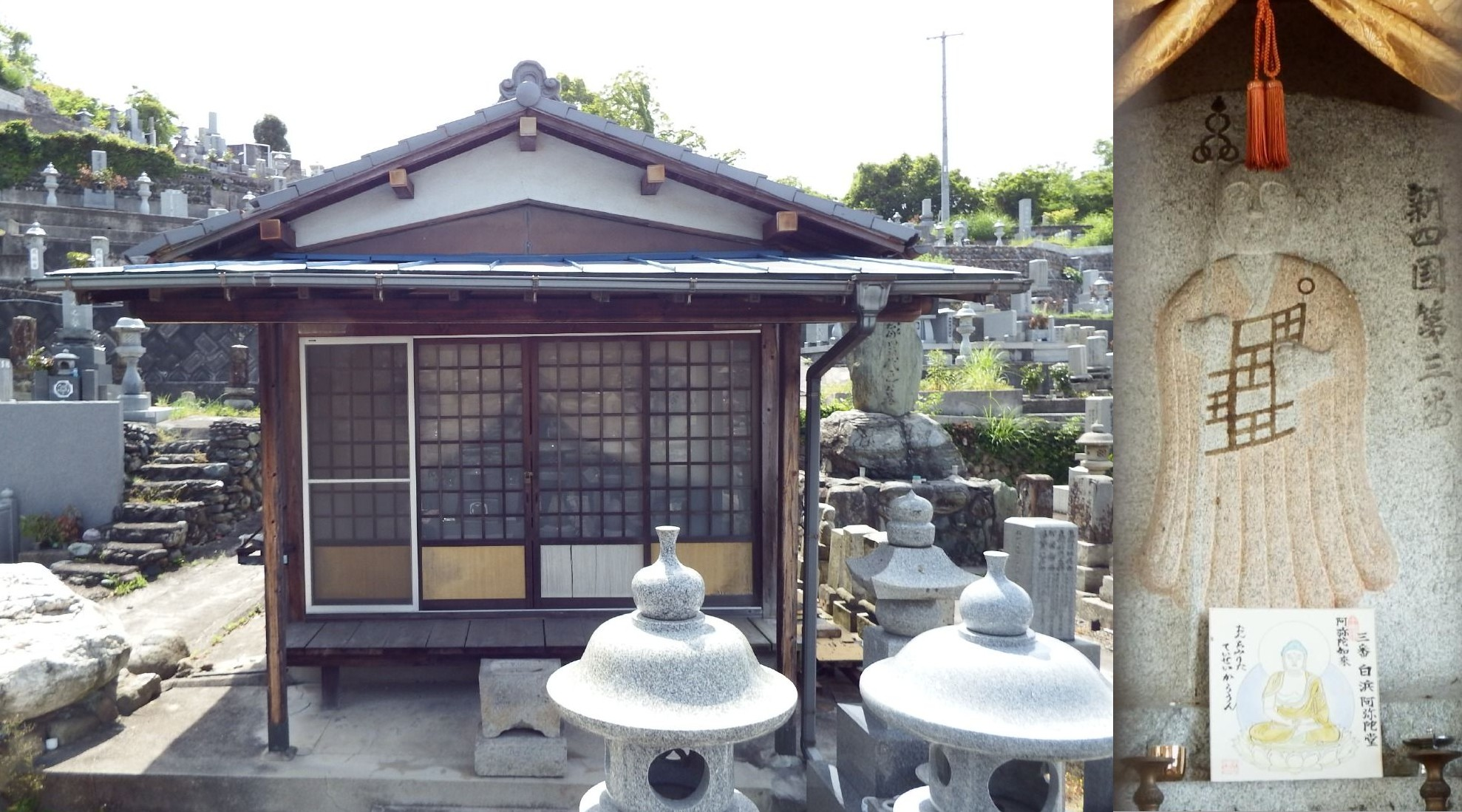
（3番）白浜阿弥陀堂
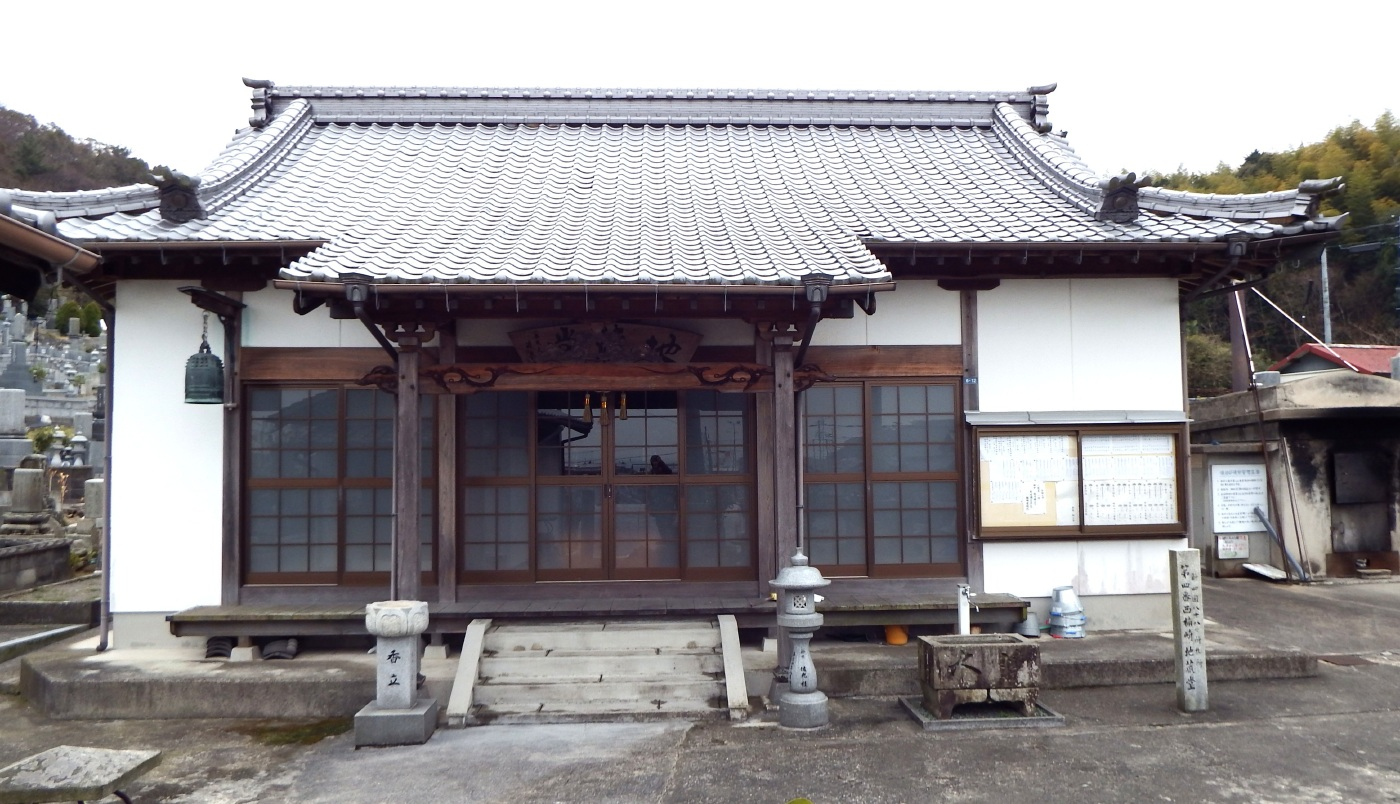
（4番）西楠崎地蔵堂
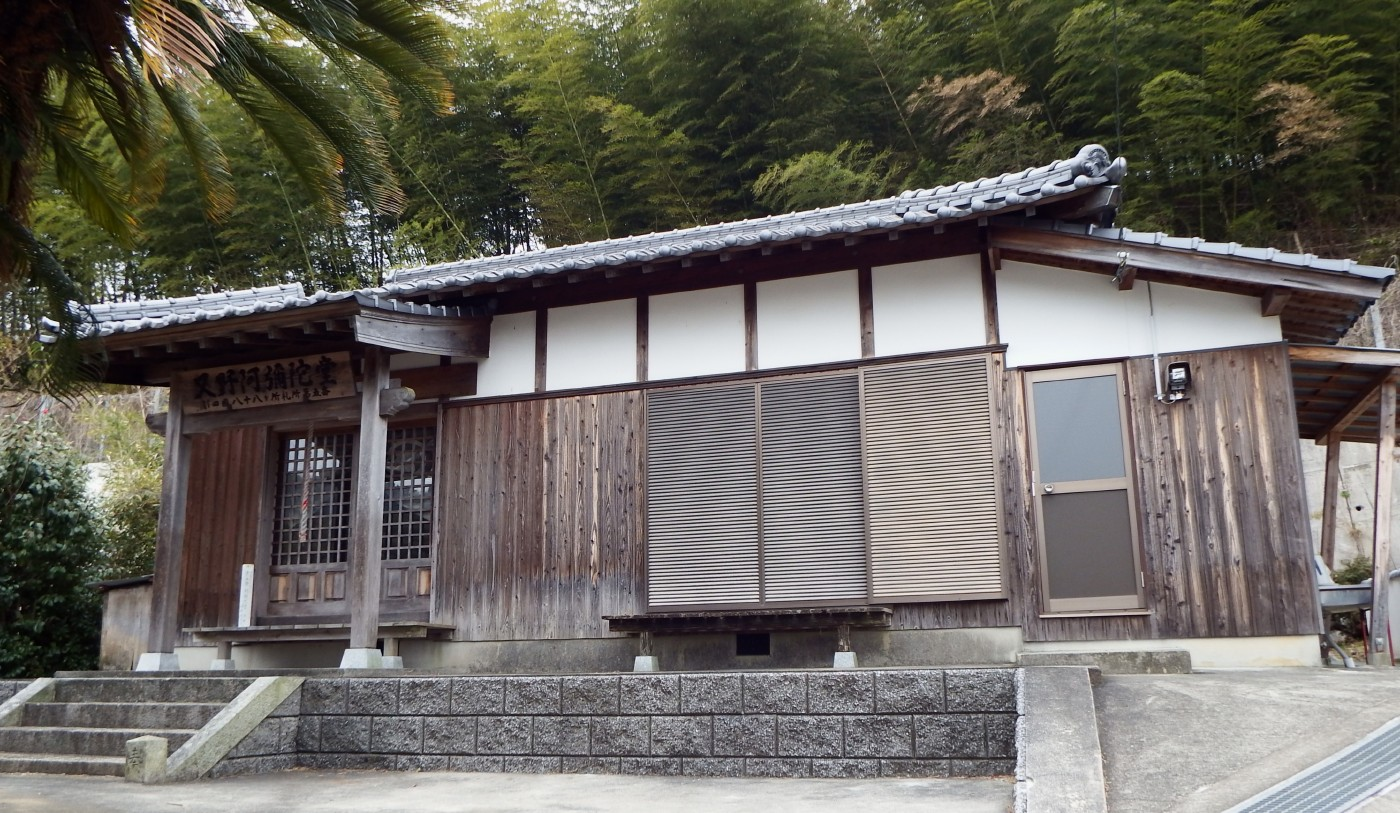
（5番）又野阿弥陀堂
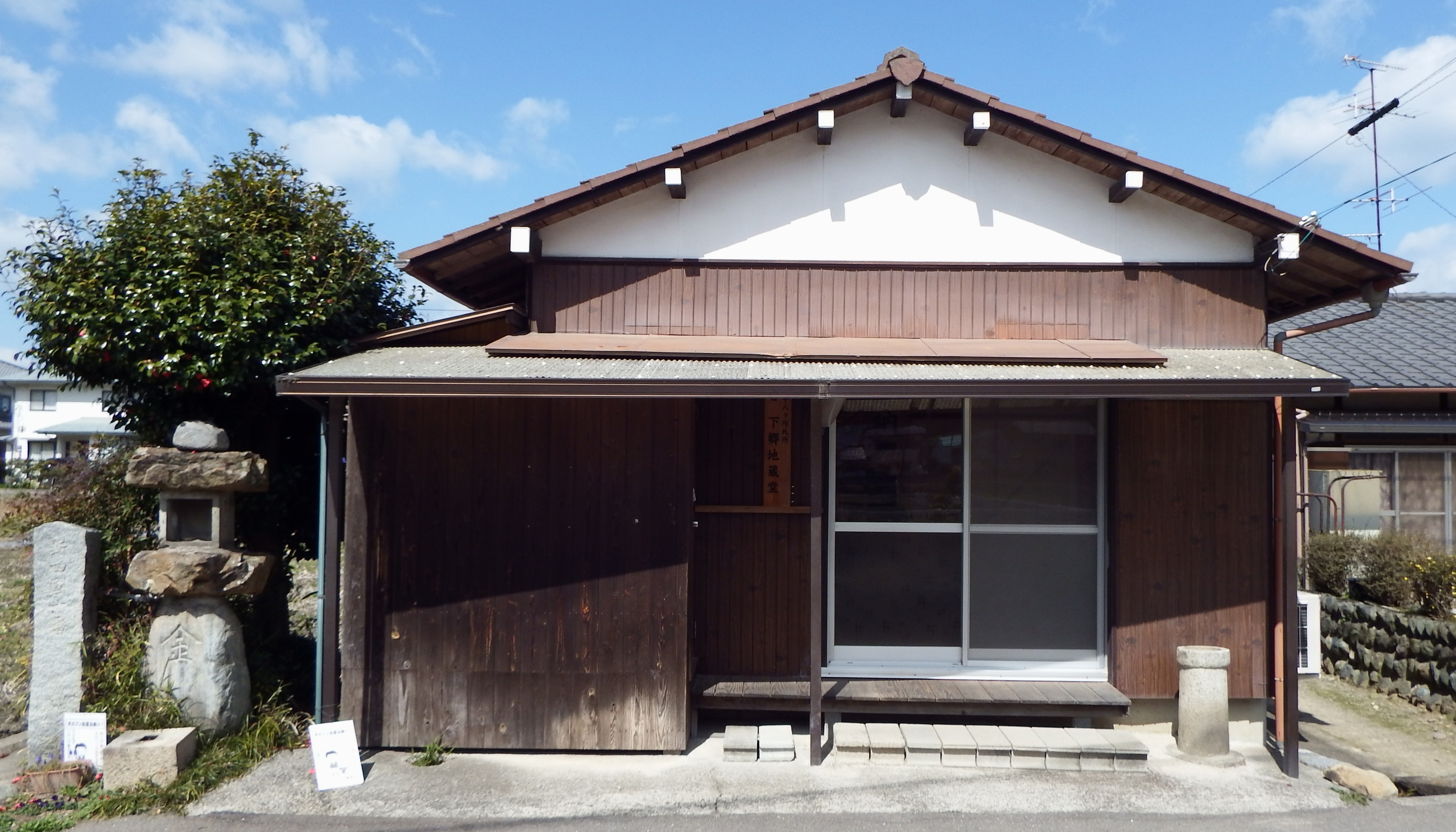
（6番）下郷地蔵堂
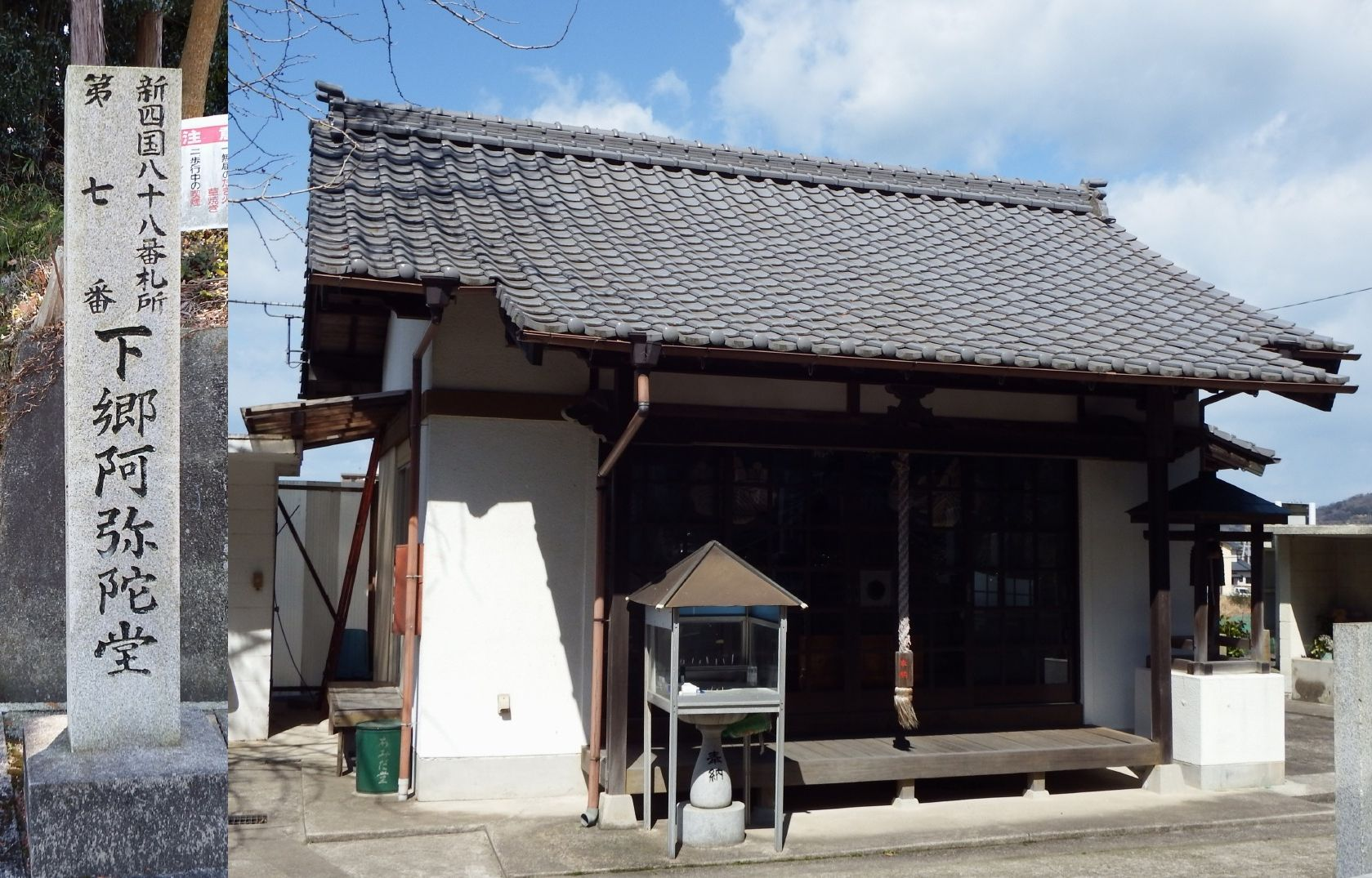
（7番）下郷阿弥陀堂
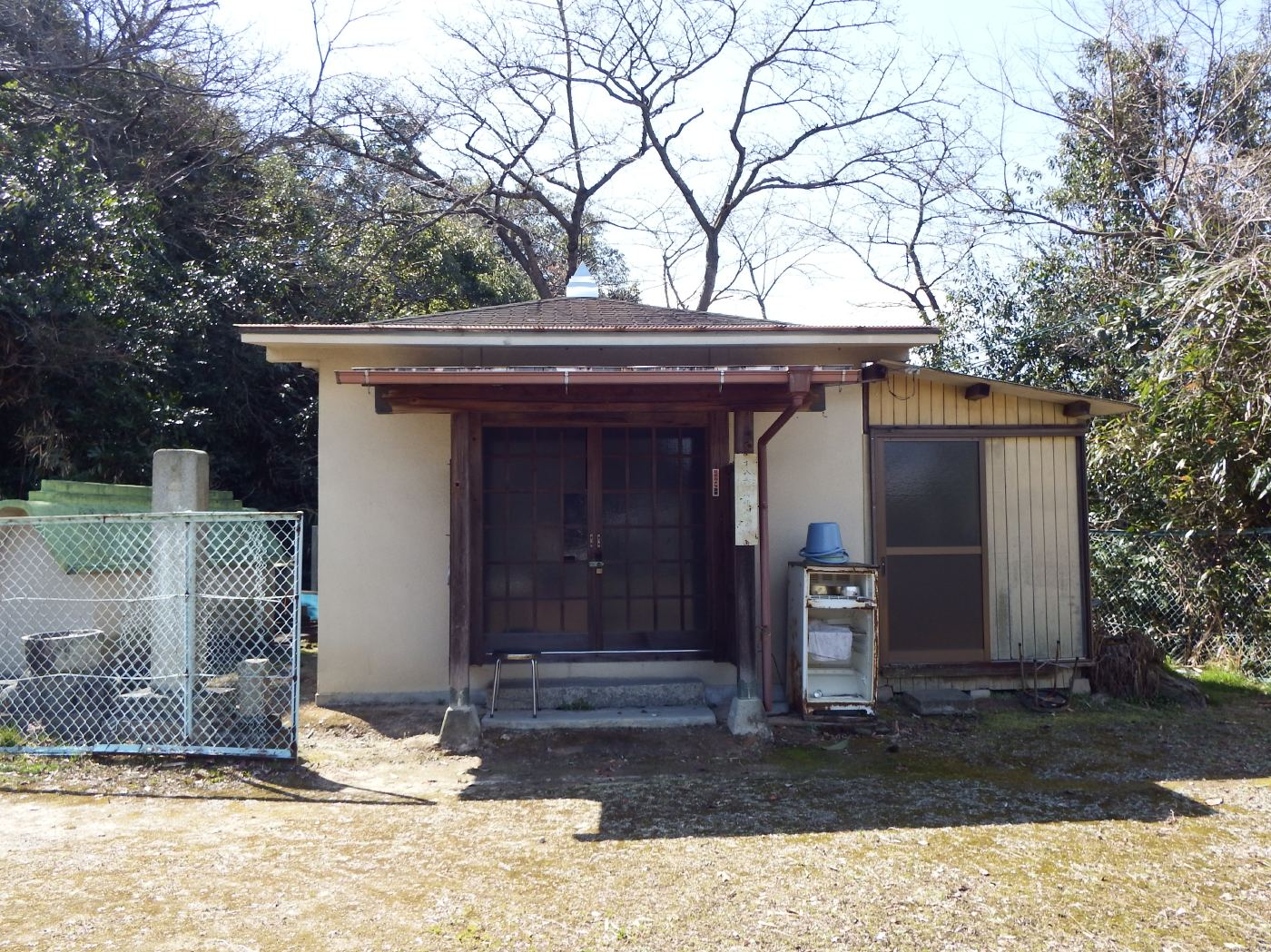
（8番）中郷薬師堂
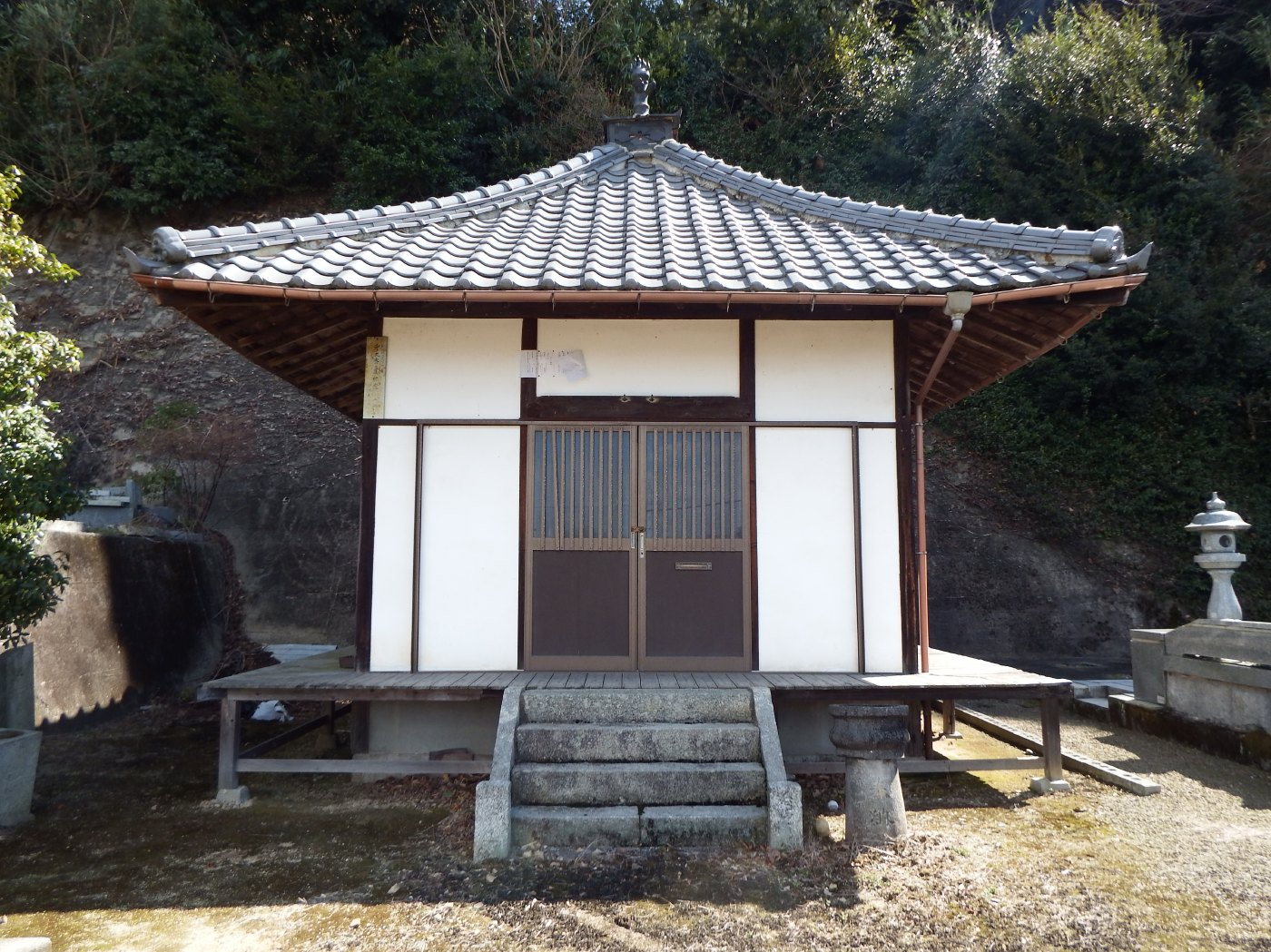
（9番）上郷薬師堂
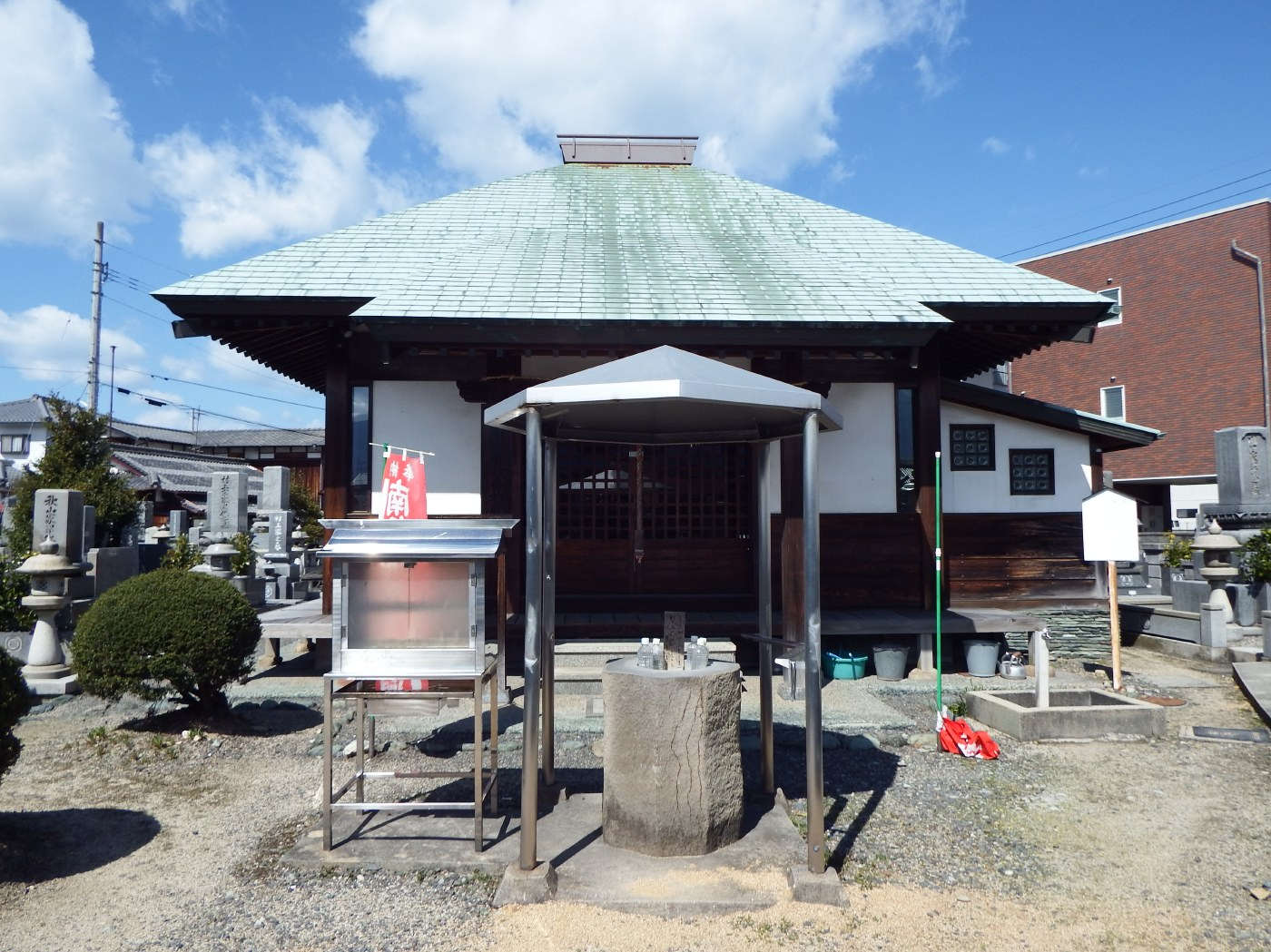
（10番）庄内地蔵堂
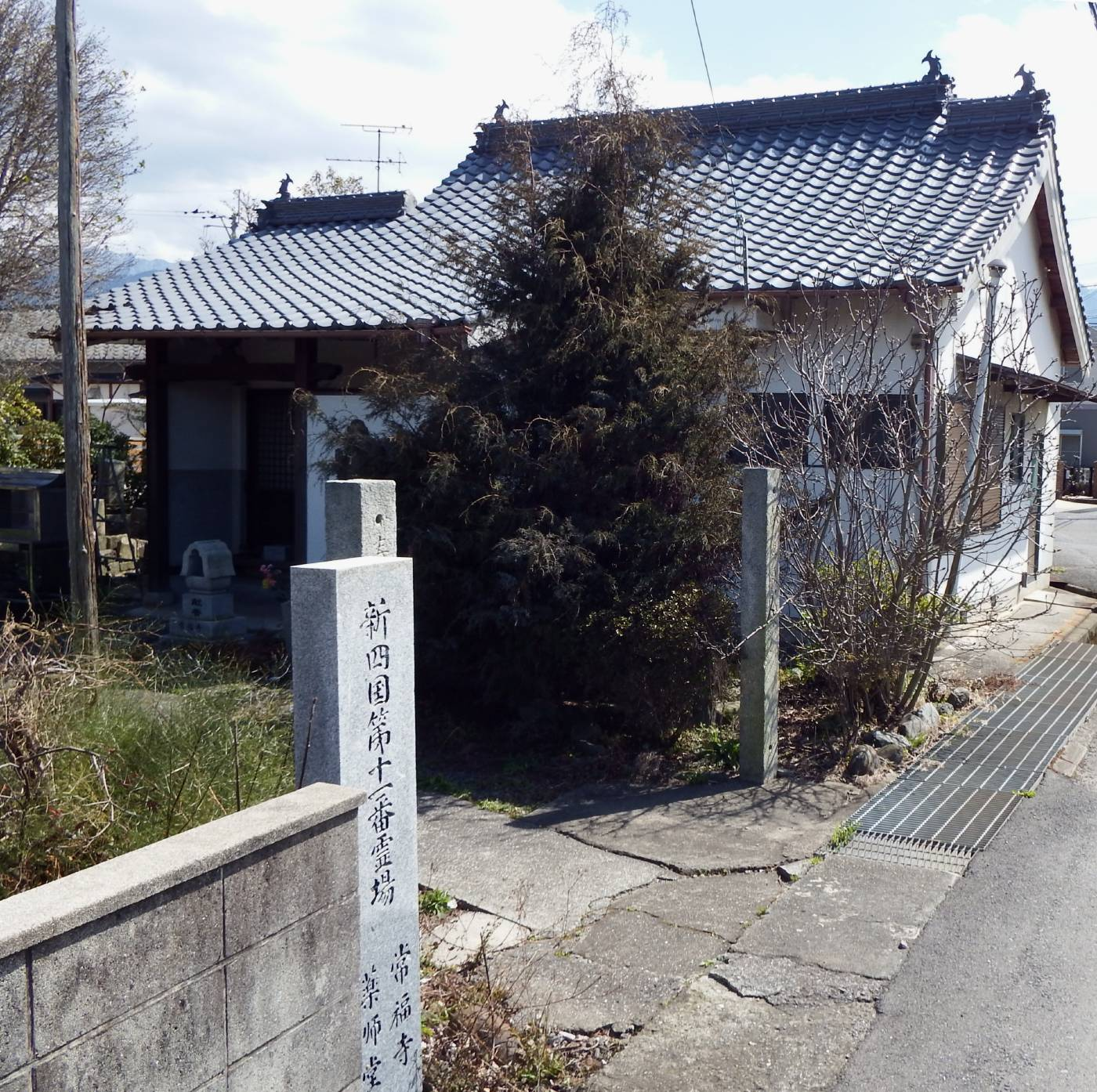
（11番）庄内薬師堂
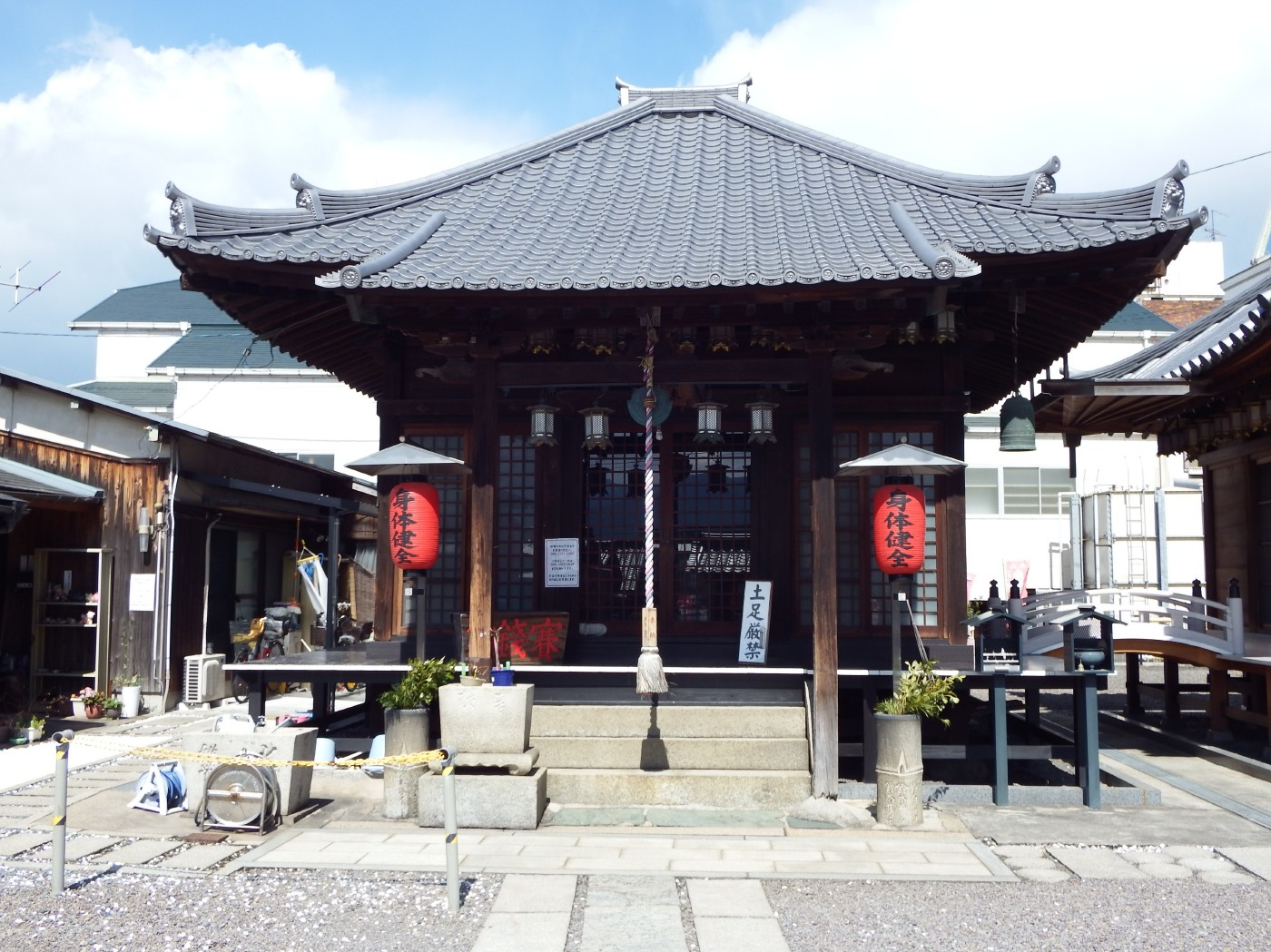
（12番）白頭山河内寺
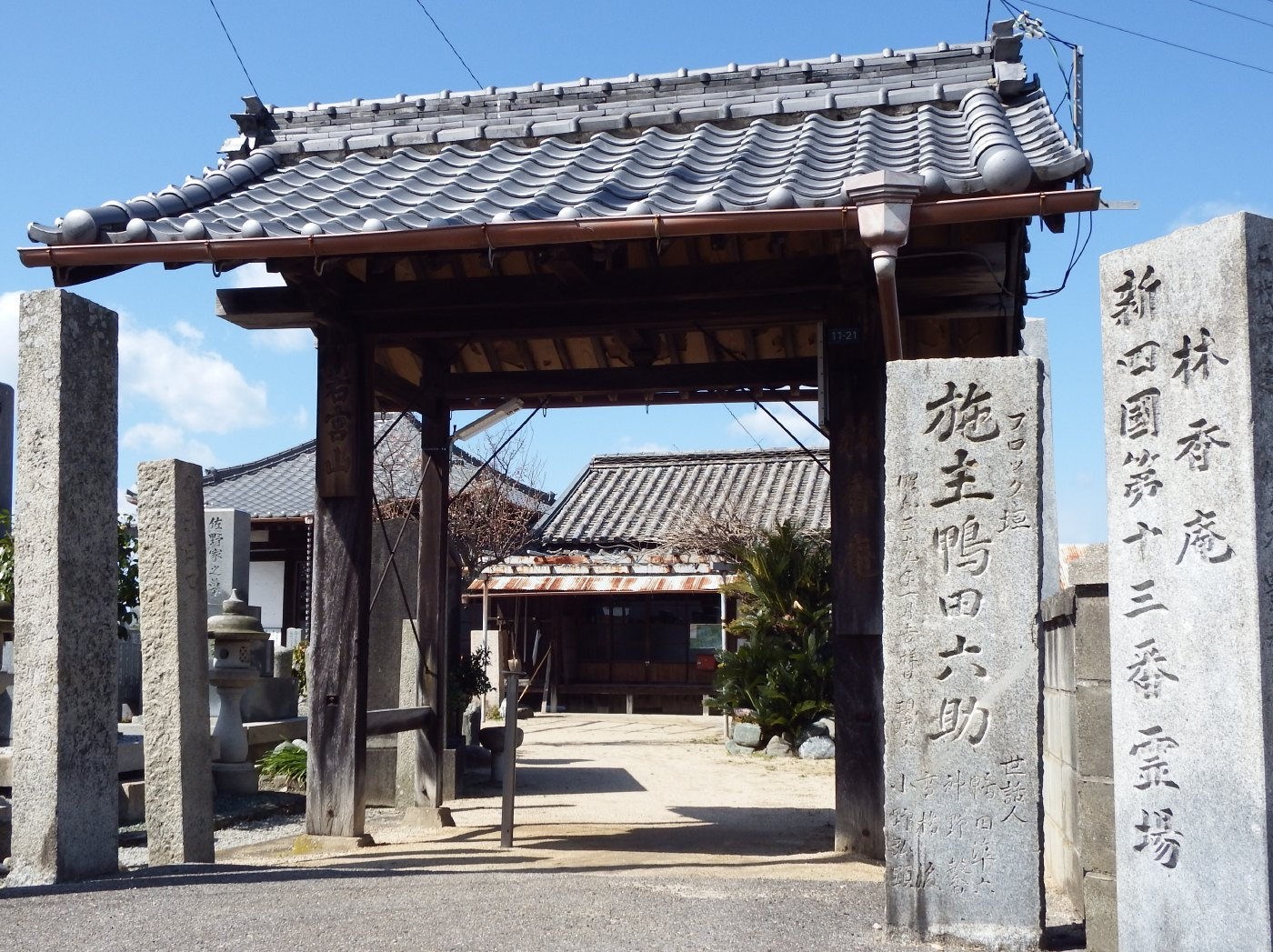
（13番）岩宮山林香庵
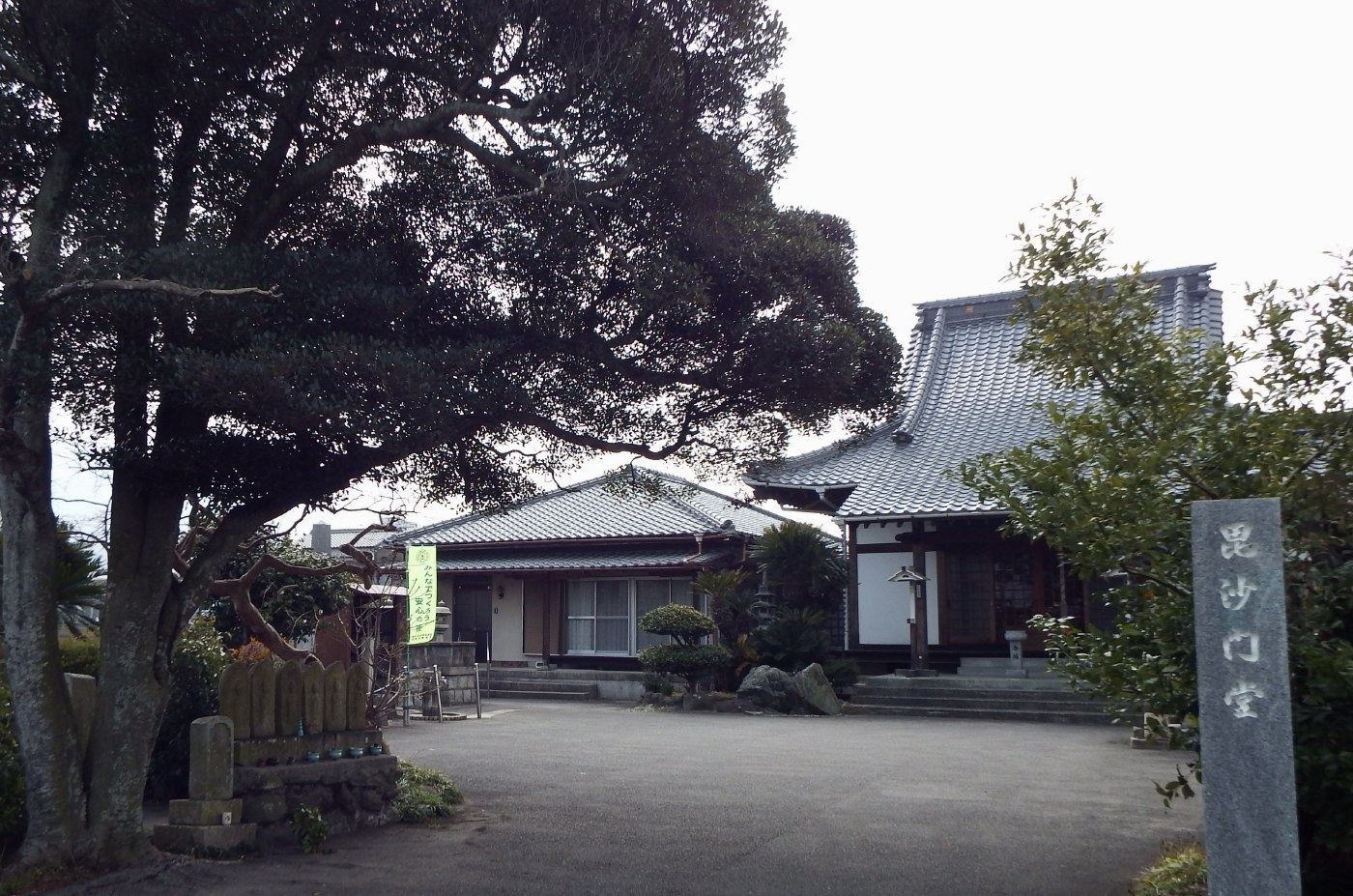
（14番）上泉毘沙門堂
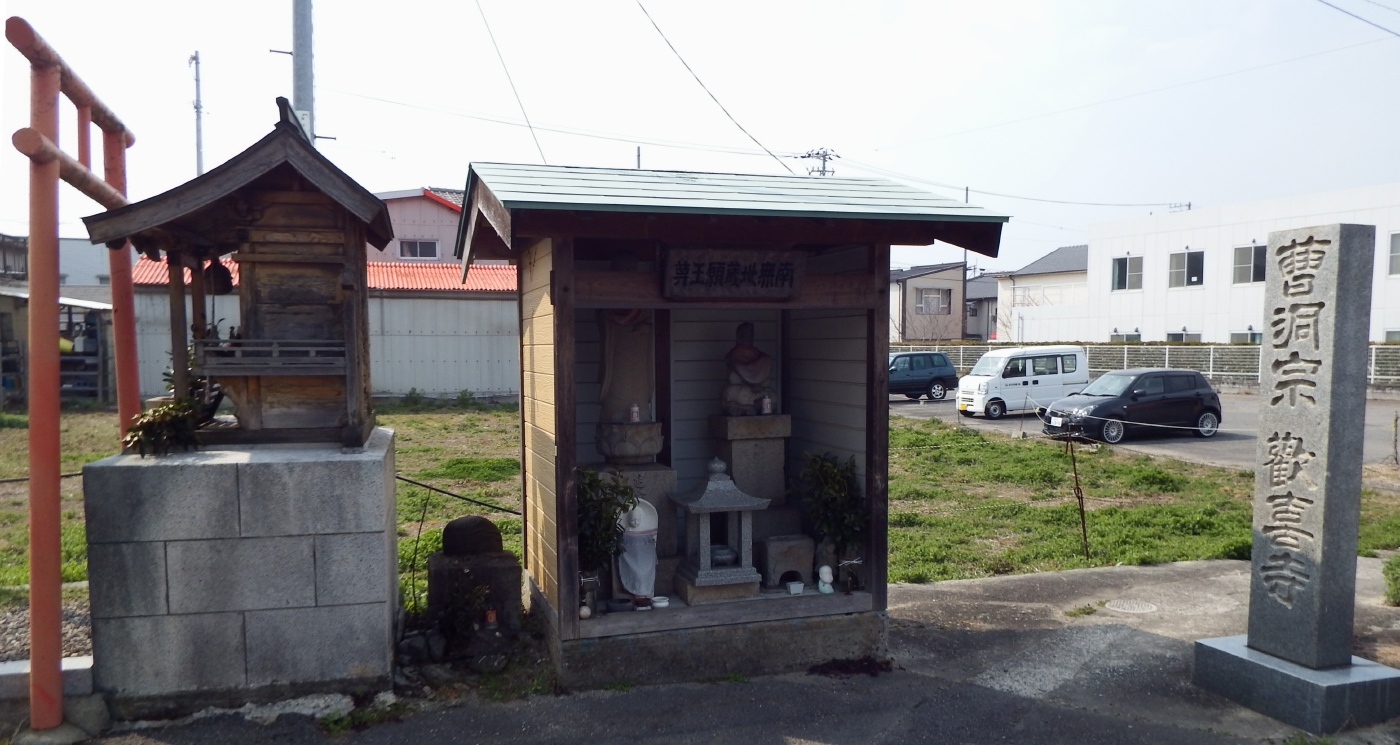
（15番）歓喜寺跡
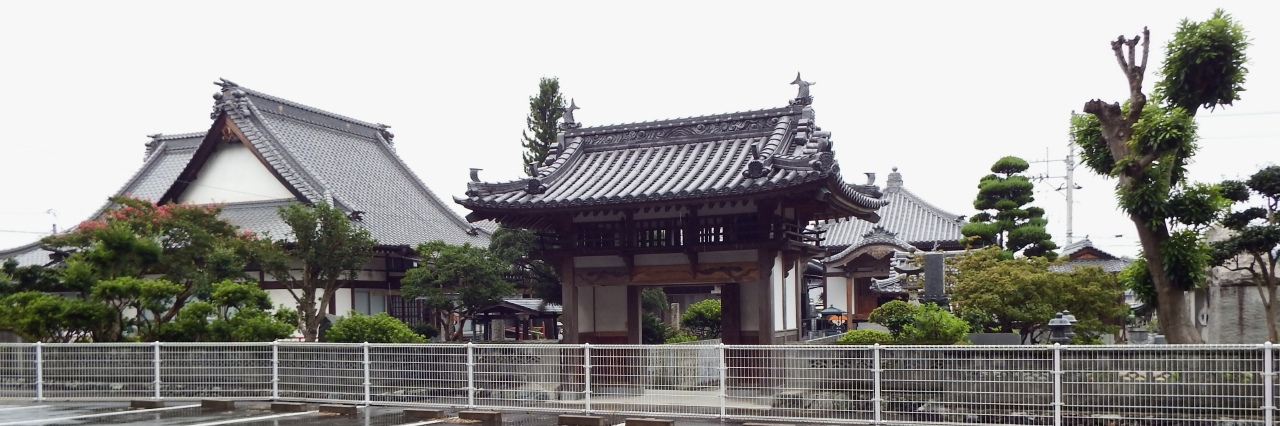
（16番）鳴鐘山隆徳寺
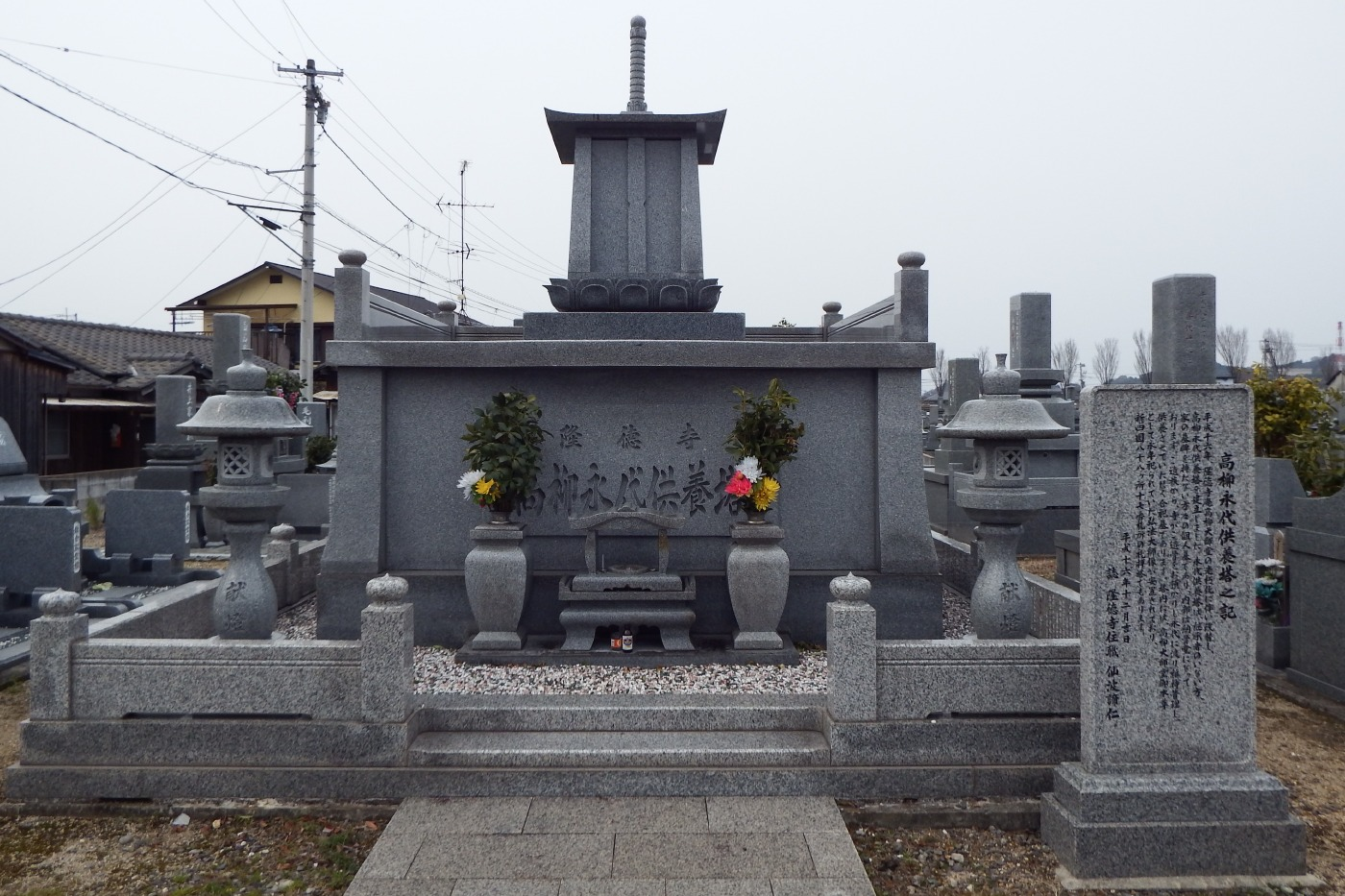
（17番）高柳大師堂
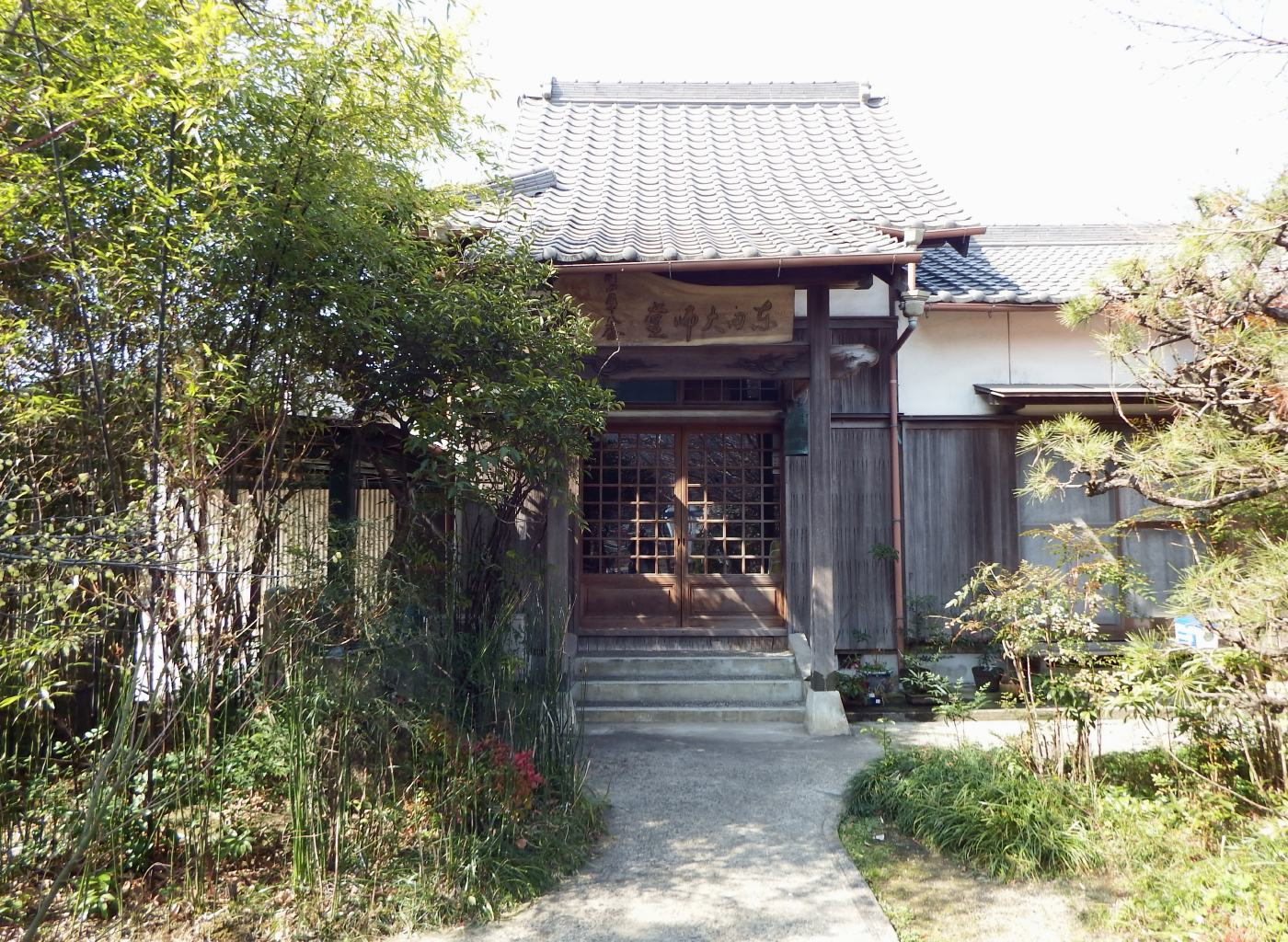
（18番）東田大師堂
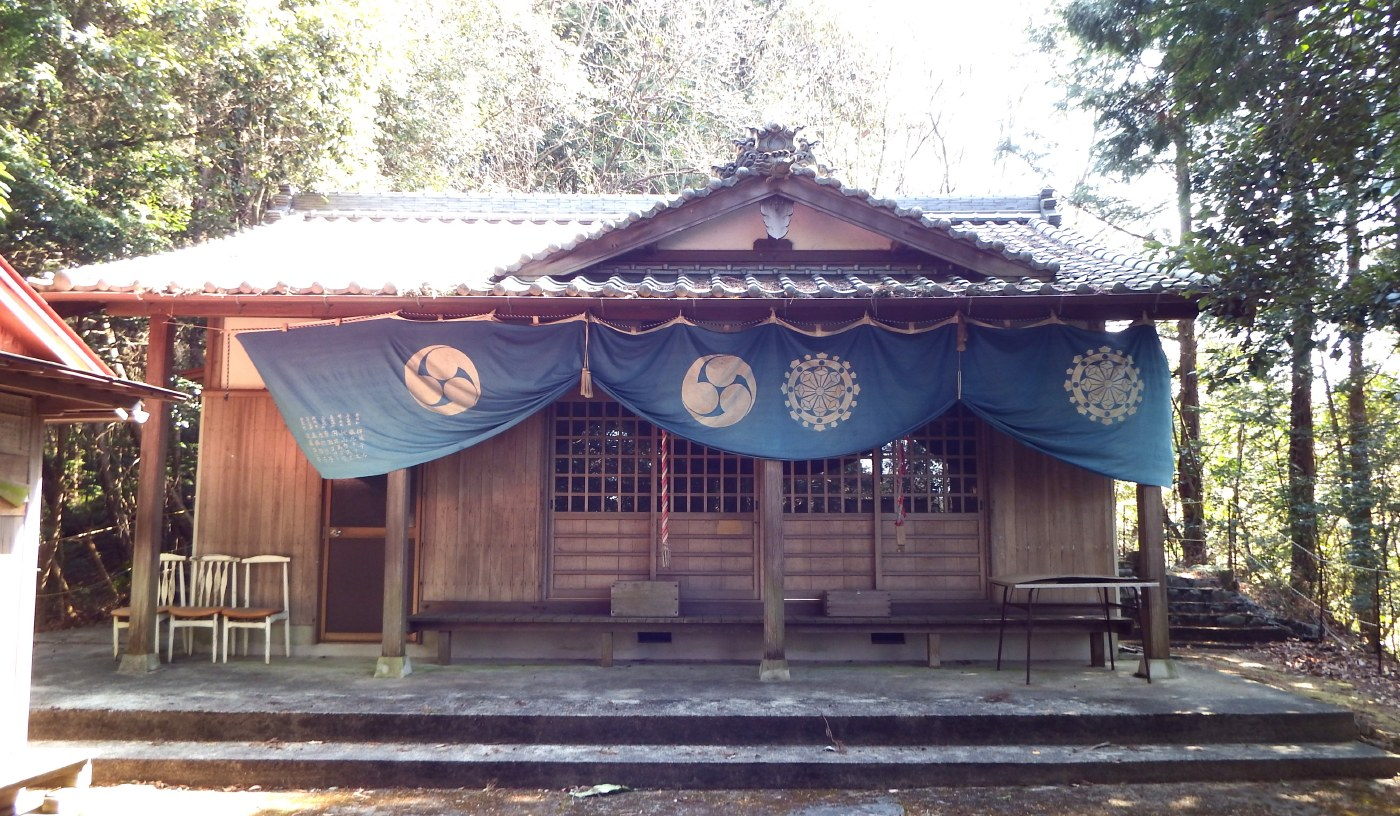
（19）光明寺不動堂
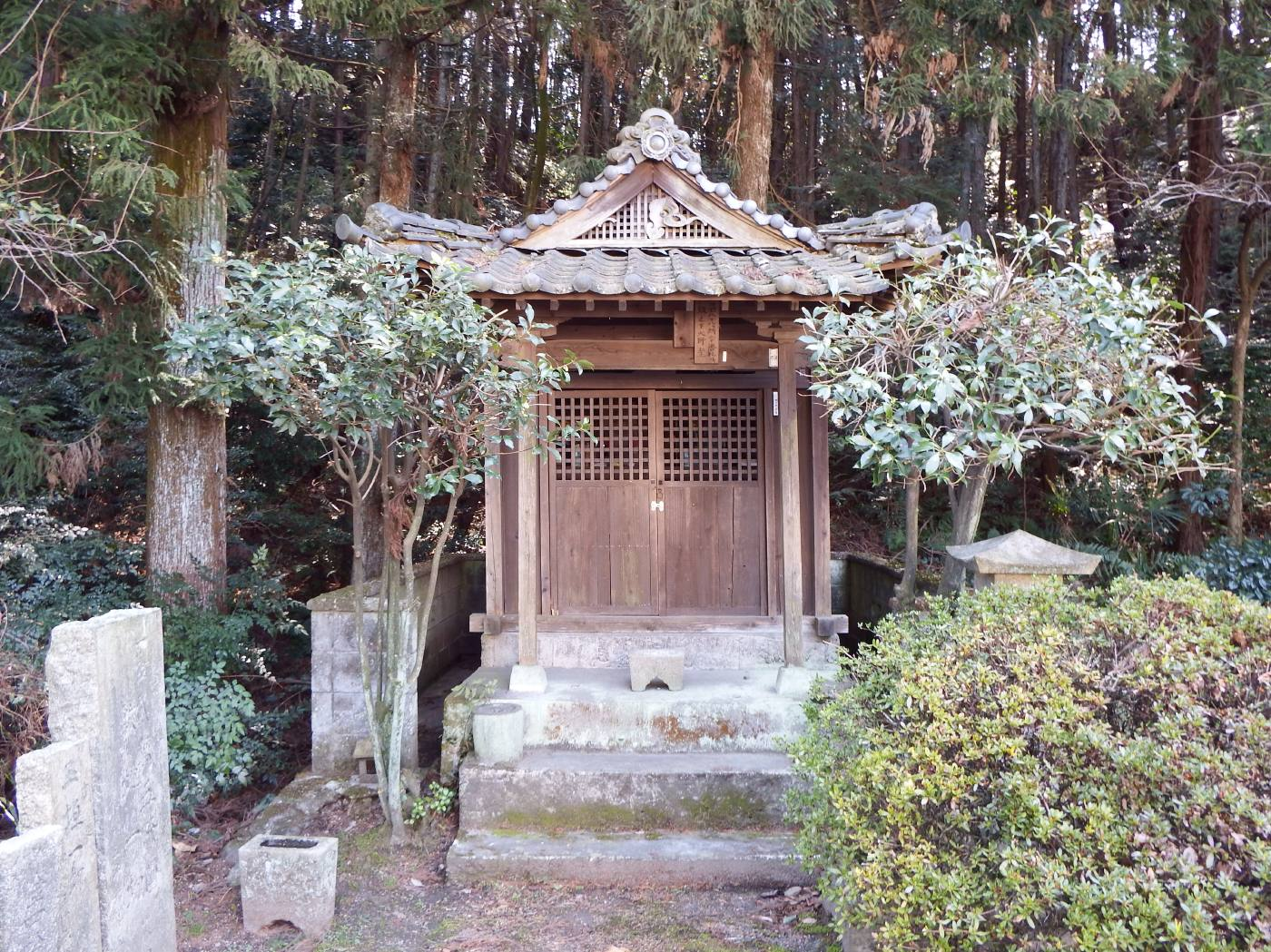
（20番）坂之下大師堂
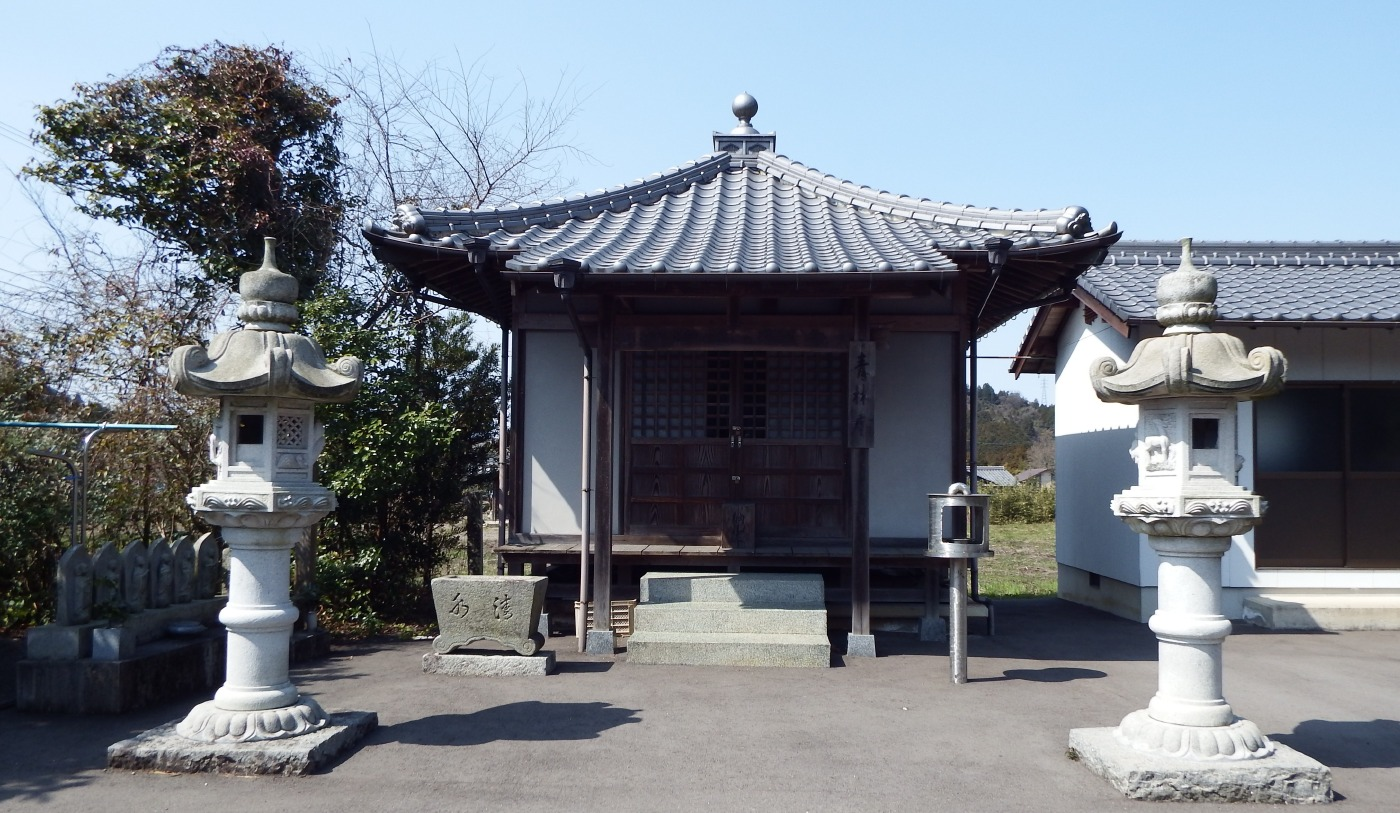
（21番）長野青林庵
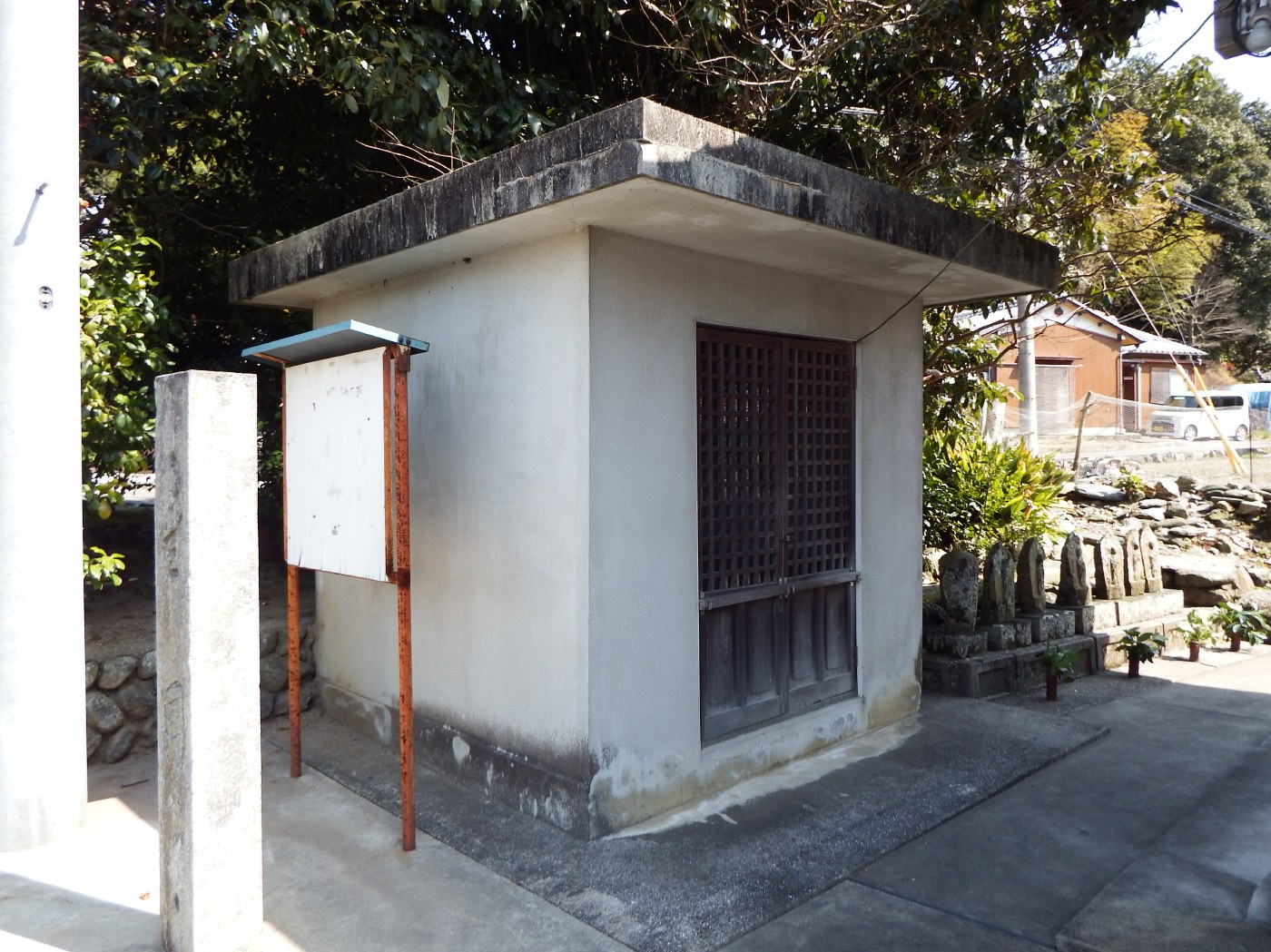
（22番）道面地蔵堂
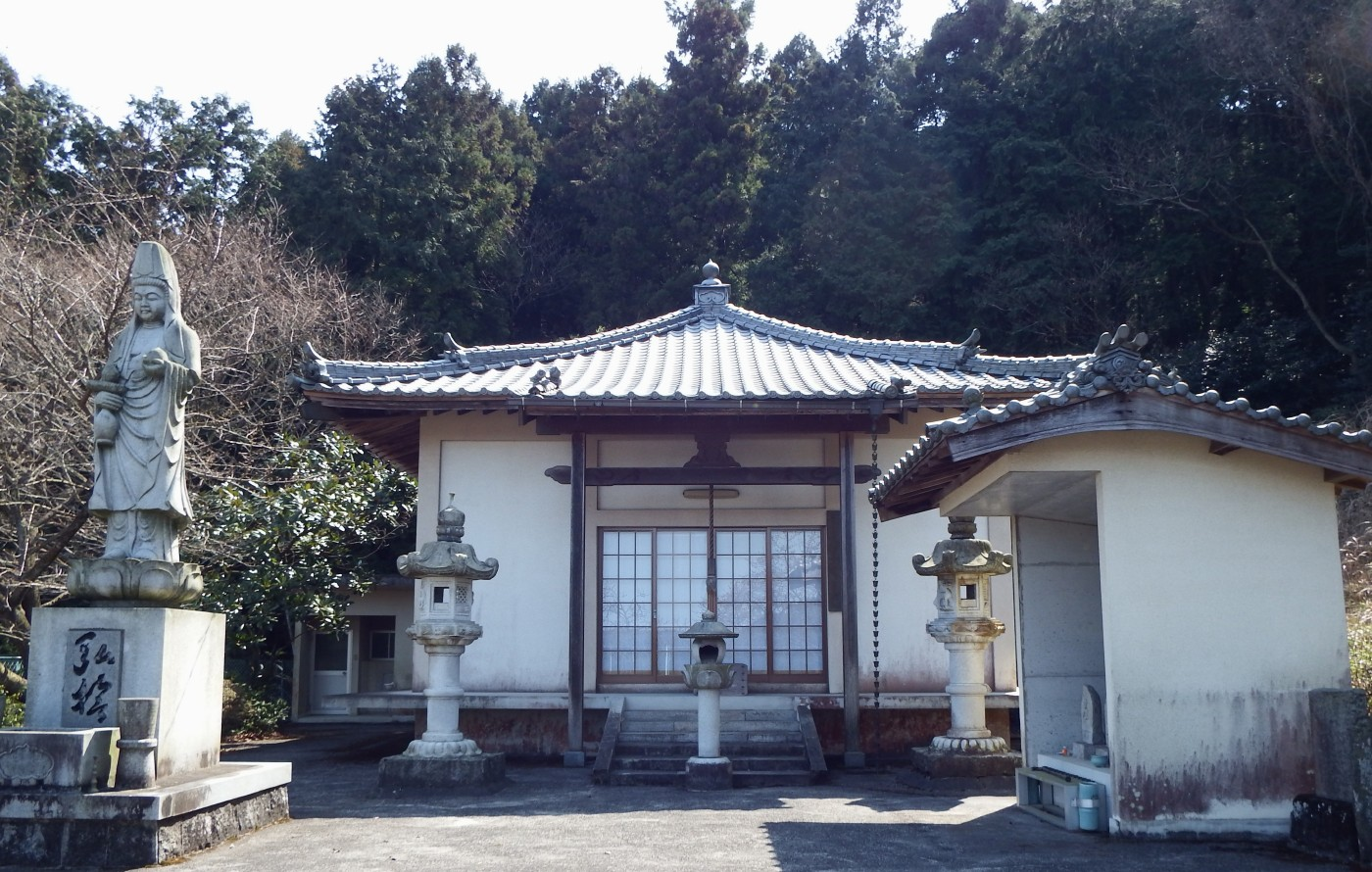
（23番）長川毘沙門堂
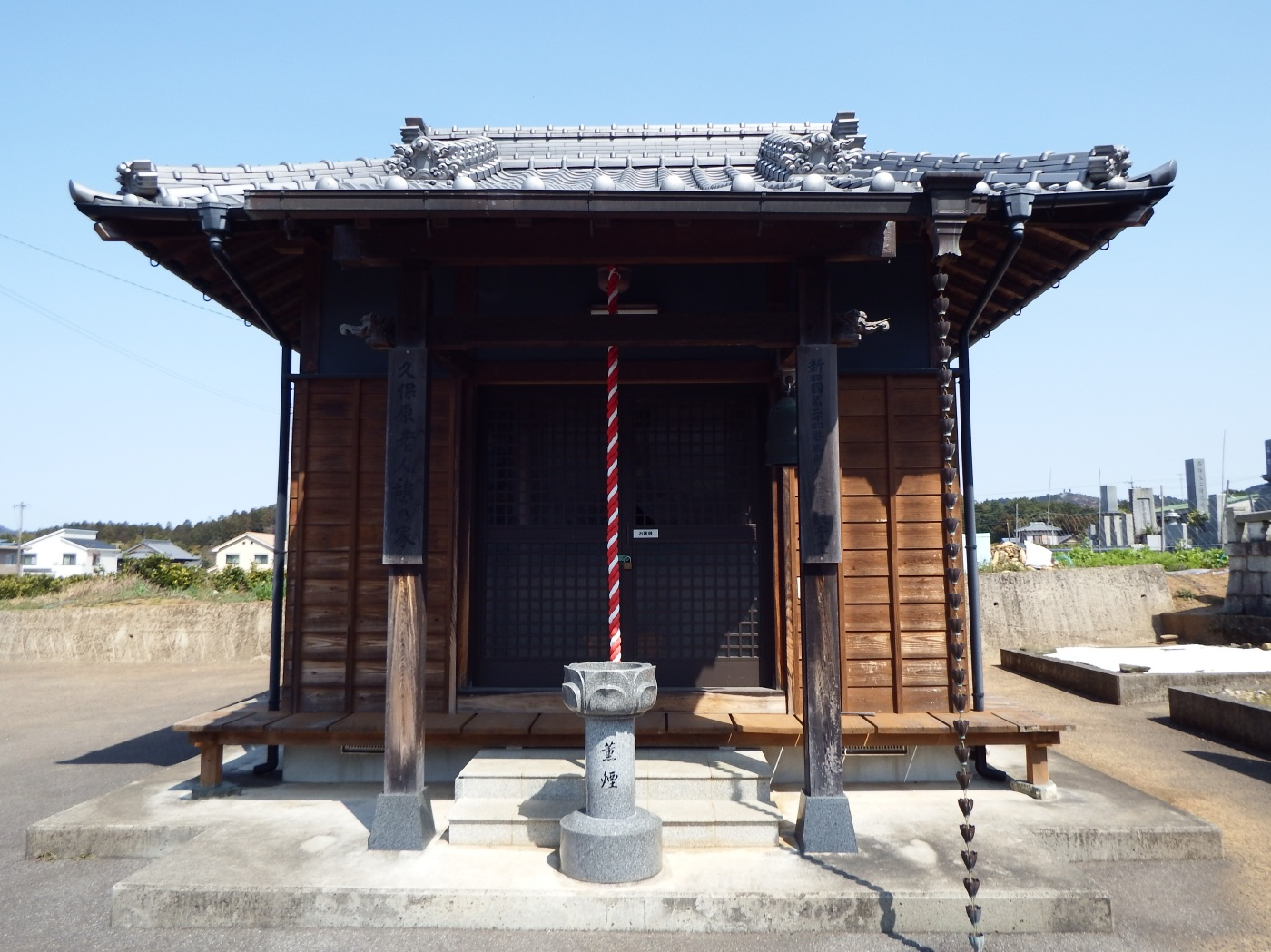
（24番）大久保観音堂
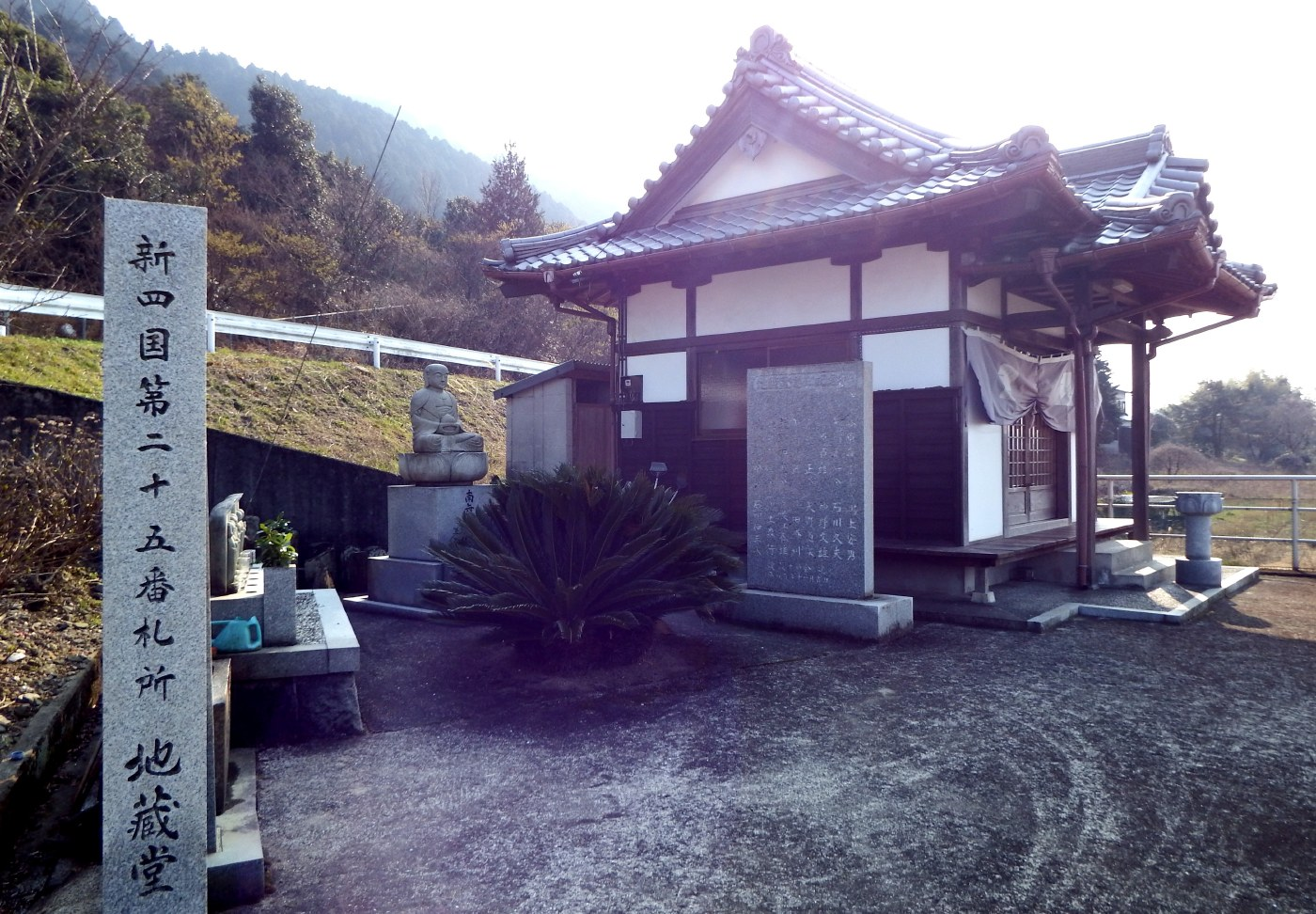
（25番）元船木地蔵堂
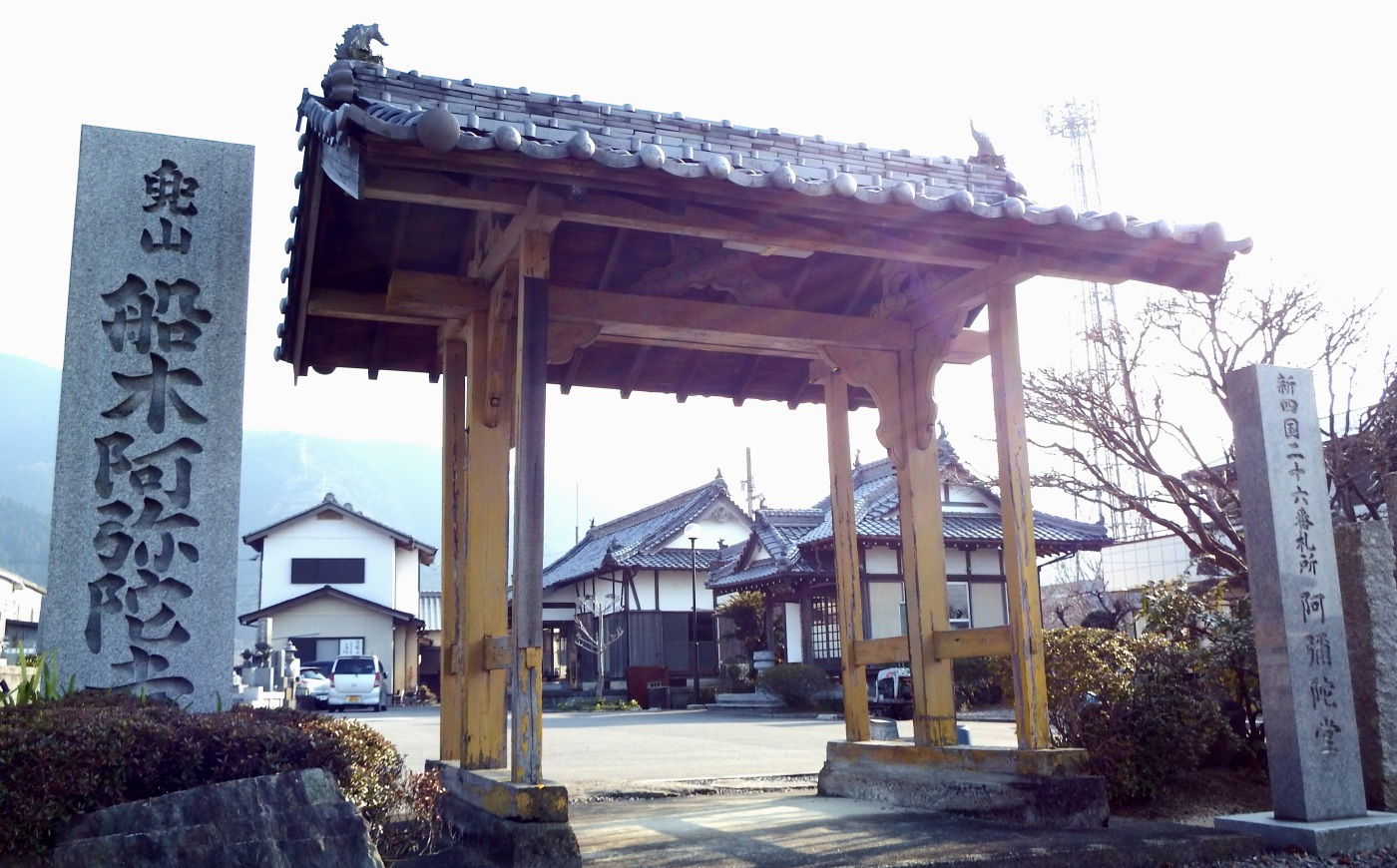
（26番）兜山船木阿弥陀寺
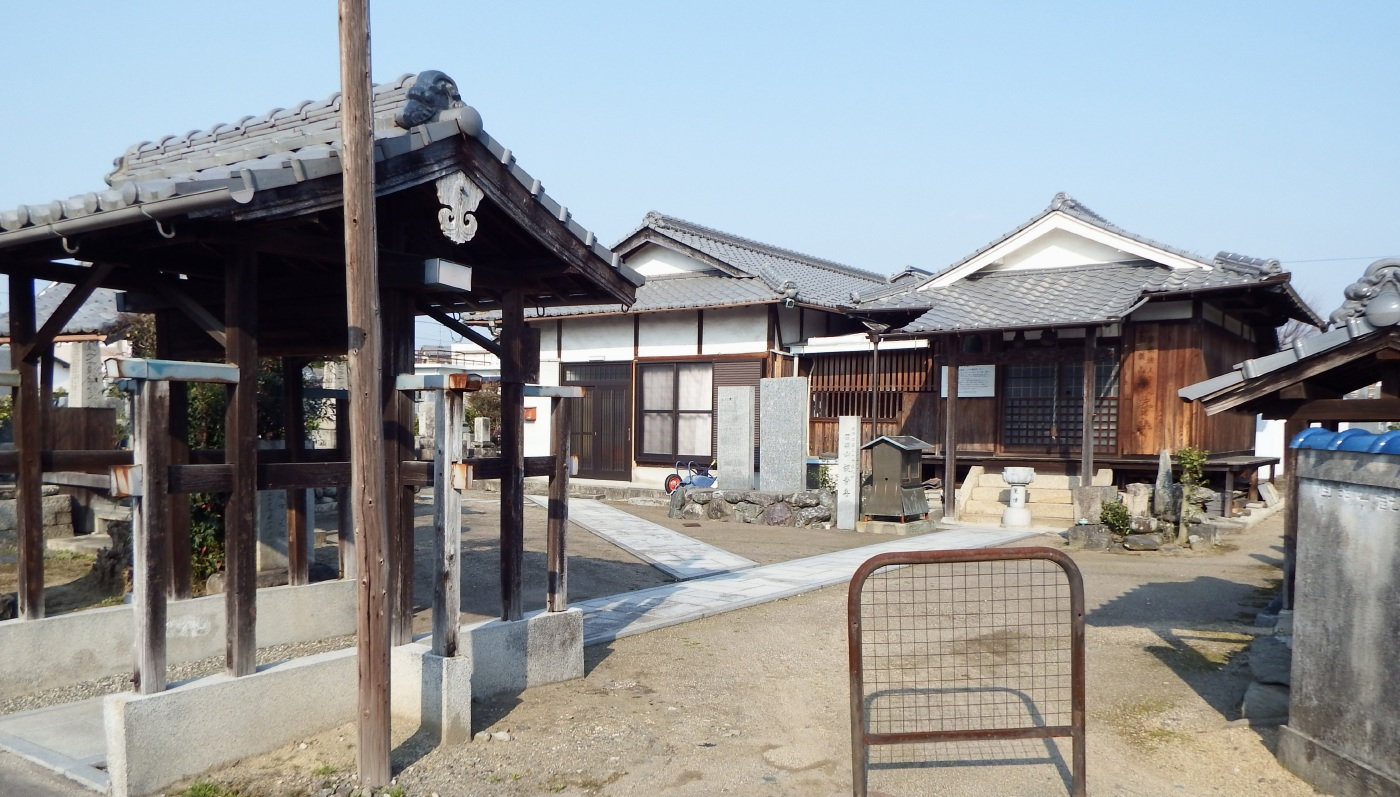
（27番）国領観音堂
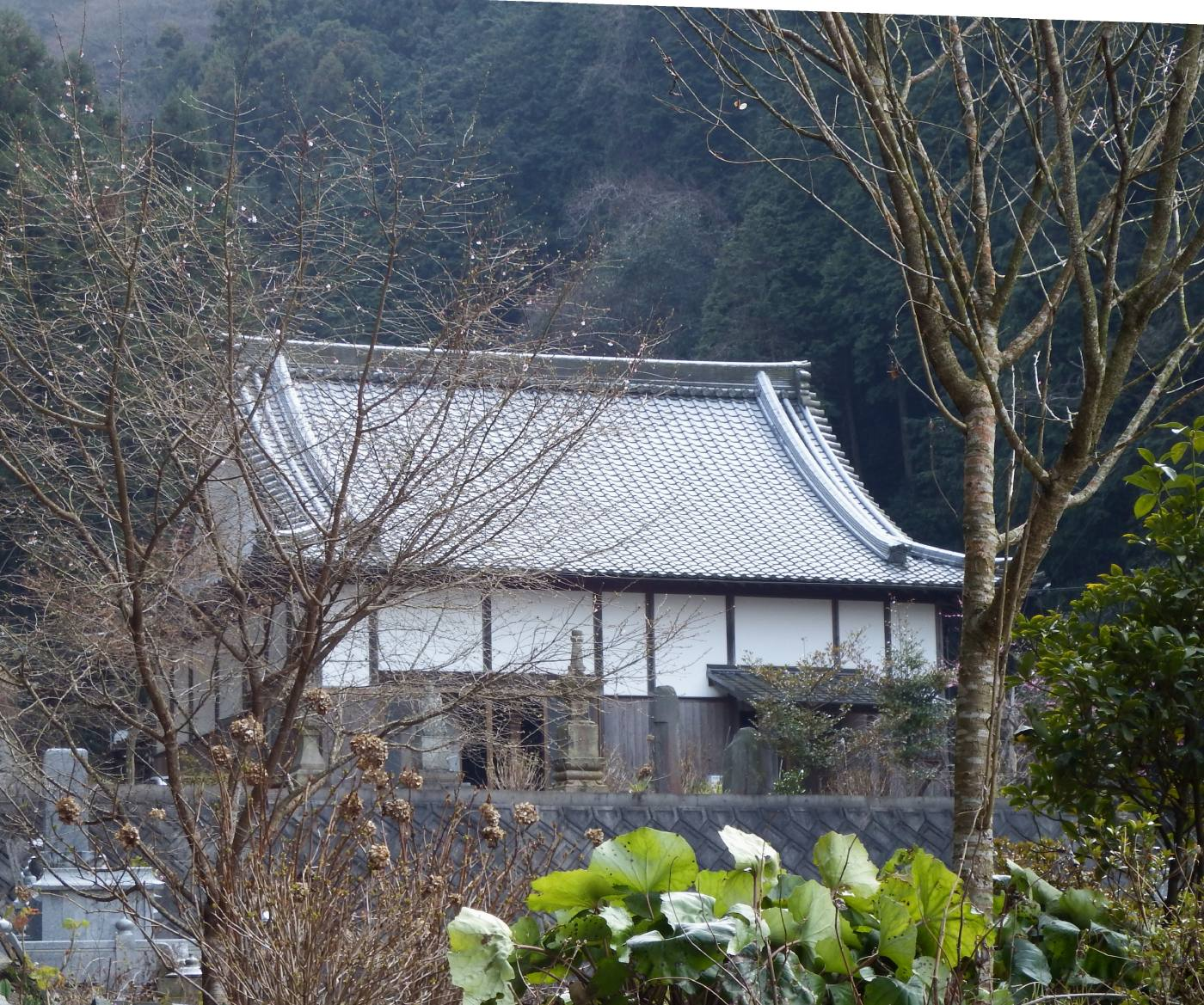
（28番）高祖神宮寺
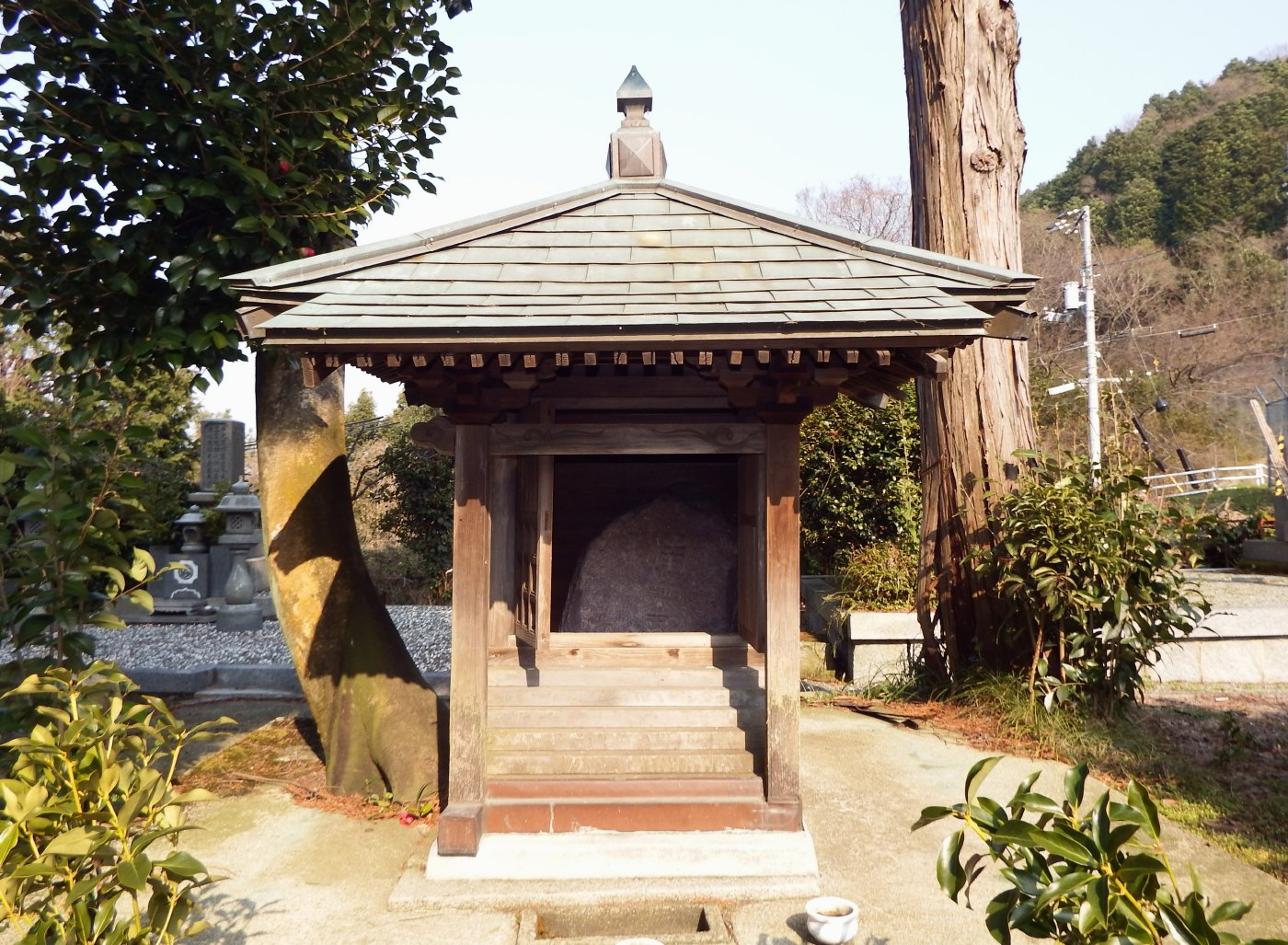
（29番）種子川口亨徳寺
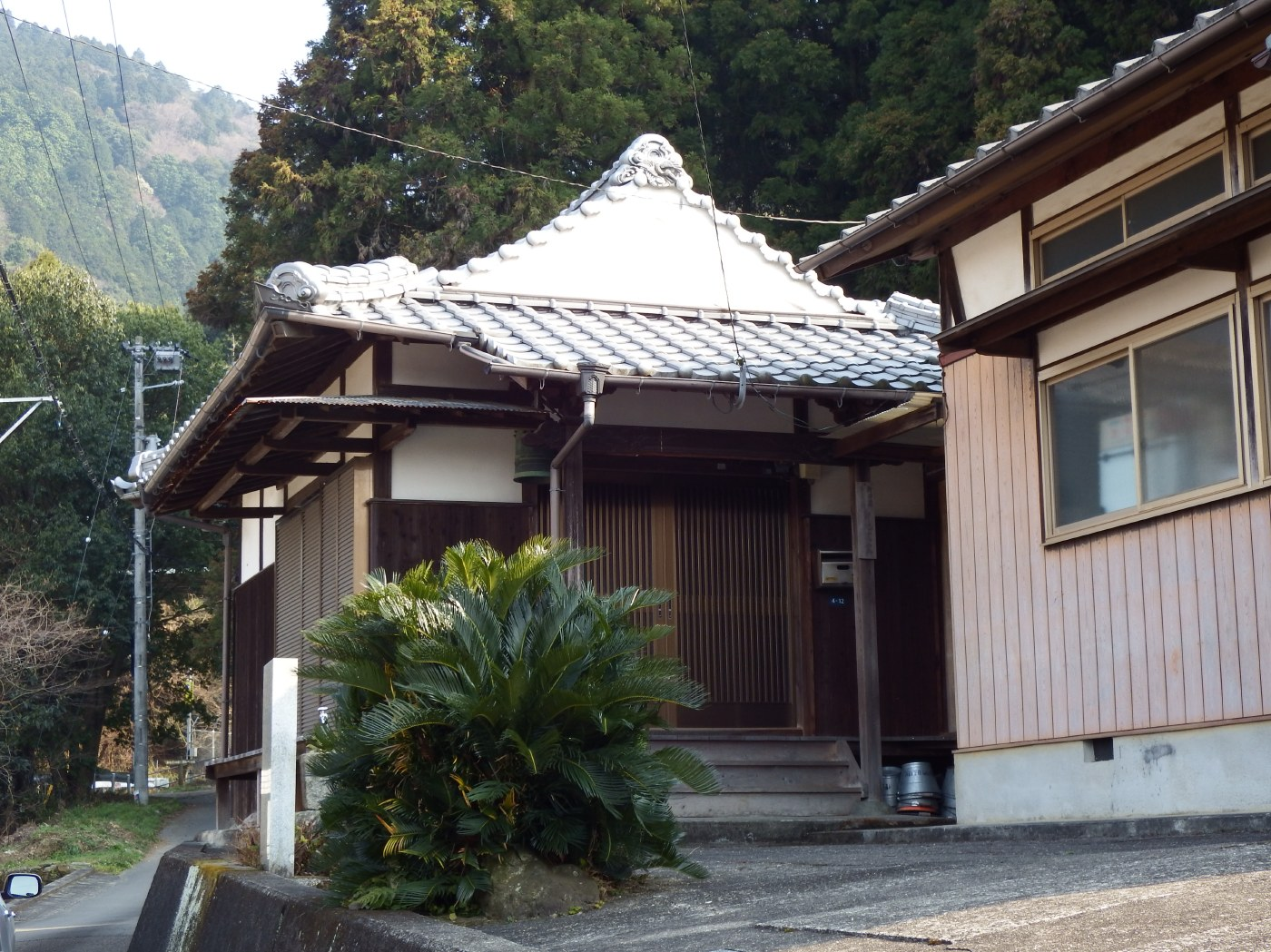
（30番）川口地蔵堂
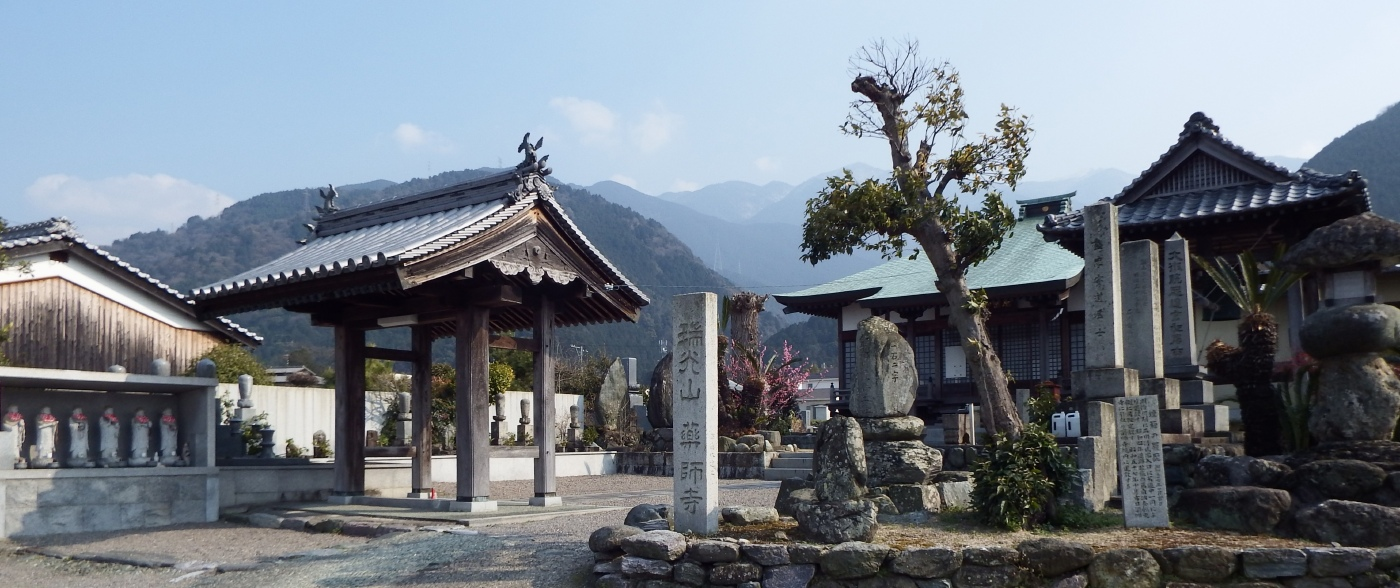
（31番）瑞光山薬師寺
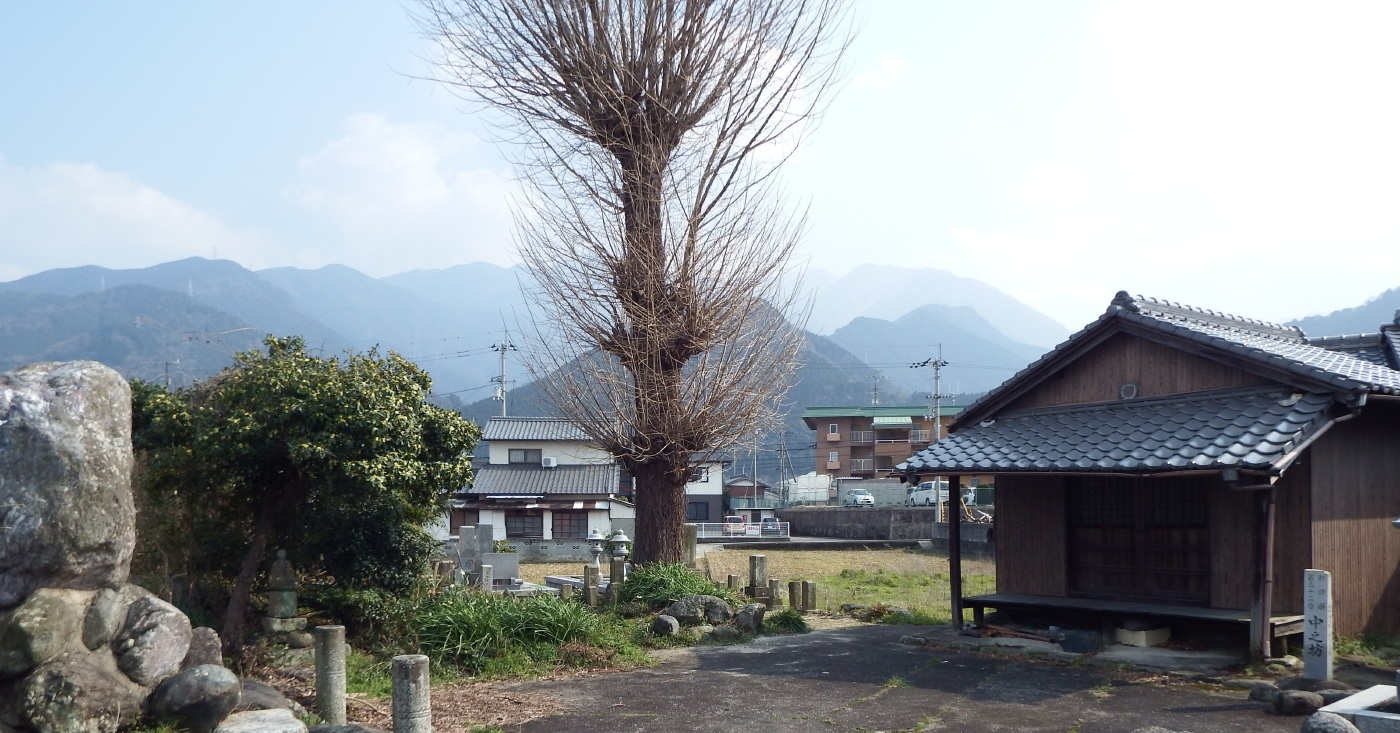
（32番）北内中之坊
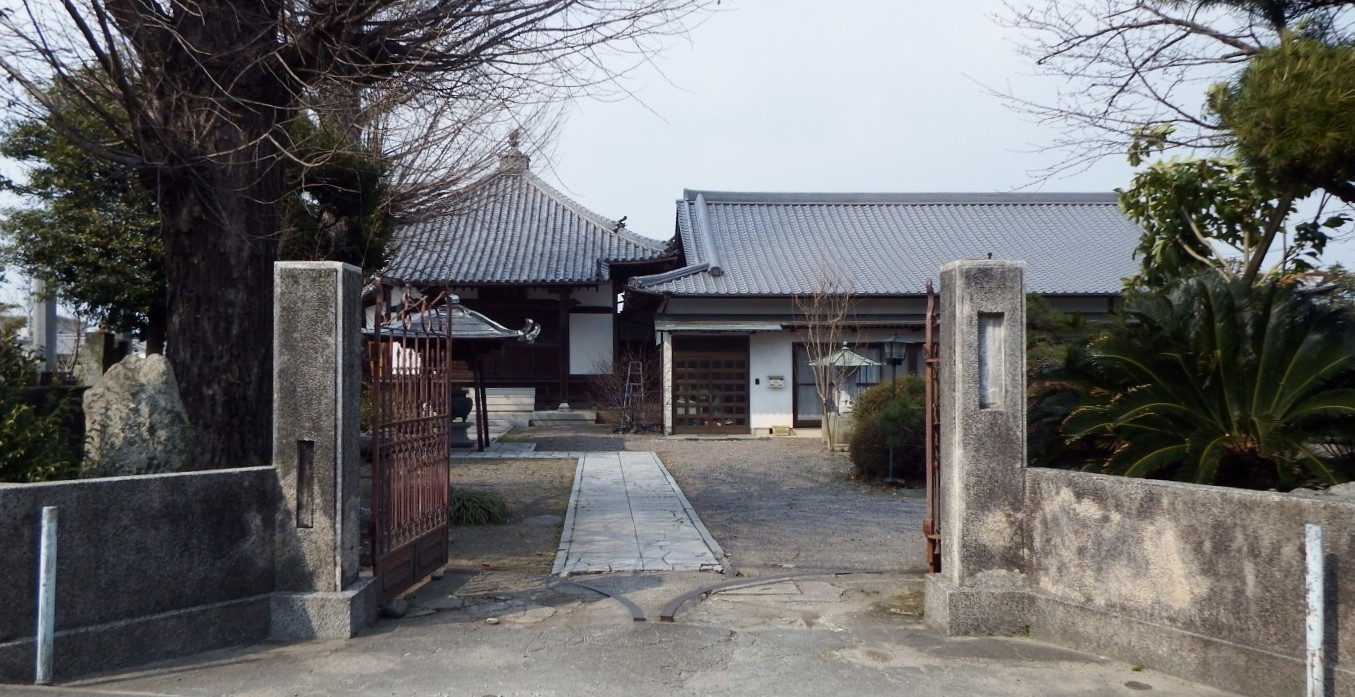
（33番）北内観音堂
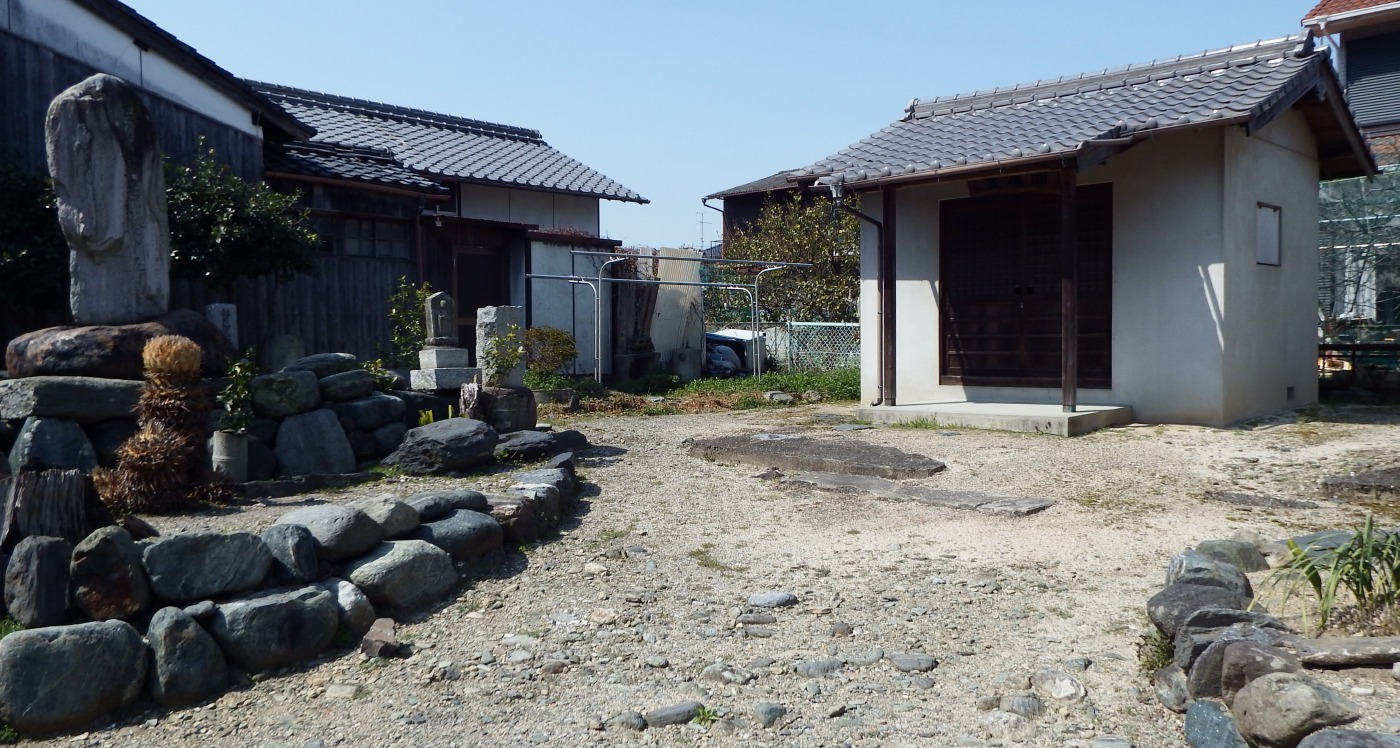
（34番）本俵閻魔堂
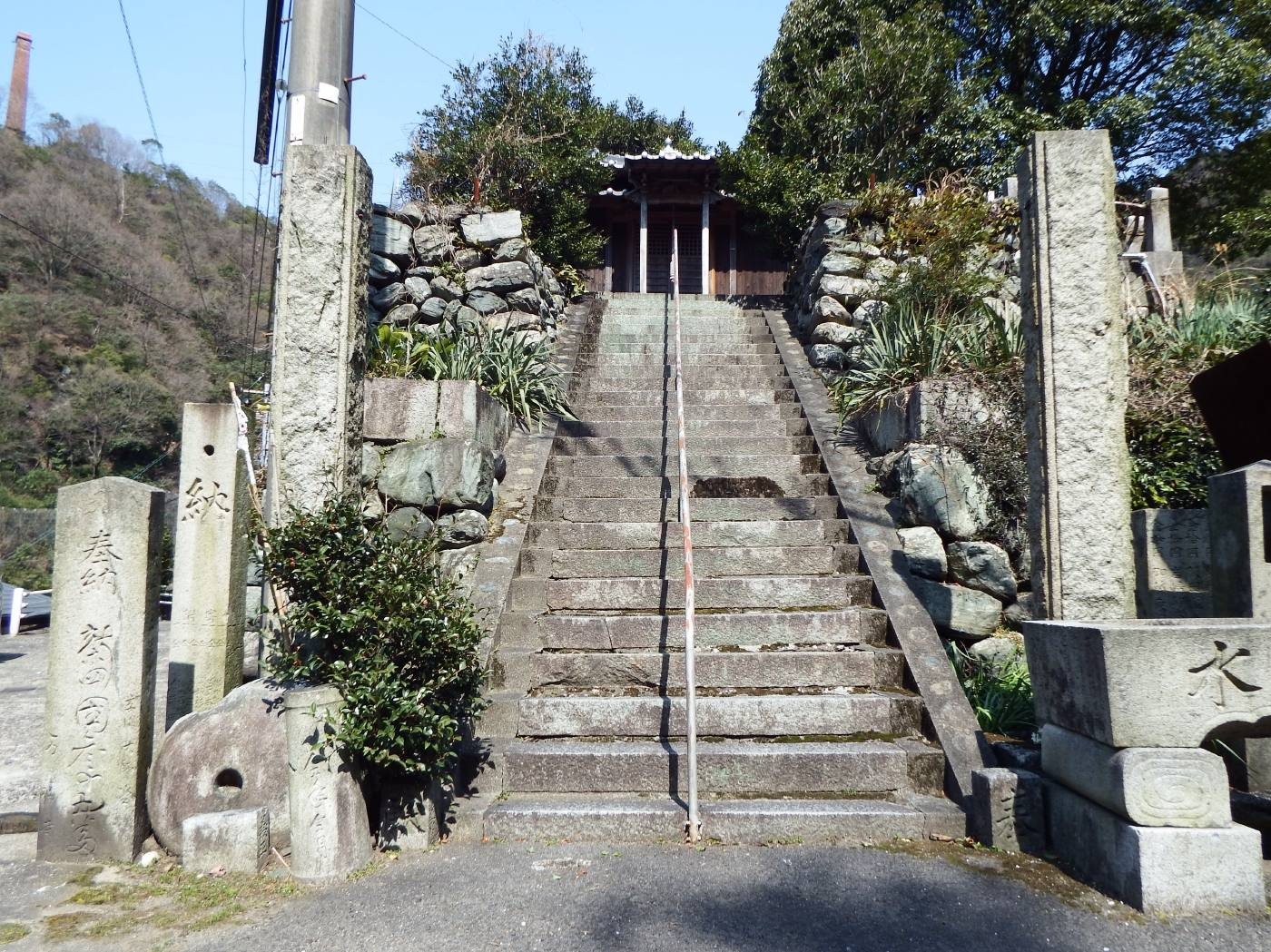
（35番）立川万徳山大師堂
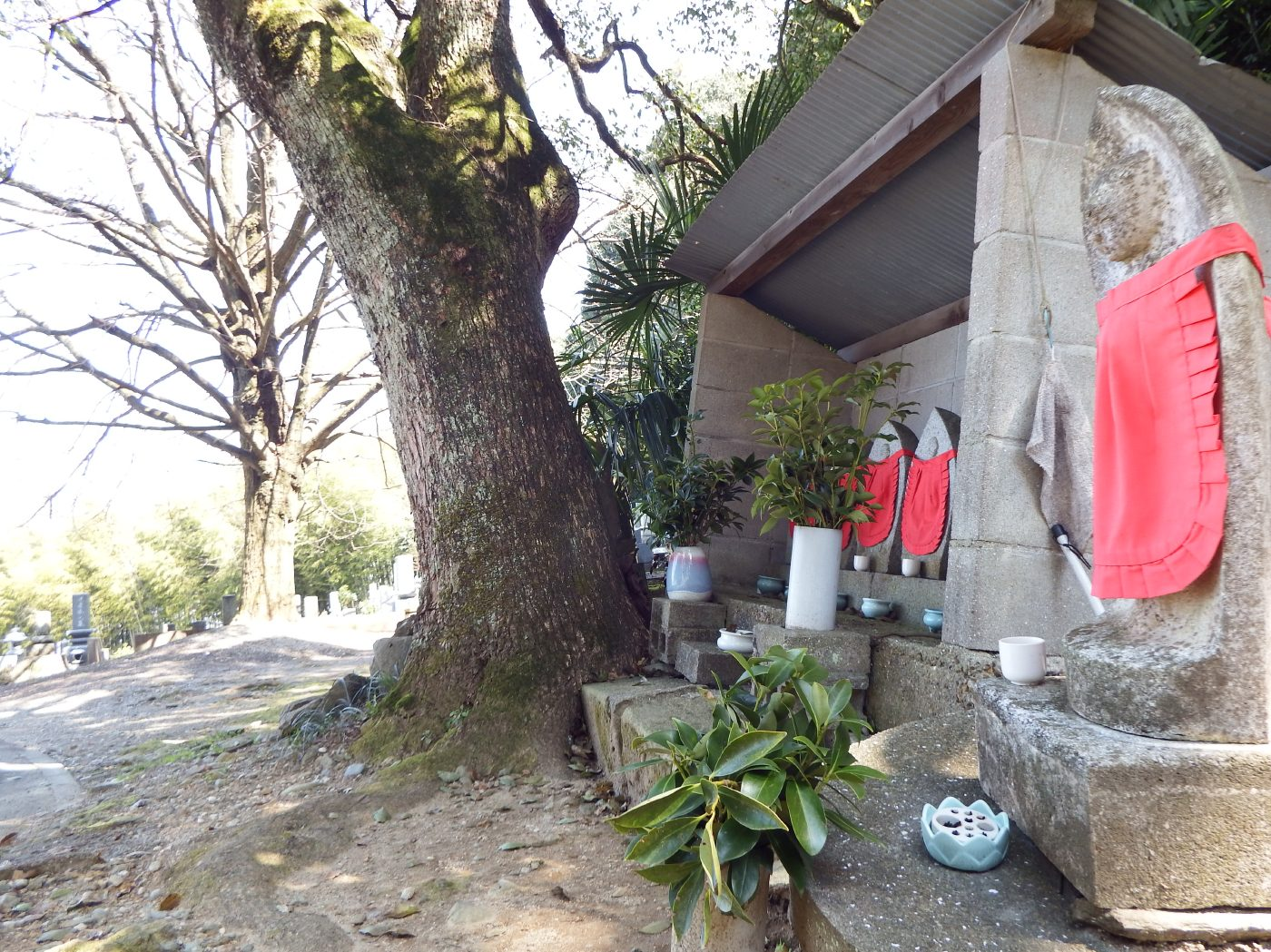
（36番）久保木曇華庵跡
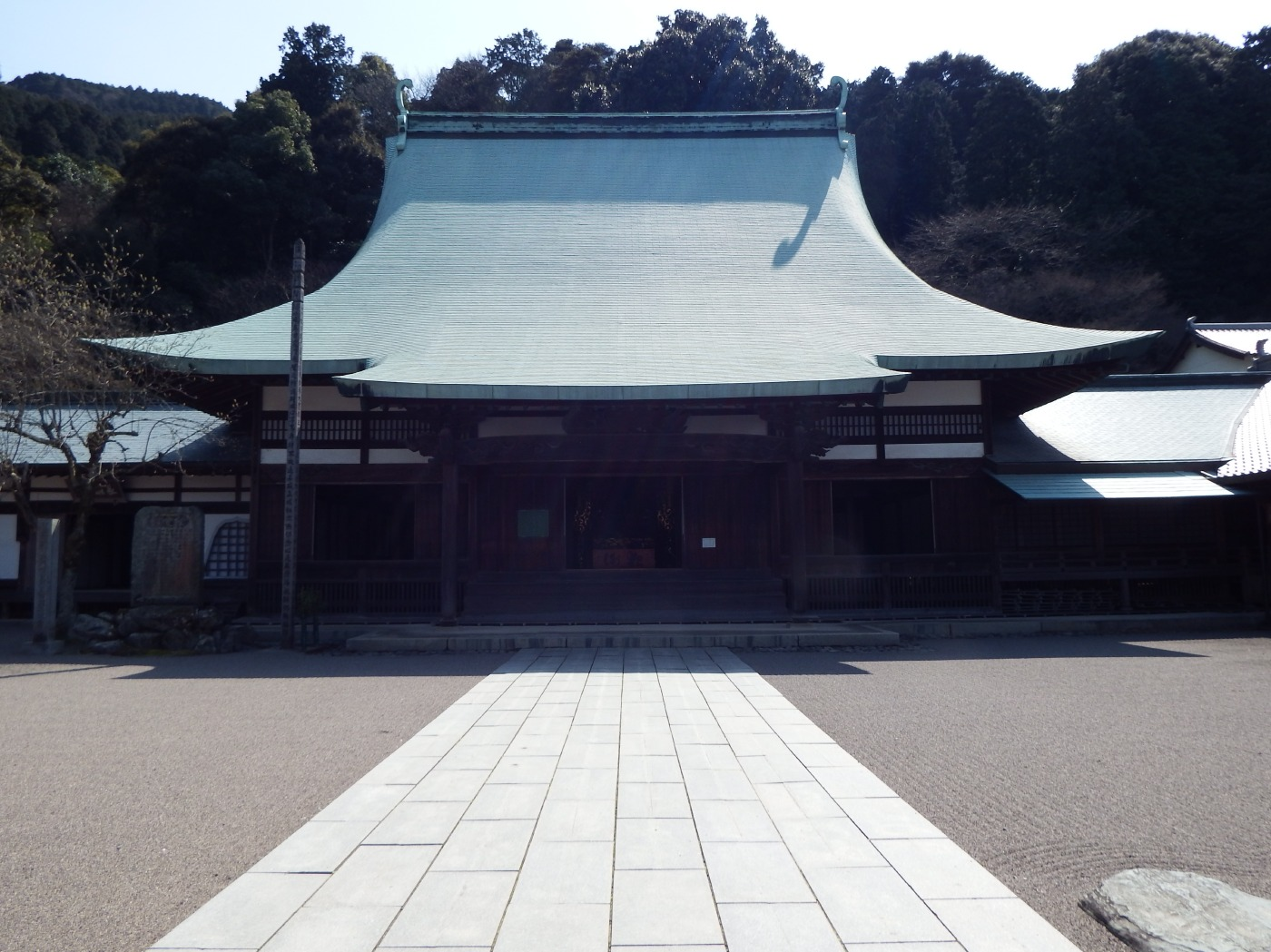
（37番）仏国山瑞応寺仏堂
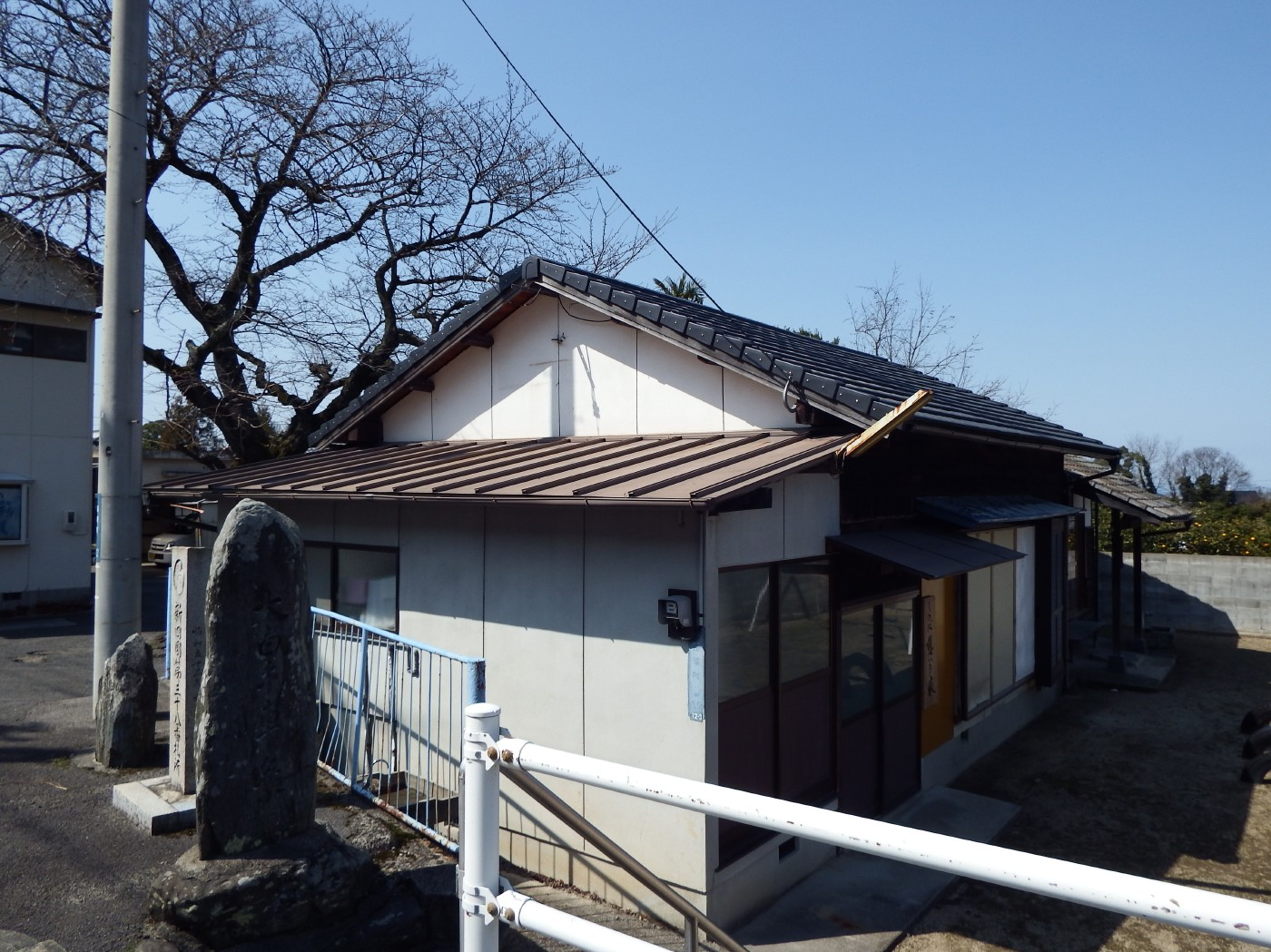
（38番）篠場地蔵堂
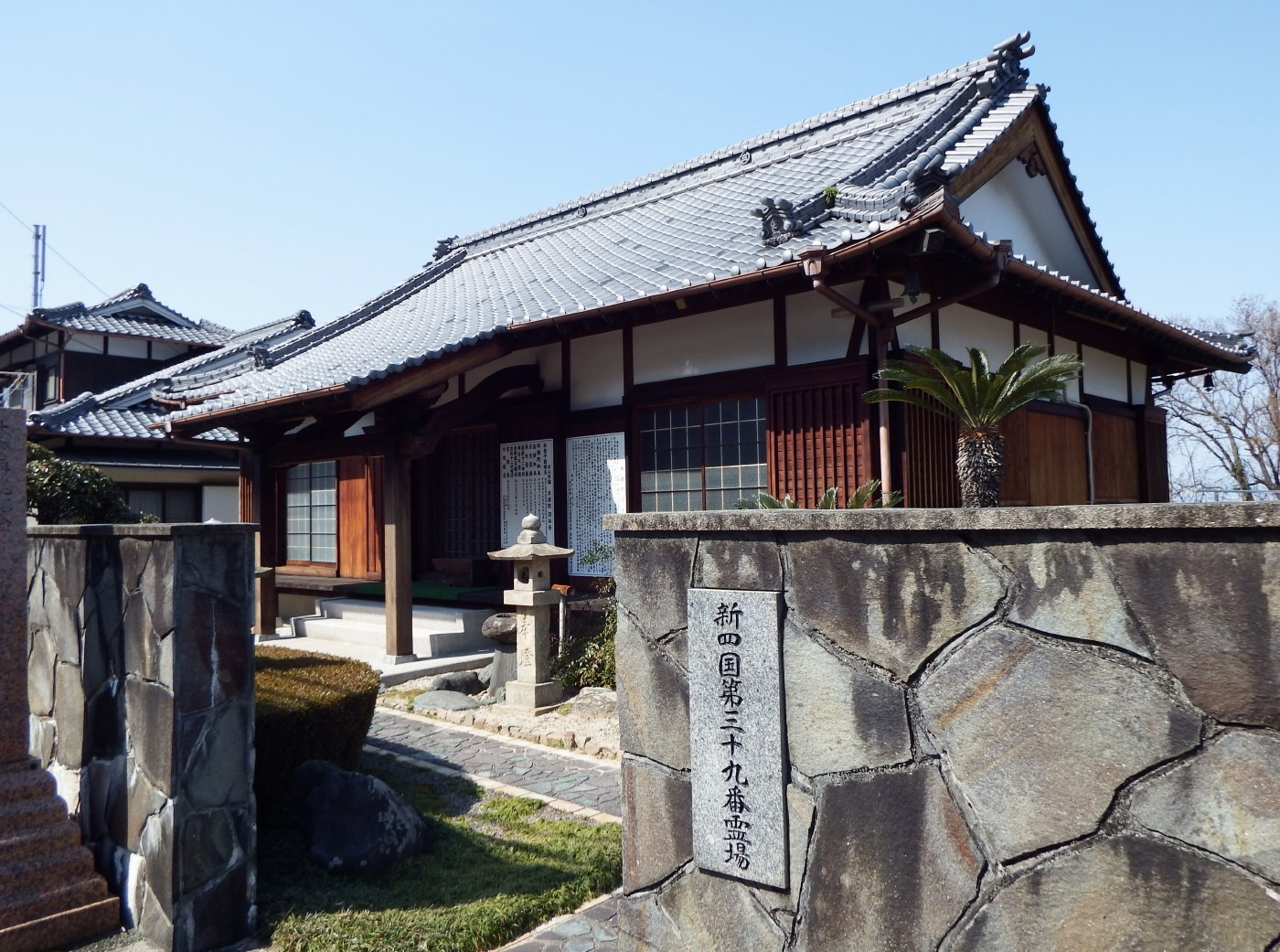
（39番）大蔵院深谷寺
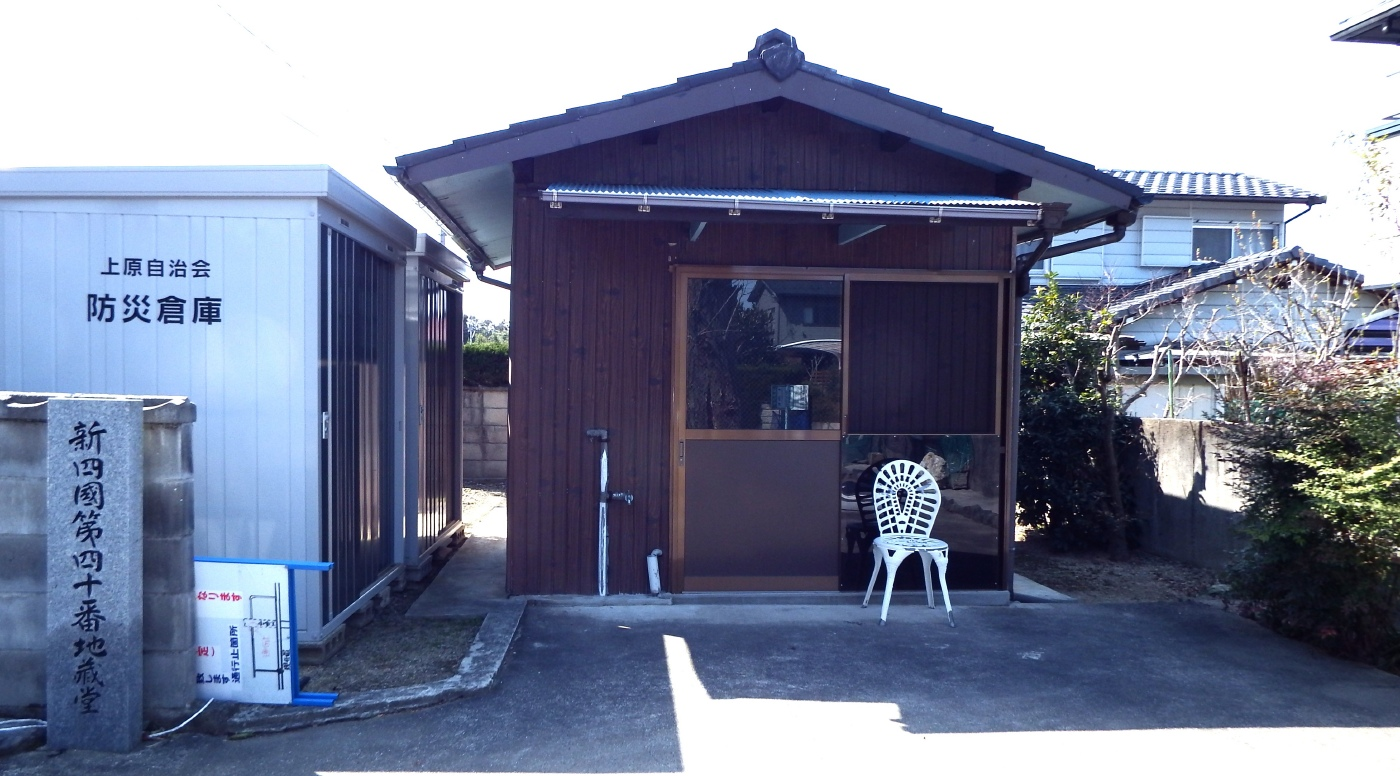
（40番）上原地蔵堂
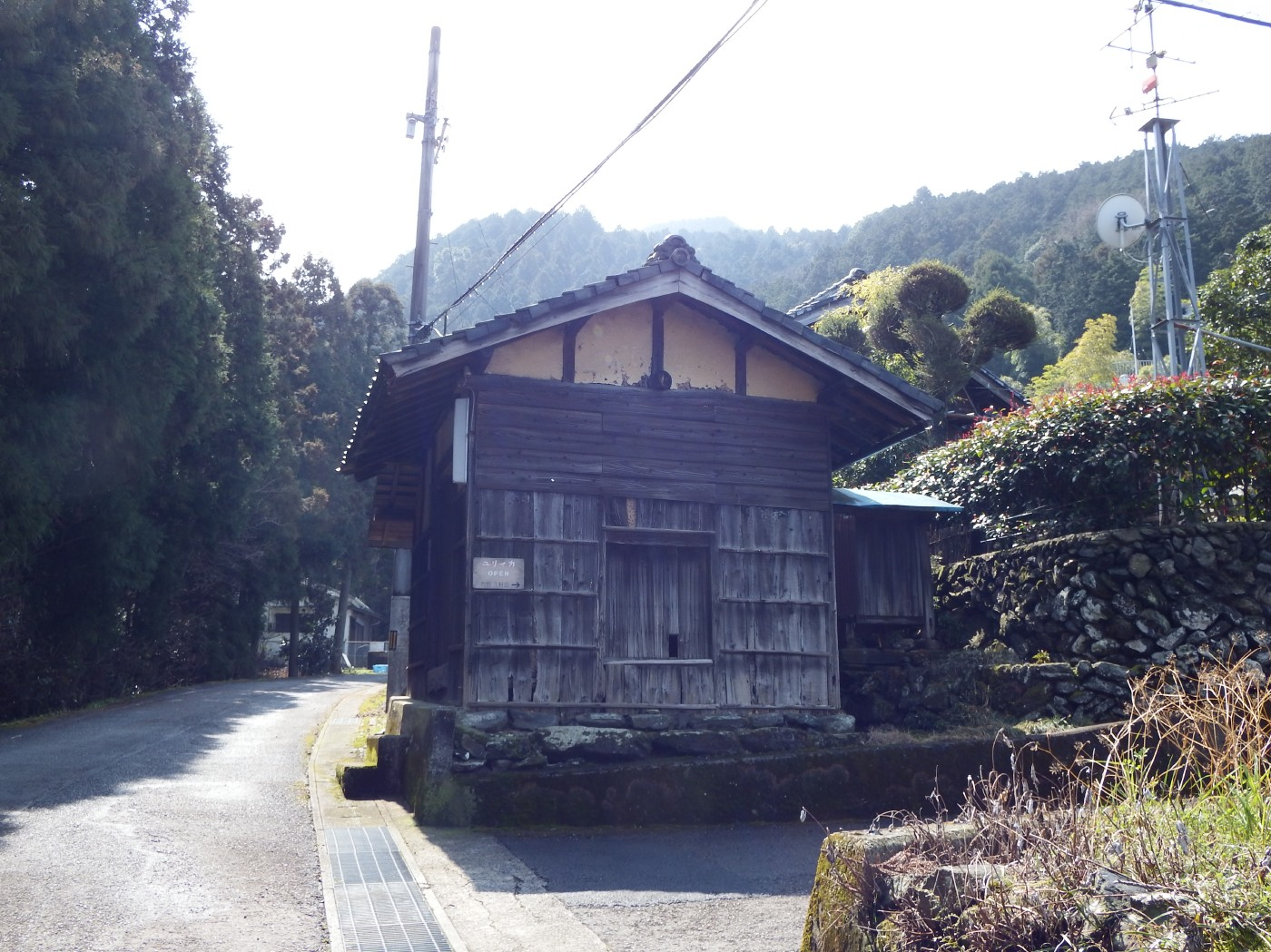
（41番）井出口大師堂
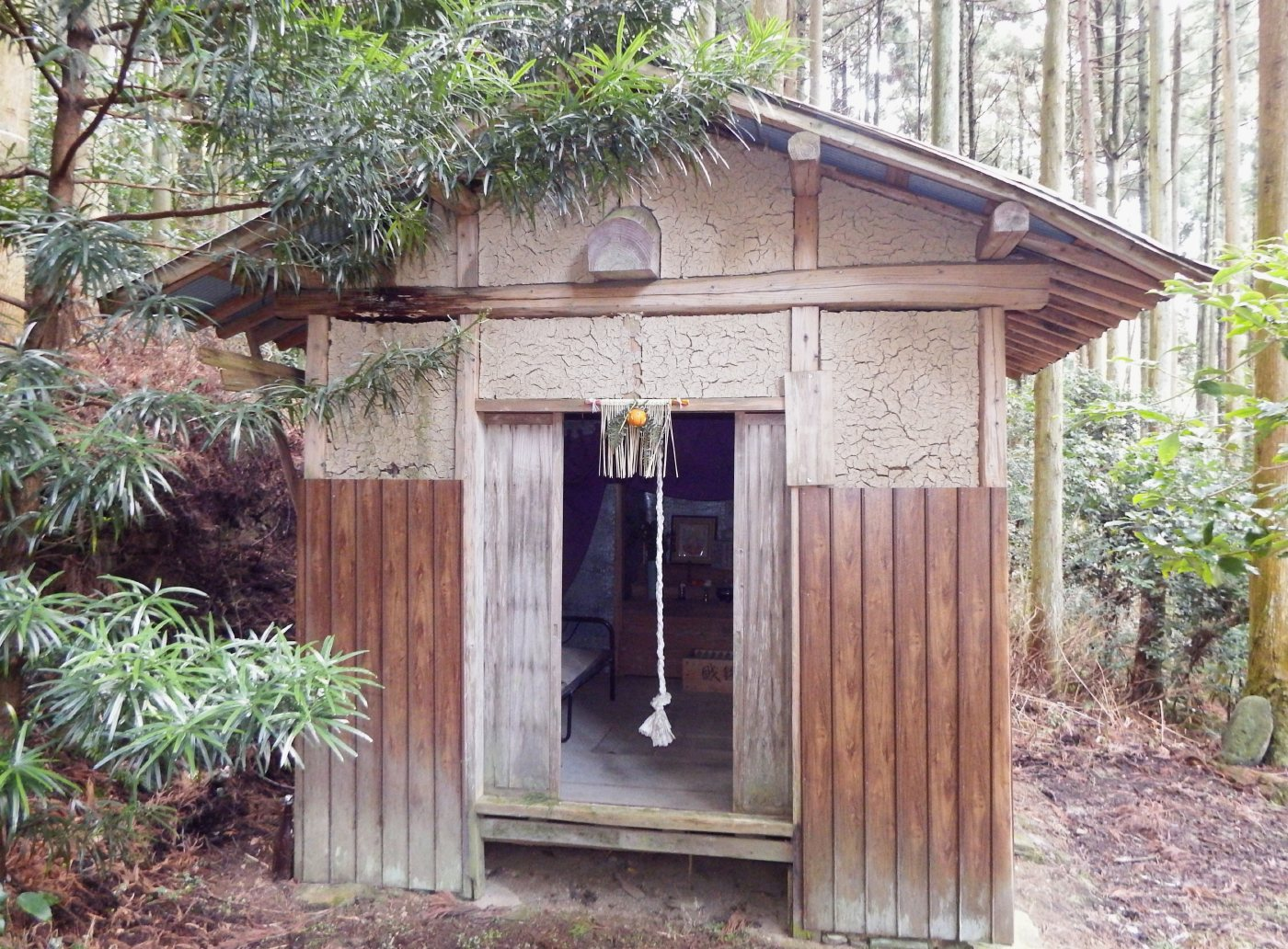
（42番）小味地山釈迦堂
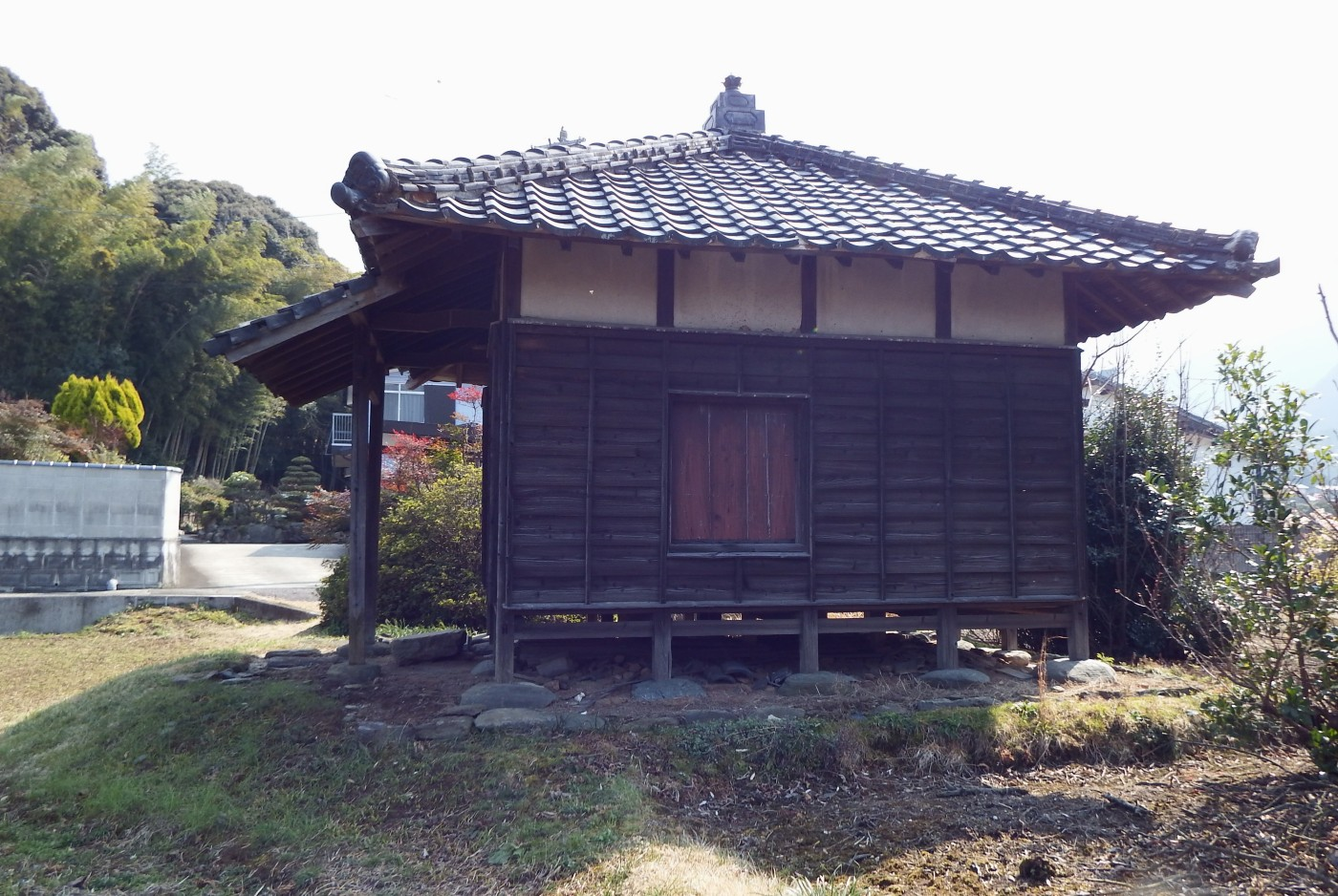
（43番）旦之上観音堂
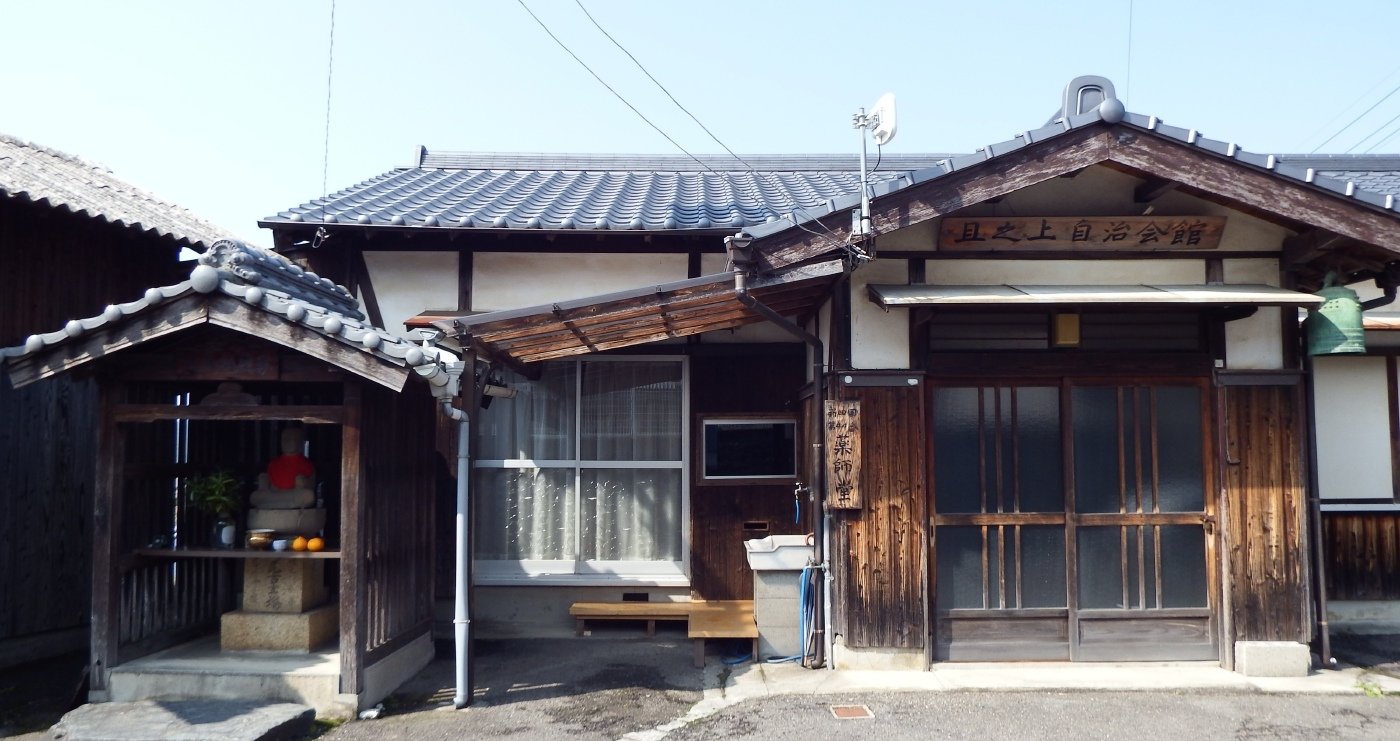
（44番）旦之上薬師堂
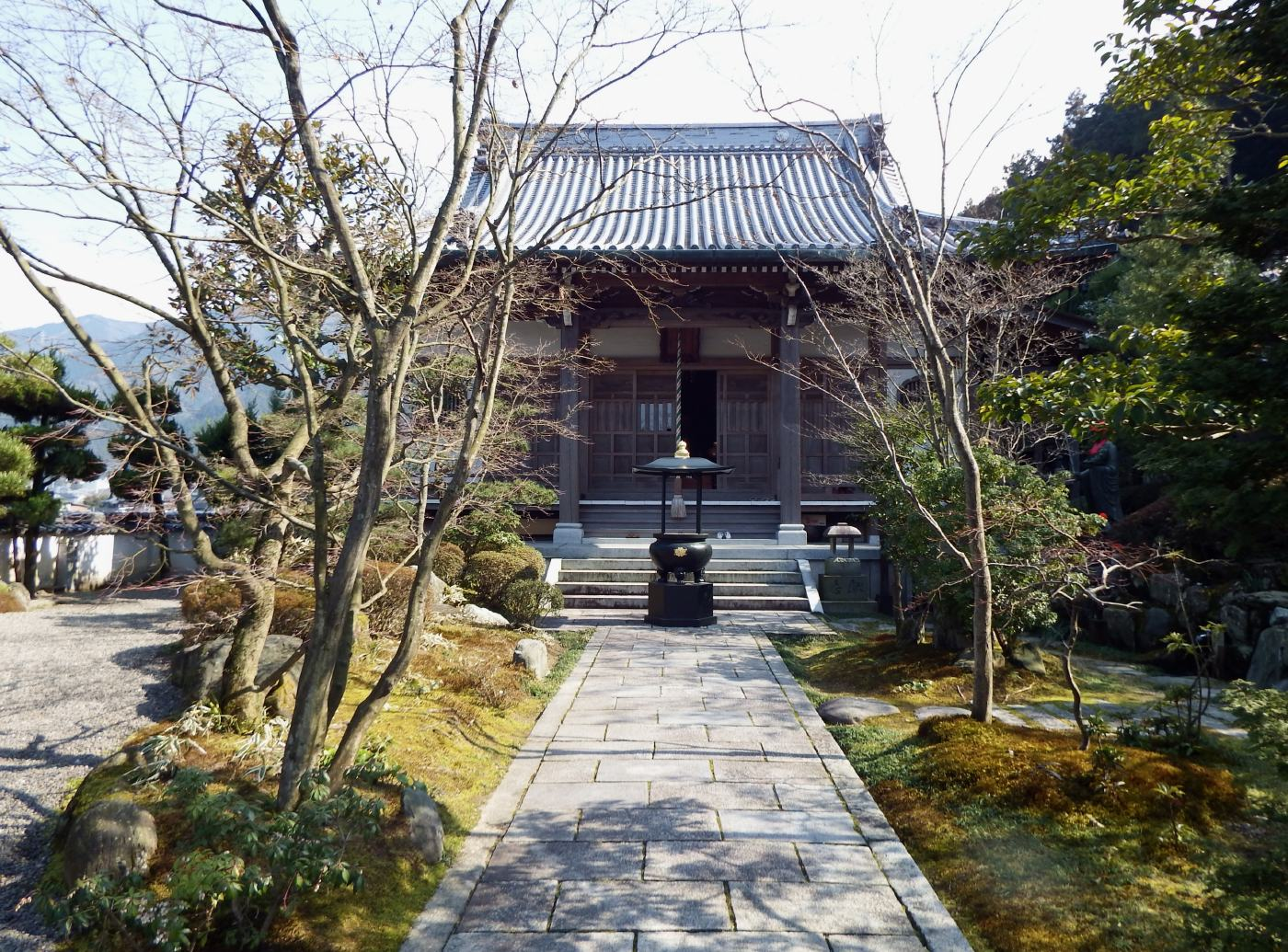
（45番）石鈇山正法寺
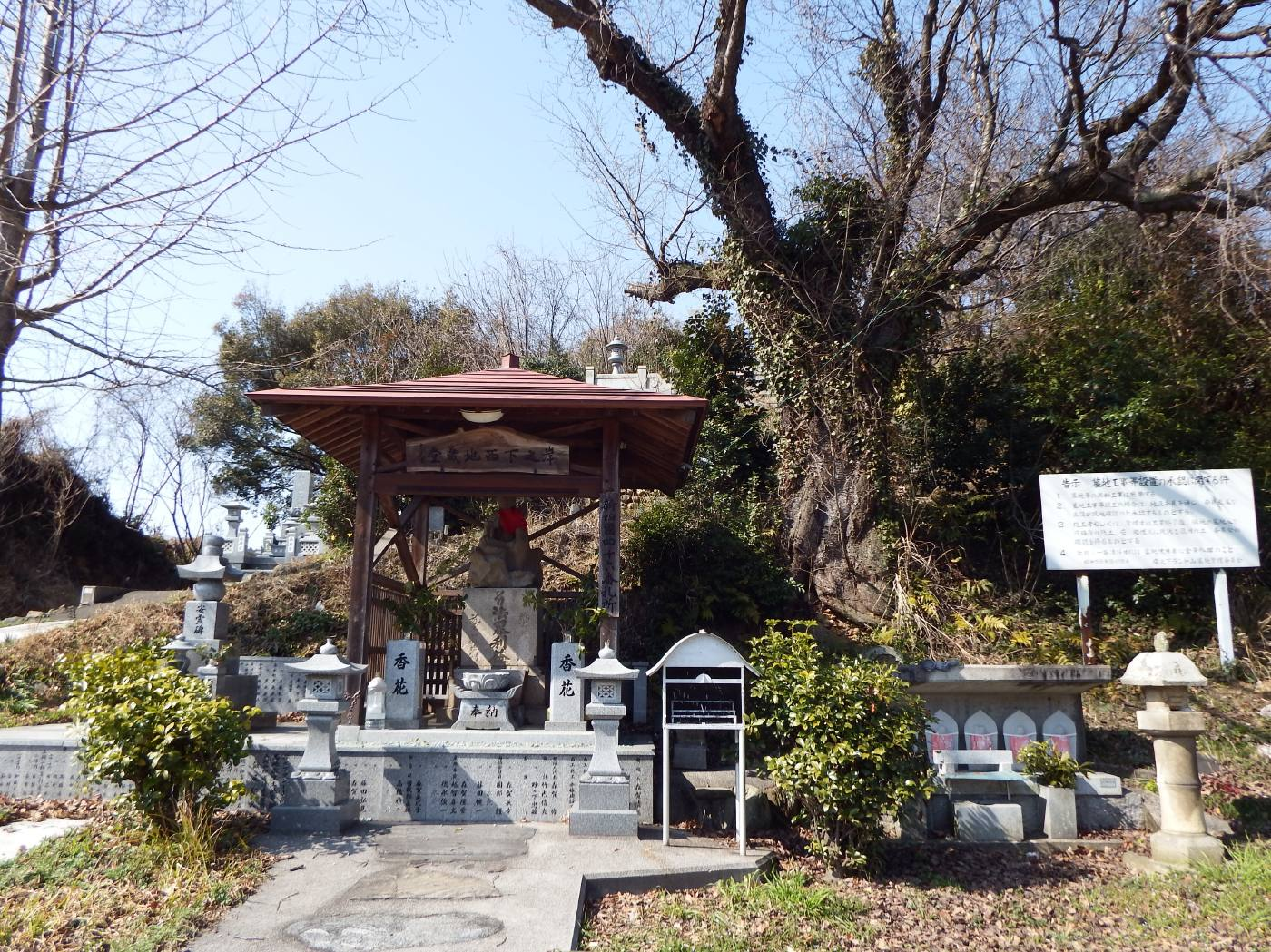
（46番）岸之下西地蔵堂
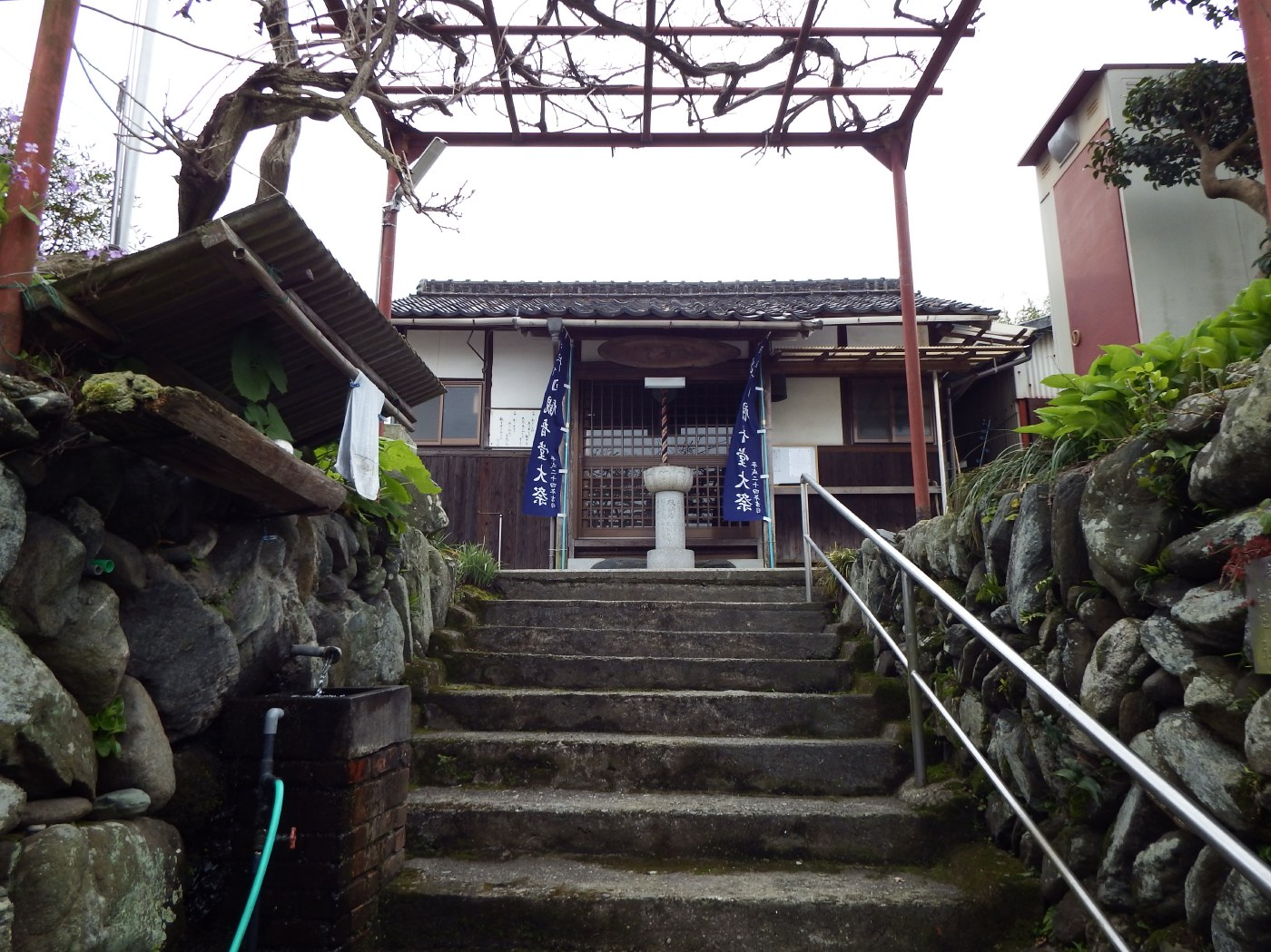
（番外）岸之下北向観音堂
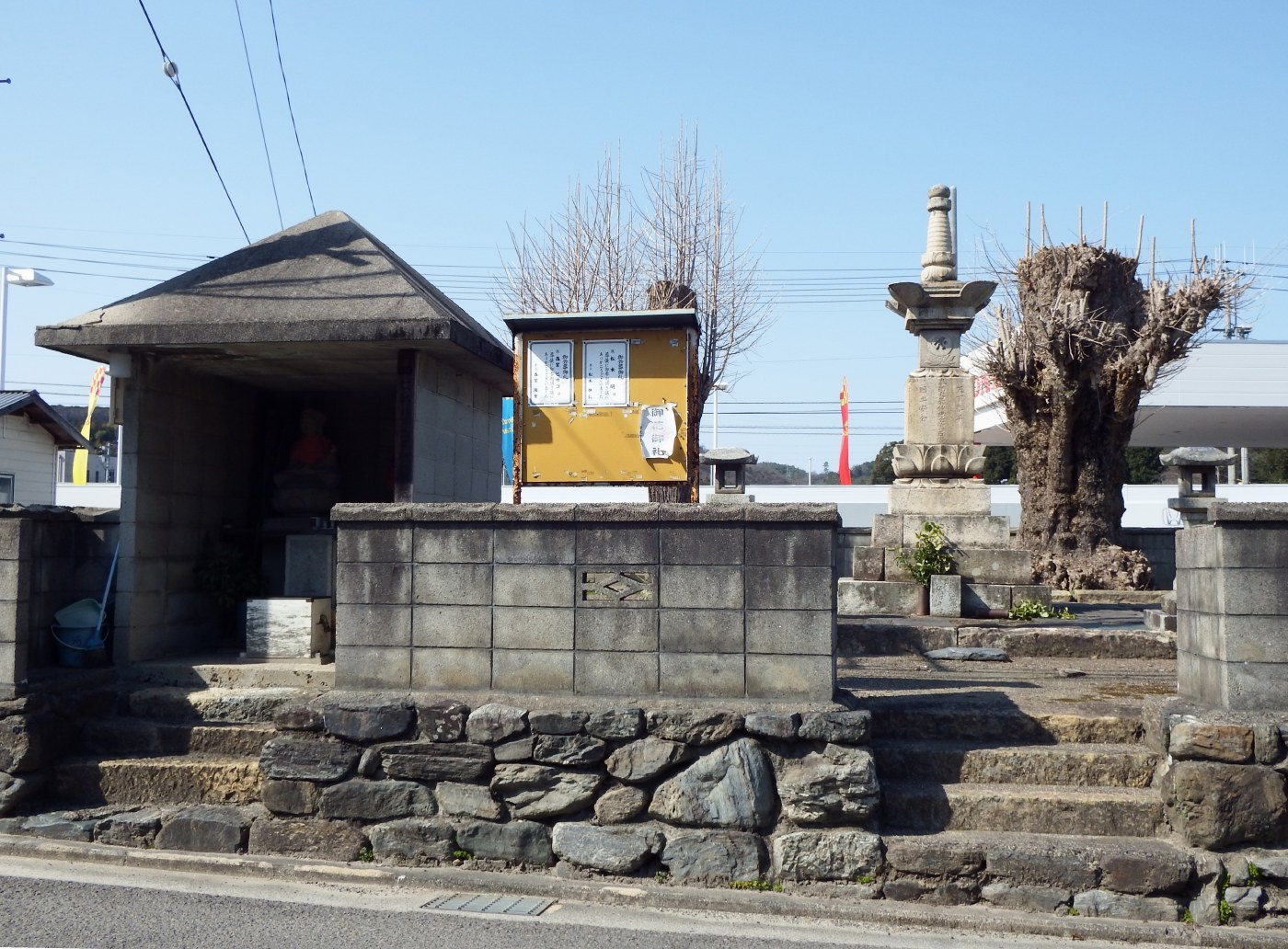
（47番）岸之下地蔵堂
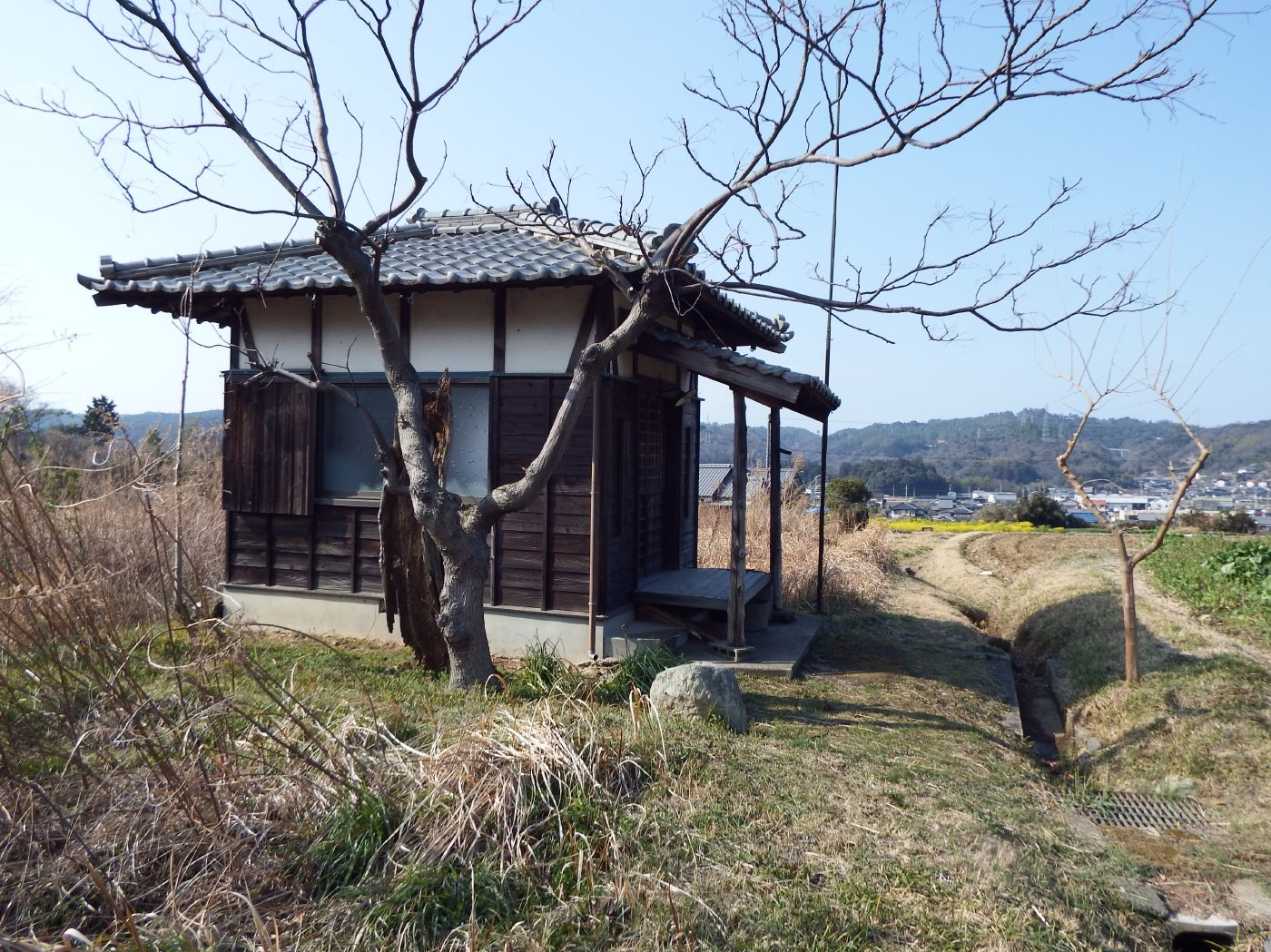
（48番）白石阿弥陀堂
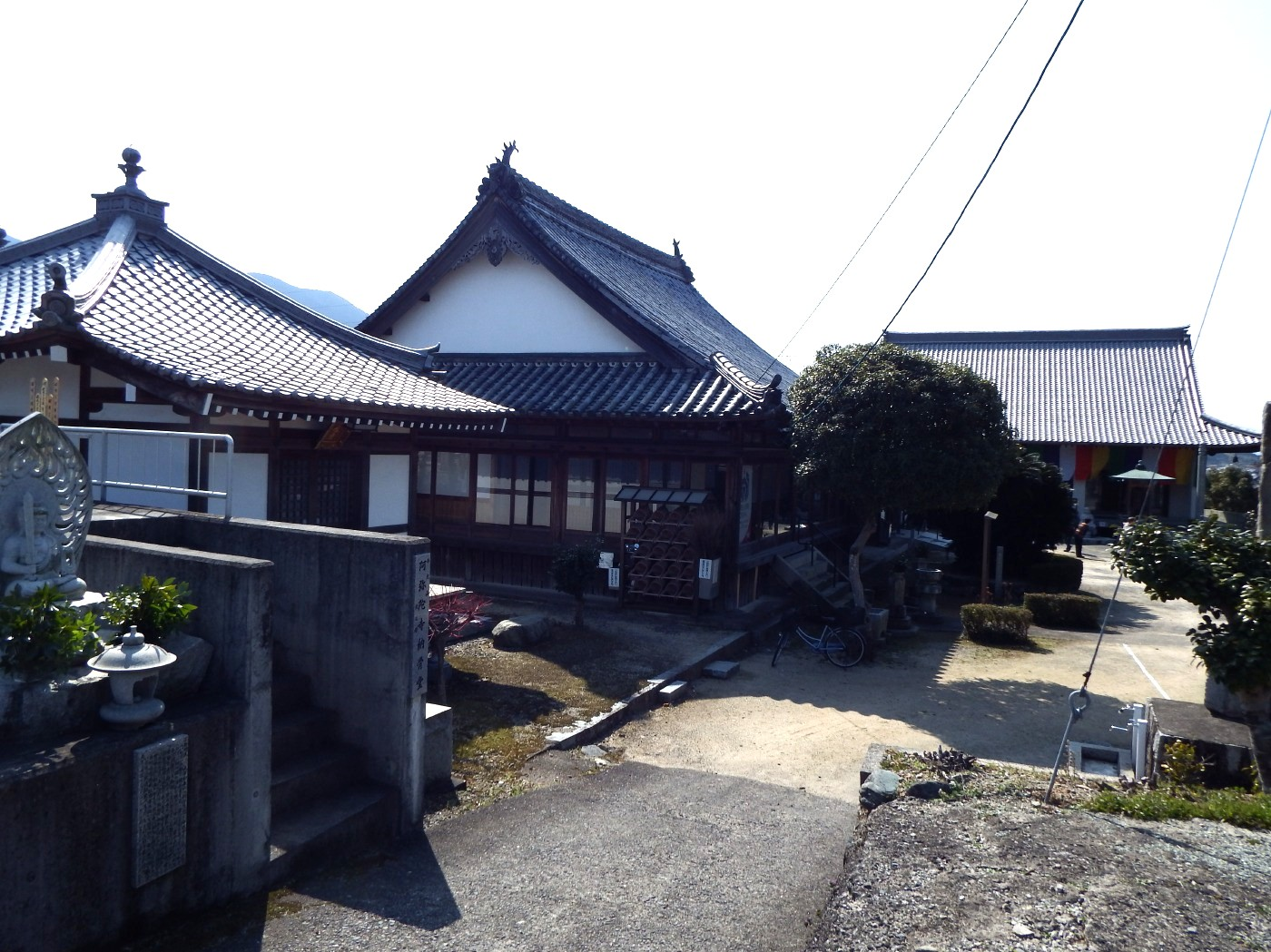
（49番）仏光山阿弥陀寺
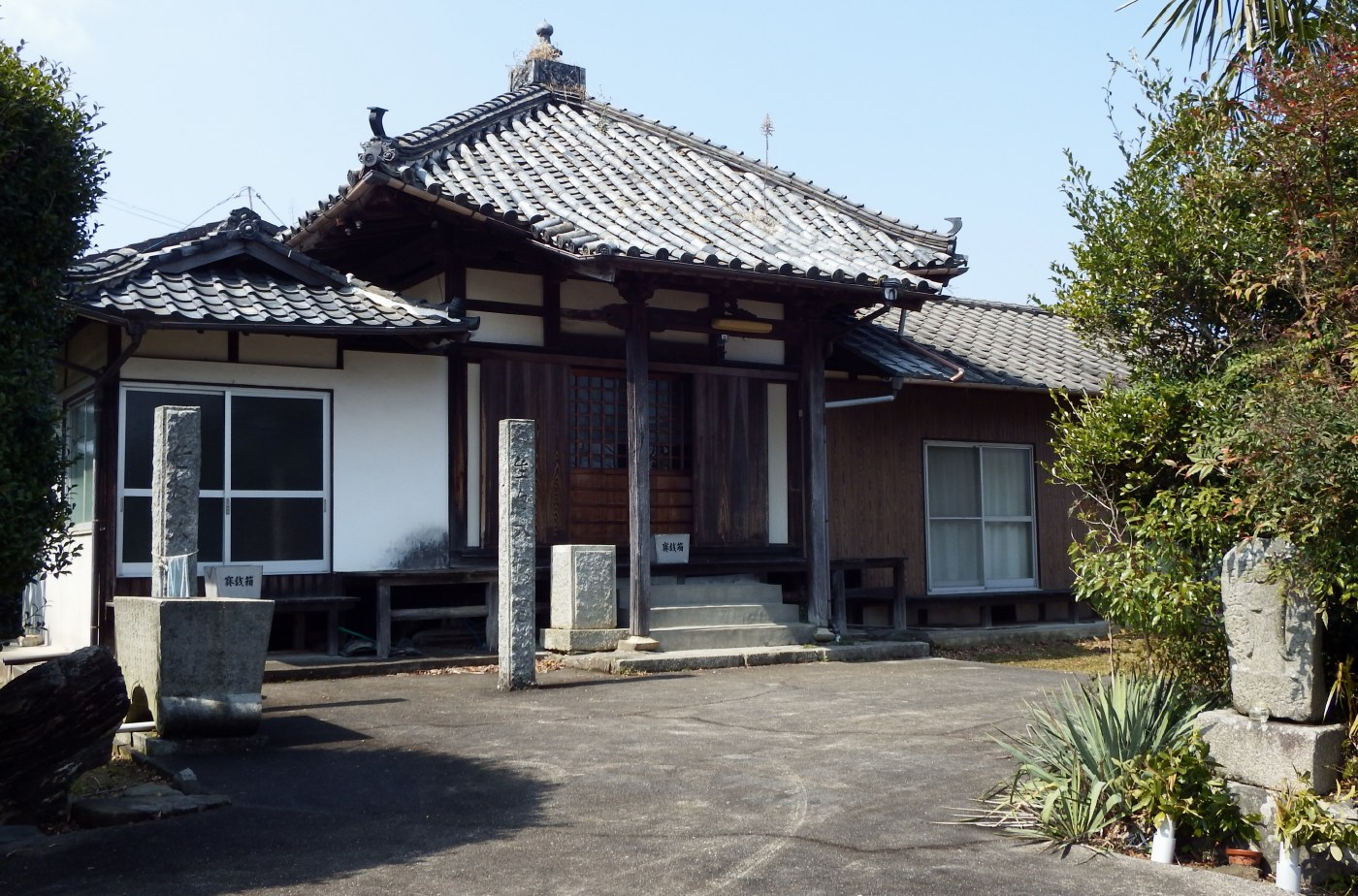
（50番）治良丸不動堂
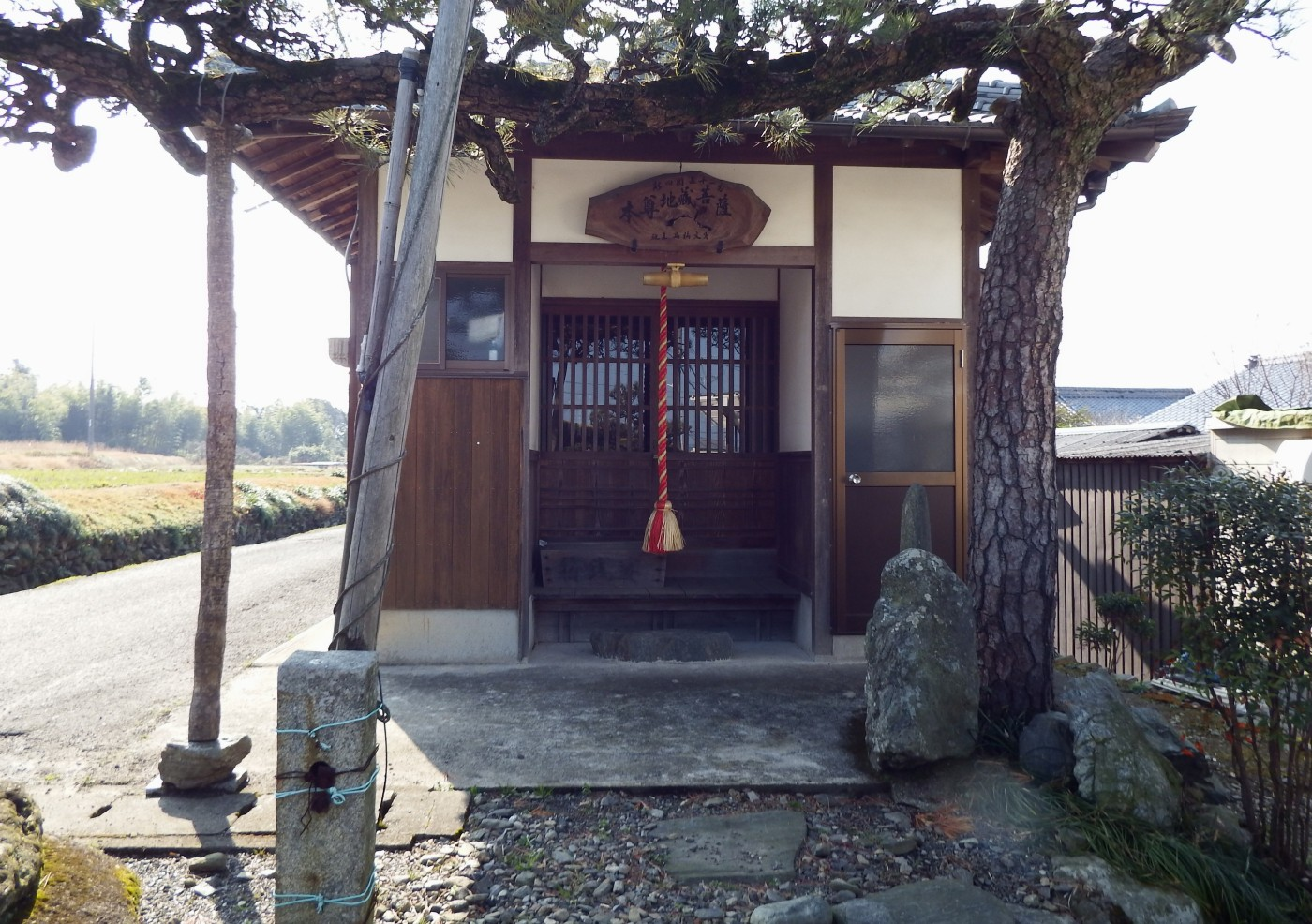
（51番）治良丸地蔵堂
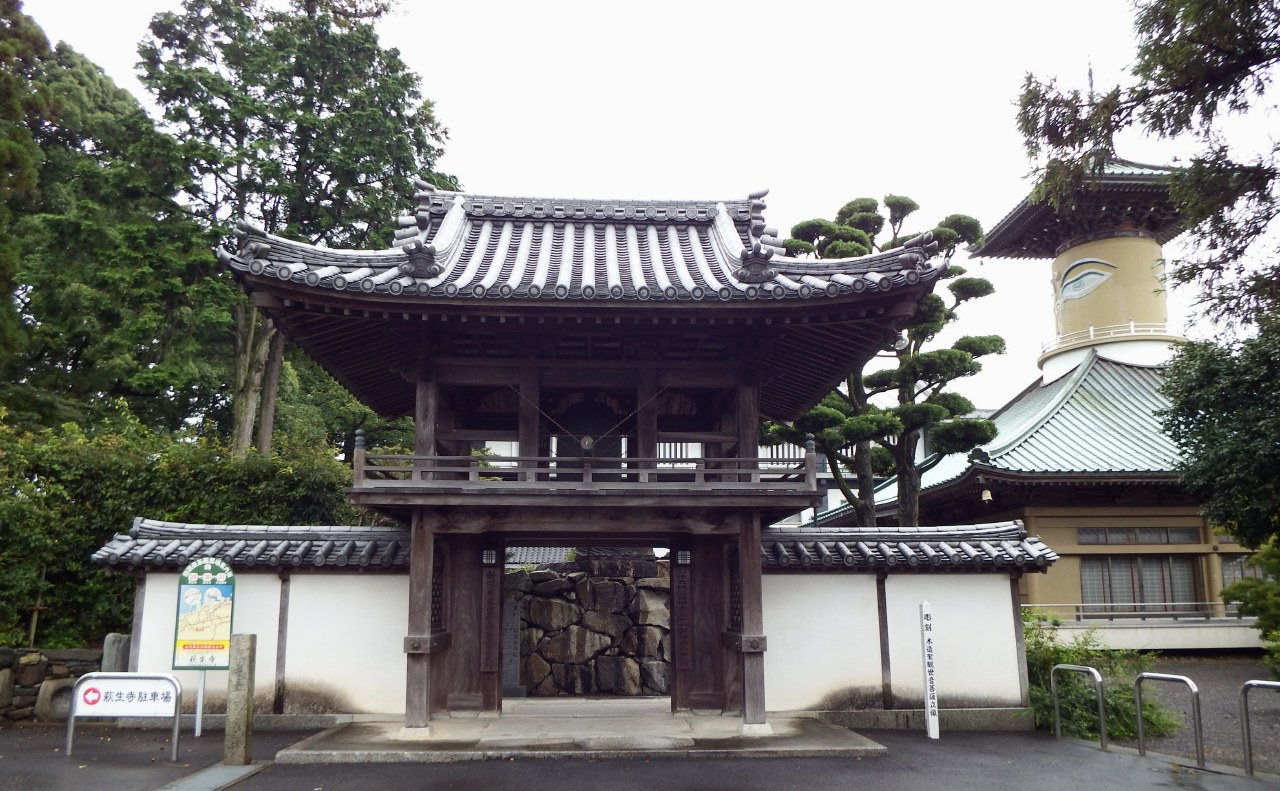
（52番）白王山萩生寺
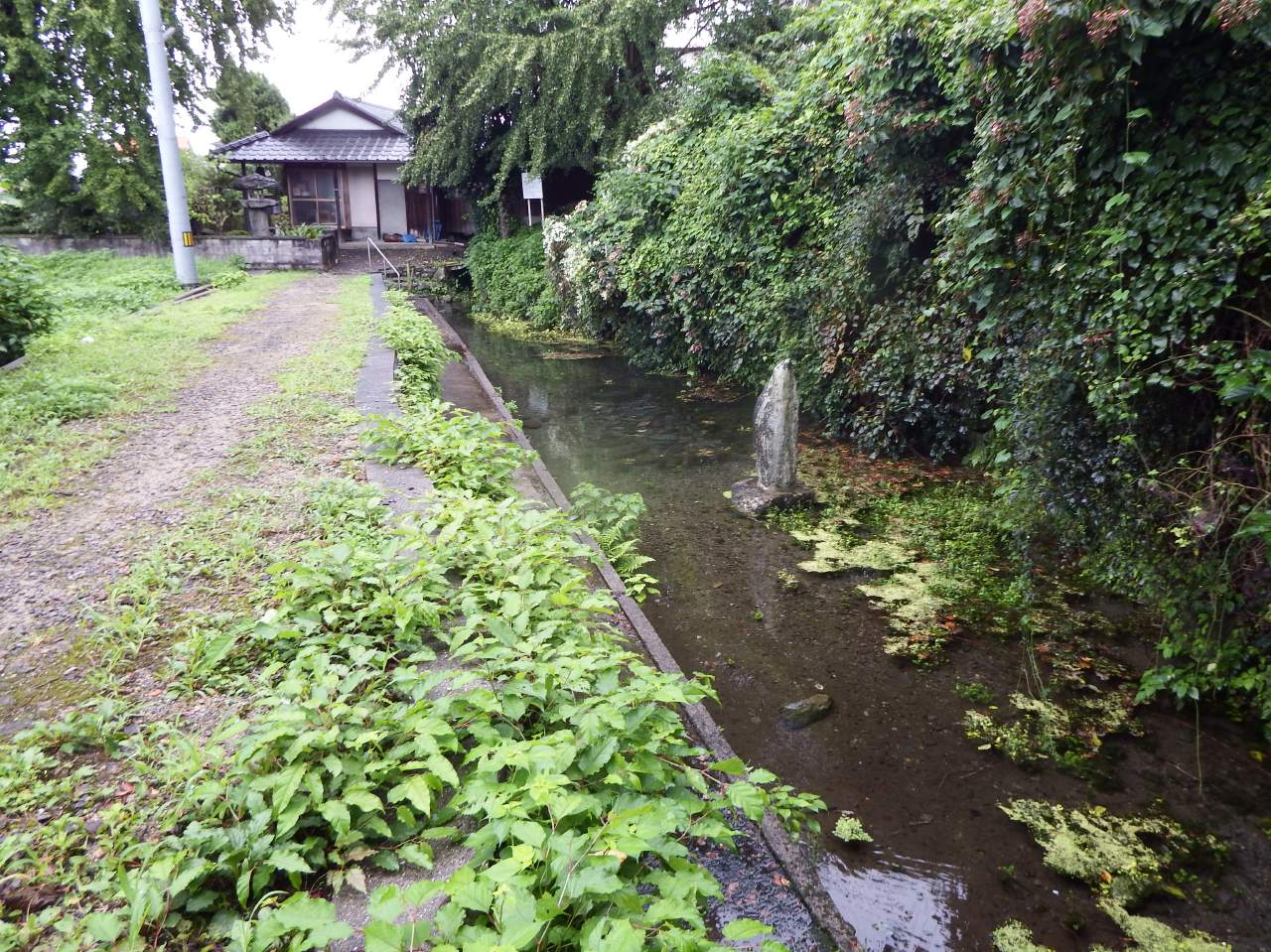
（53番）萩生寺大師堂
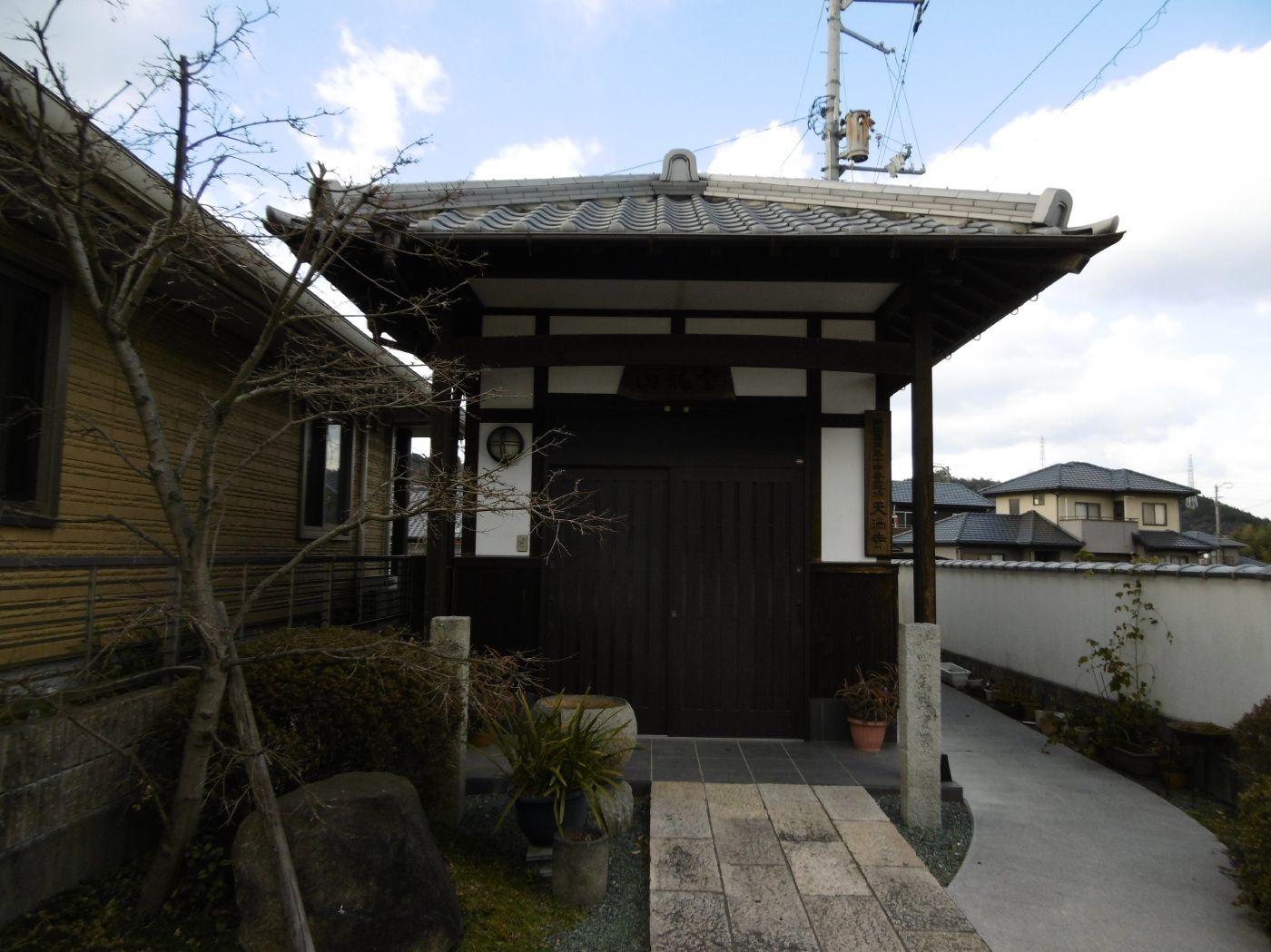
（54番）馬淵天満堂
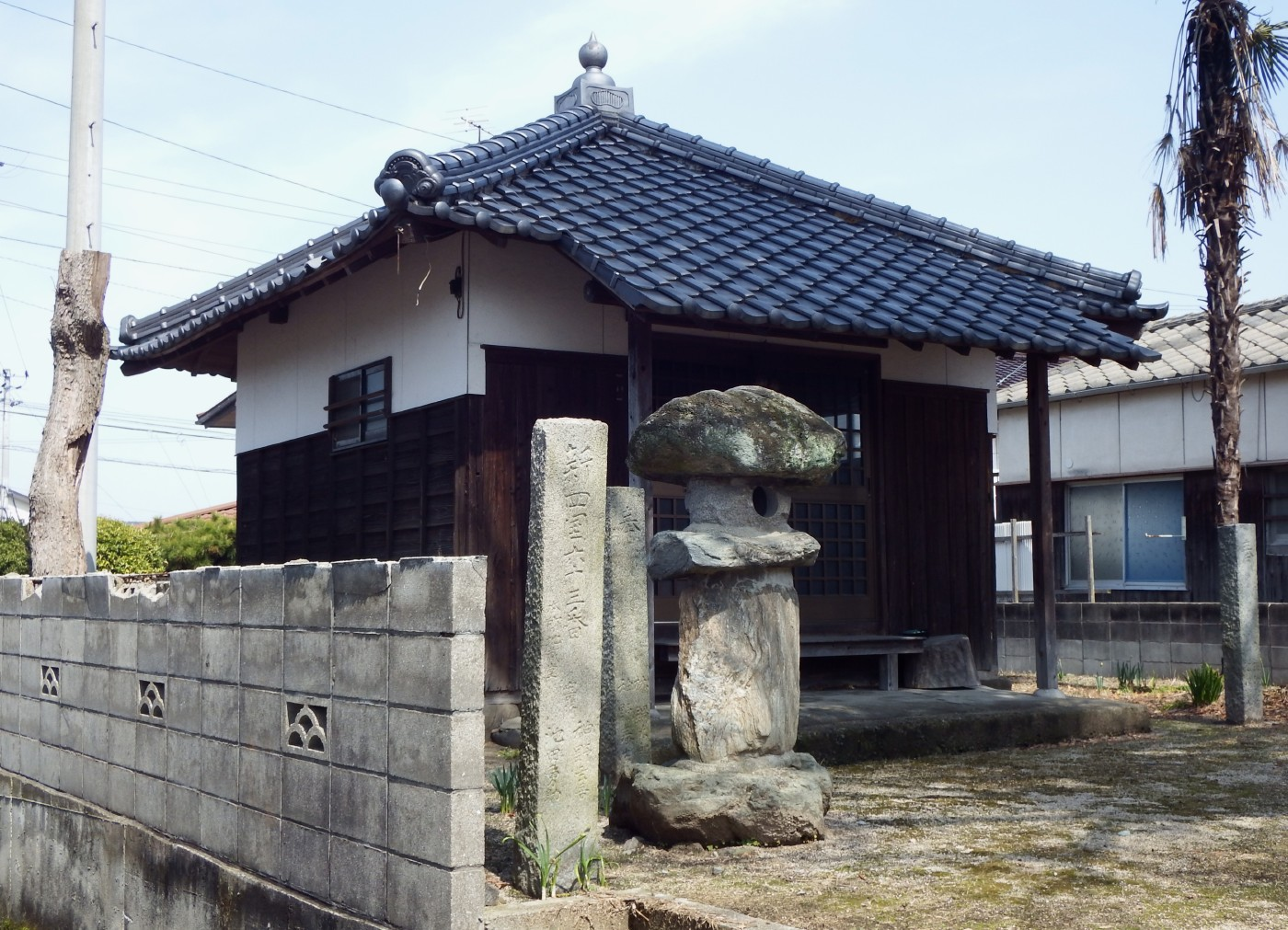
（55番）本郷地蔵堂
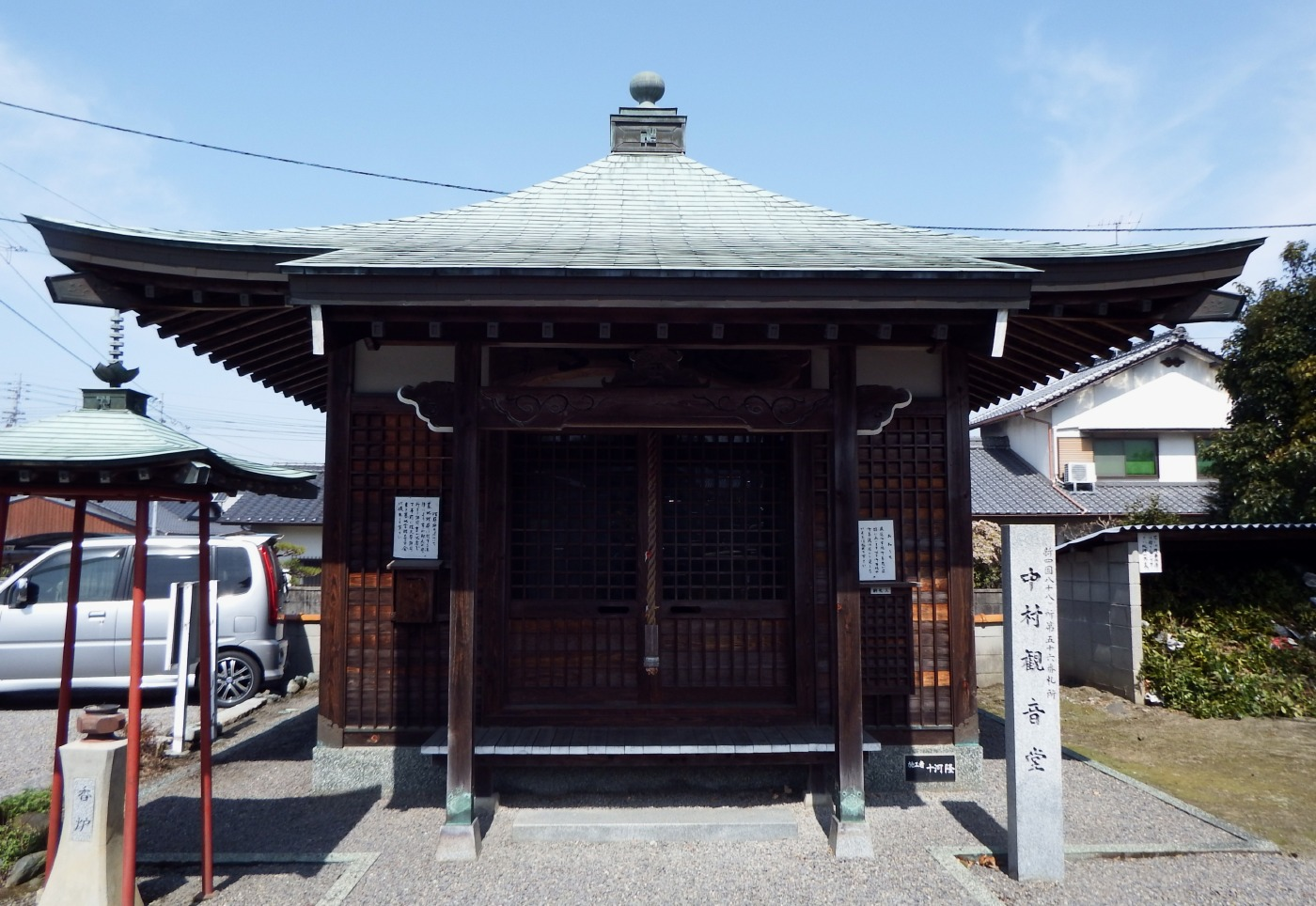
（56番）中村観音堂
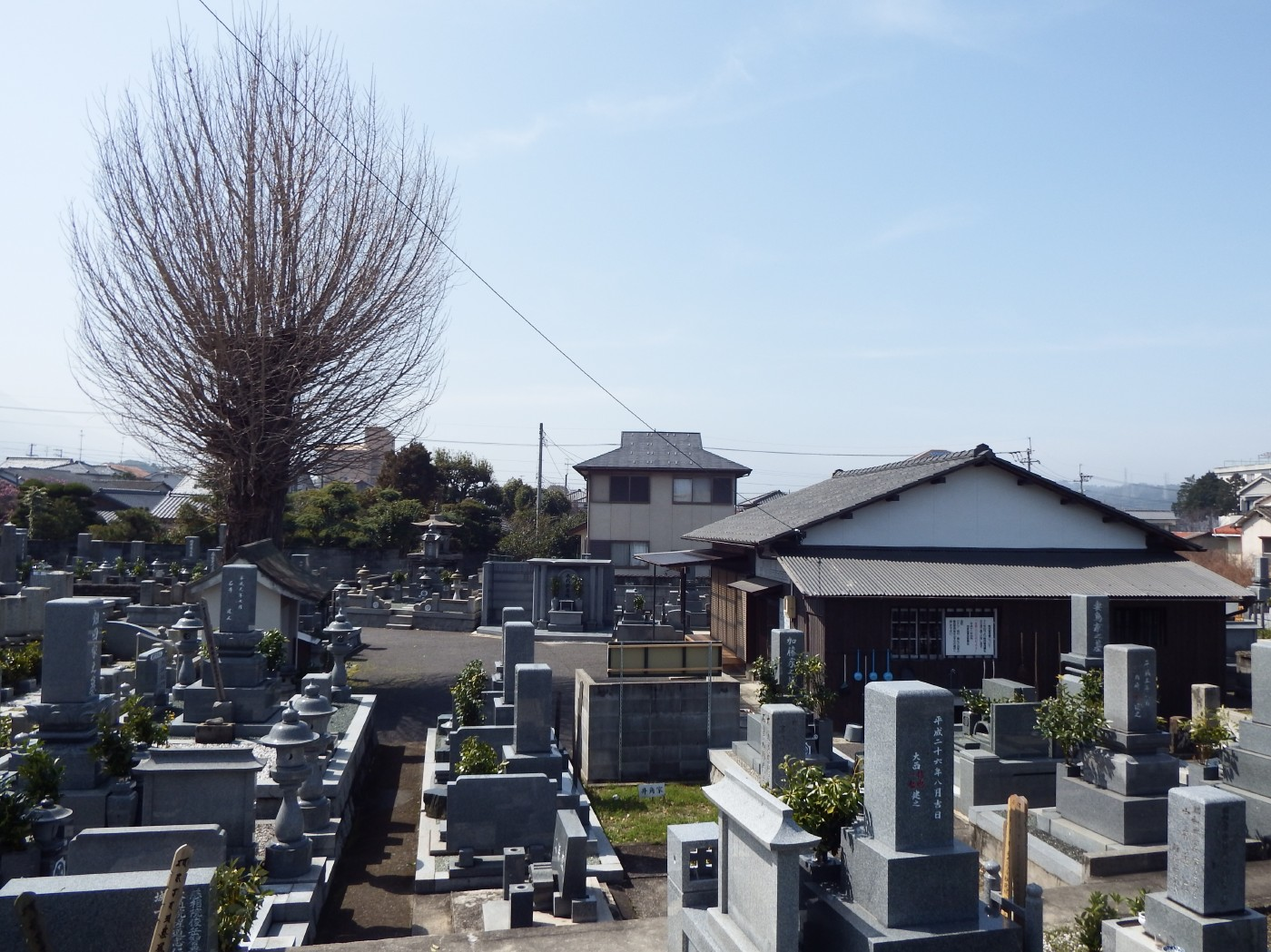
（57番）土橋地蔵
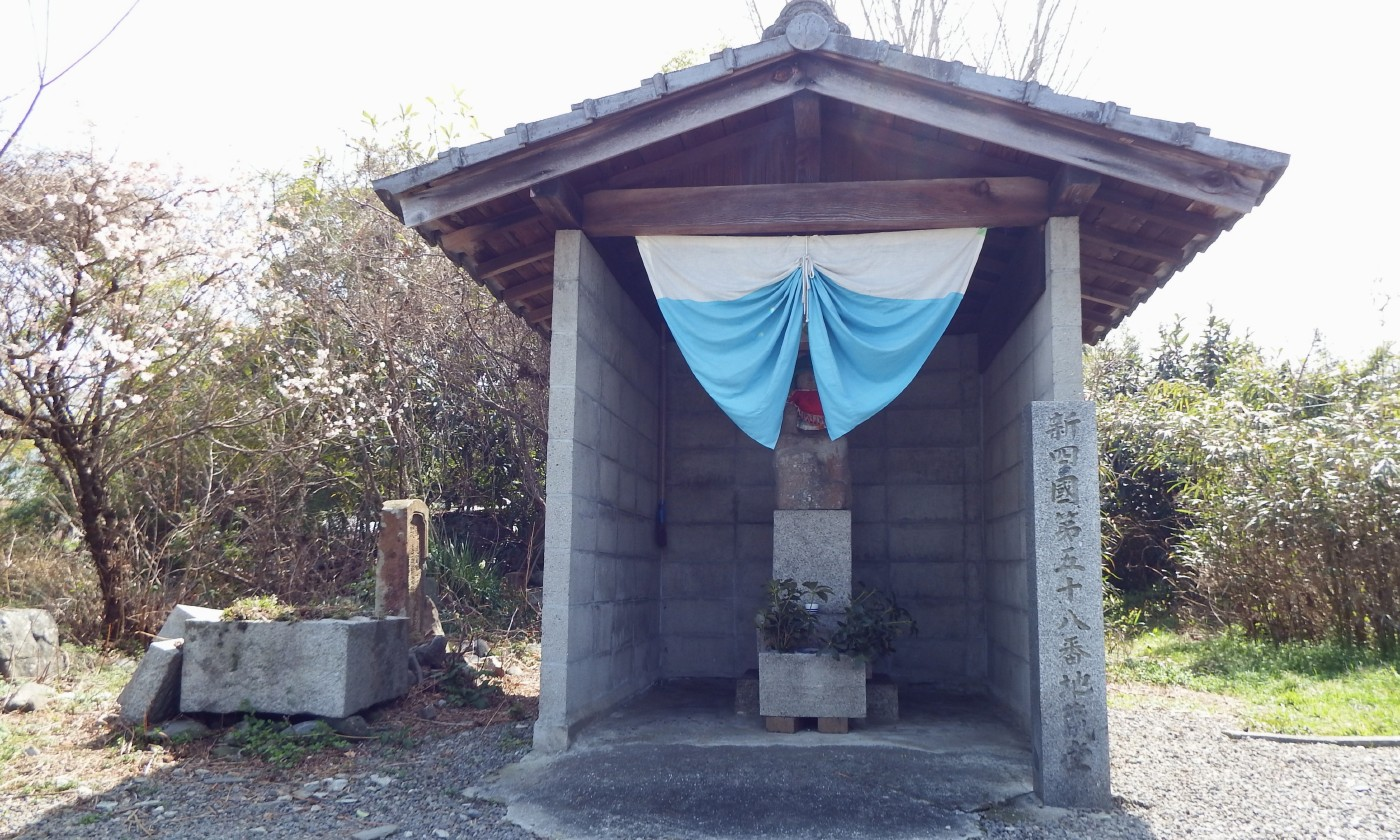
（58番）西泉地蔵堂
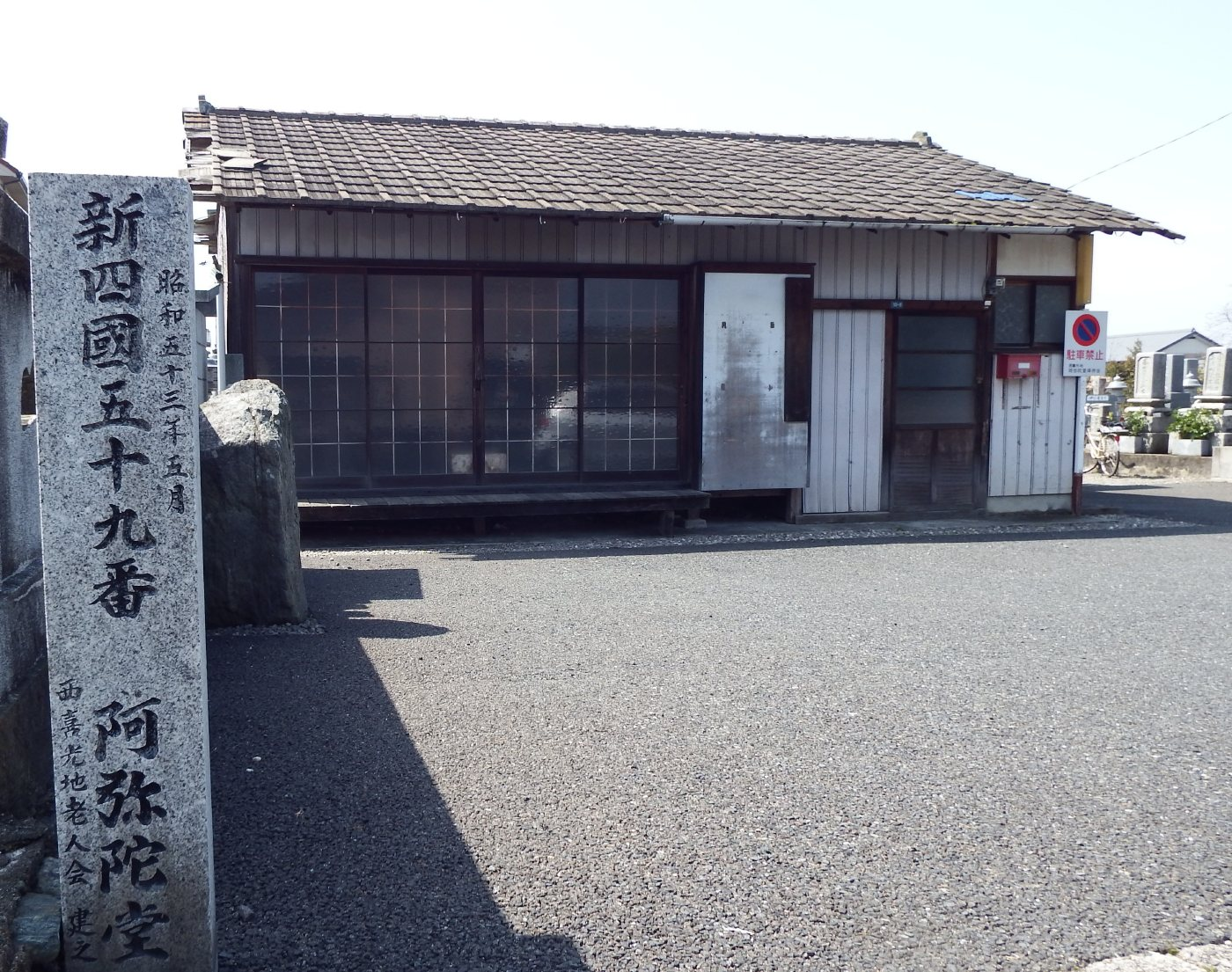
（59番）西喜光地阿弥陀堂
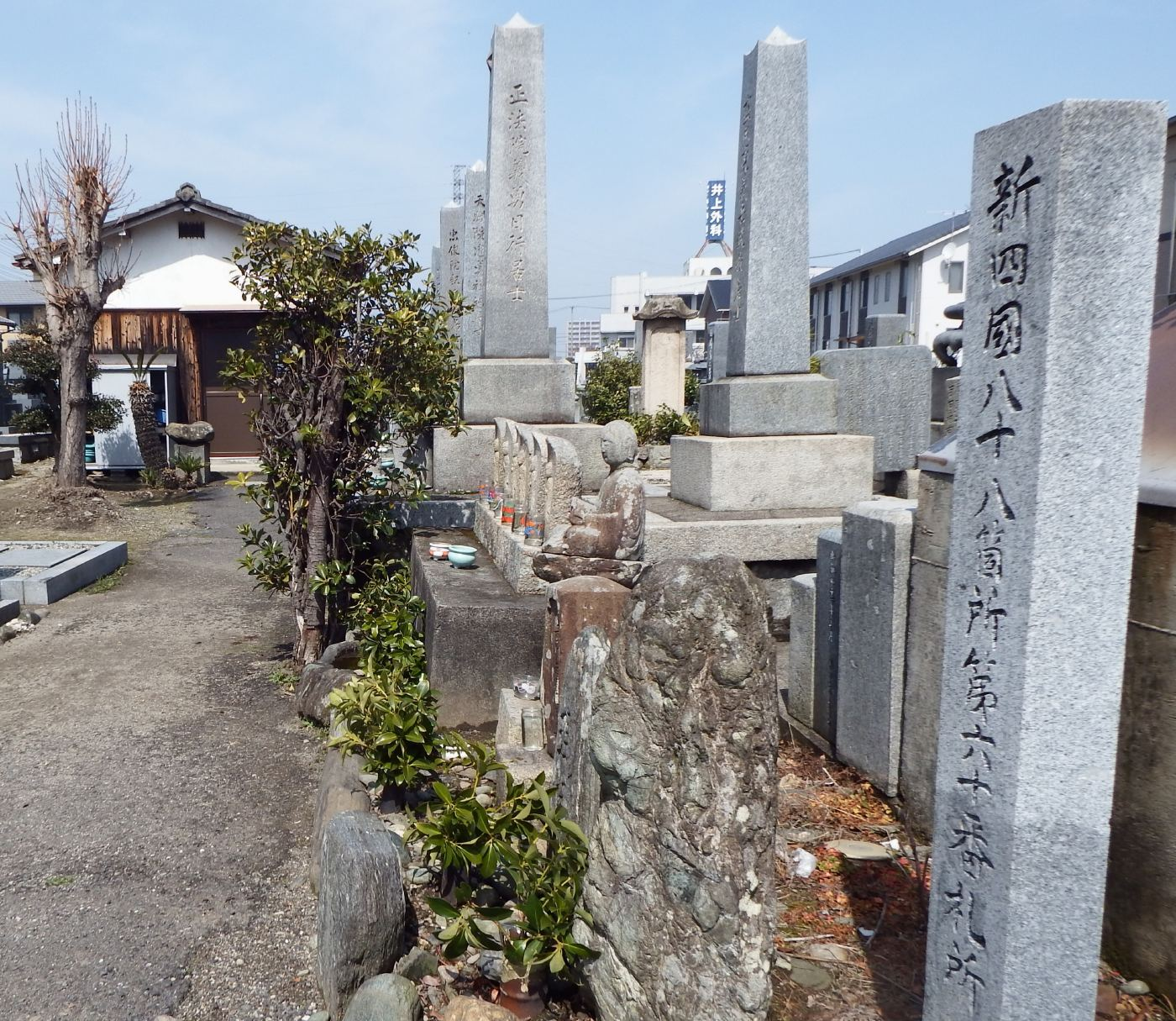
（60番）松木地蔵堂
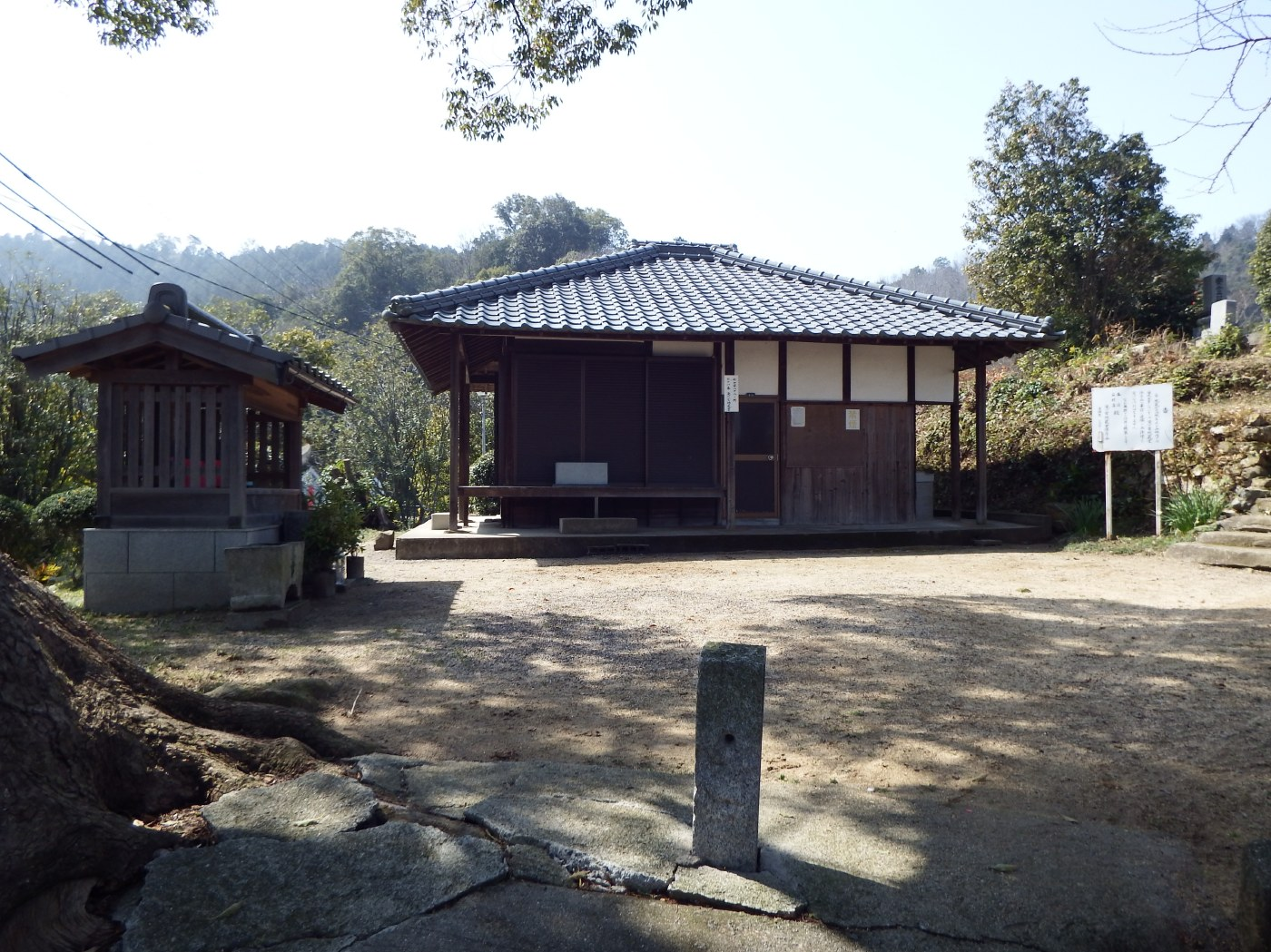
（61番）滝の宮地蔵堂
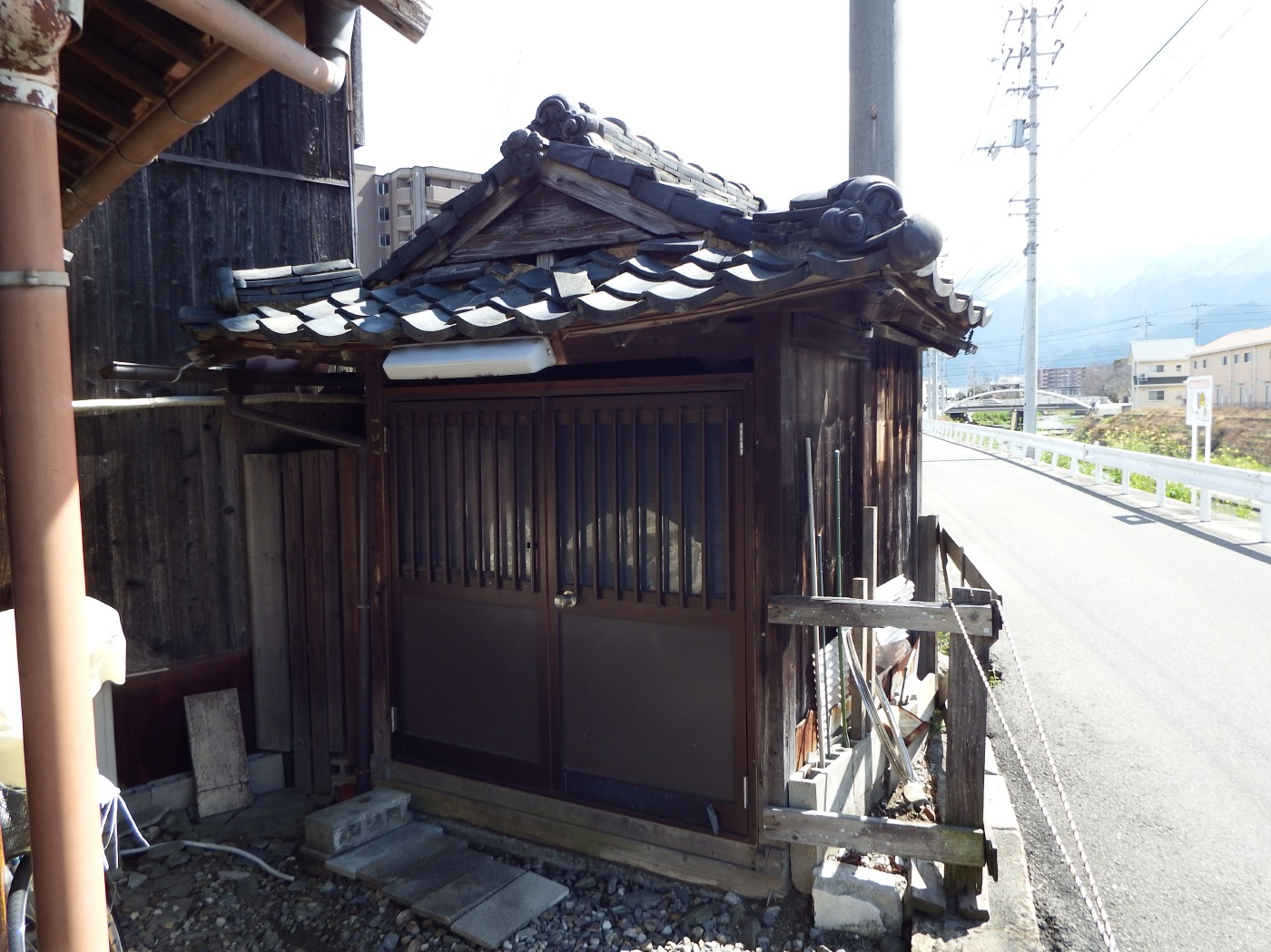
（62番）元・久保田地蔵堂
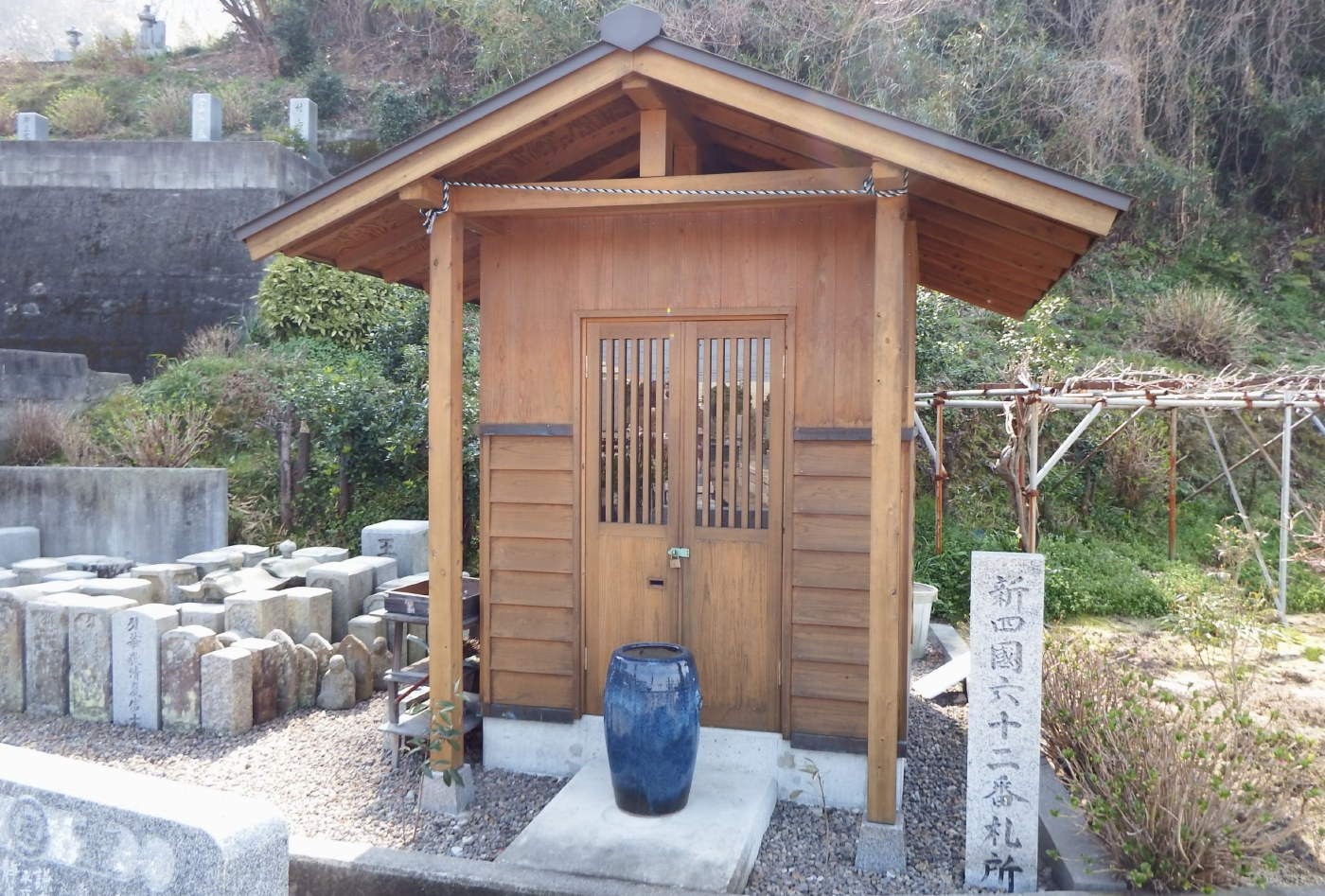
（62番）現・久保田地蔵堂
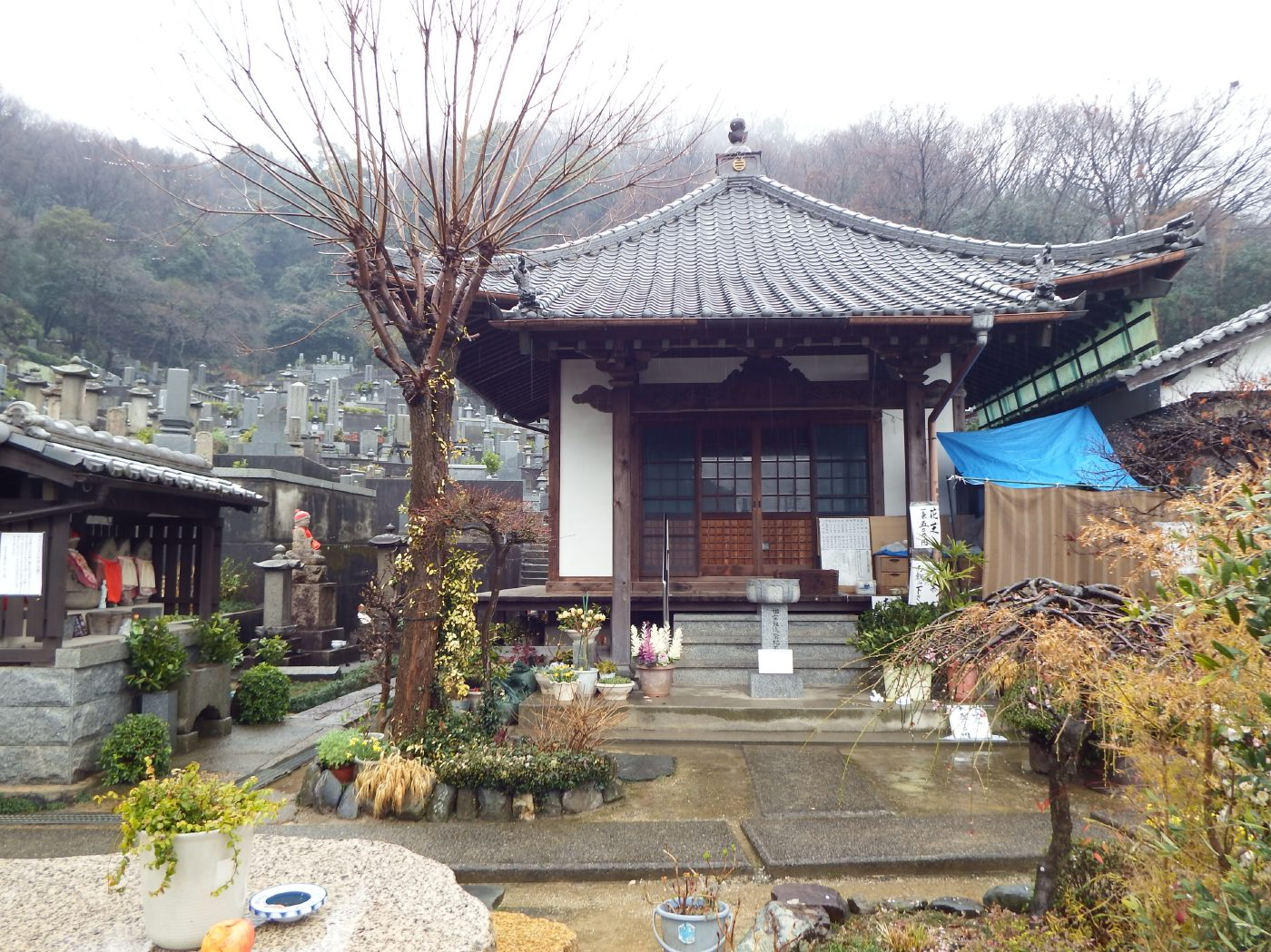
（63番）西の土居 北谷寺
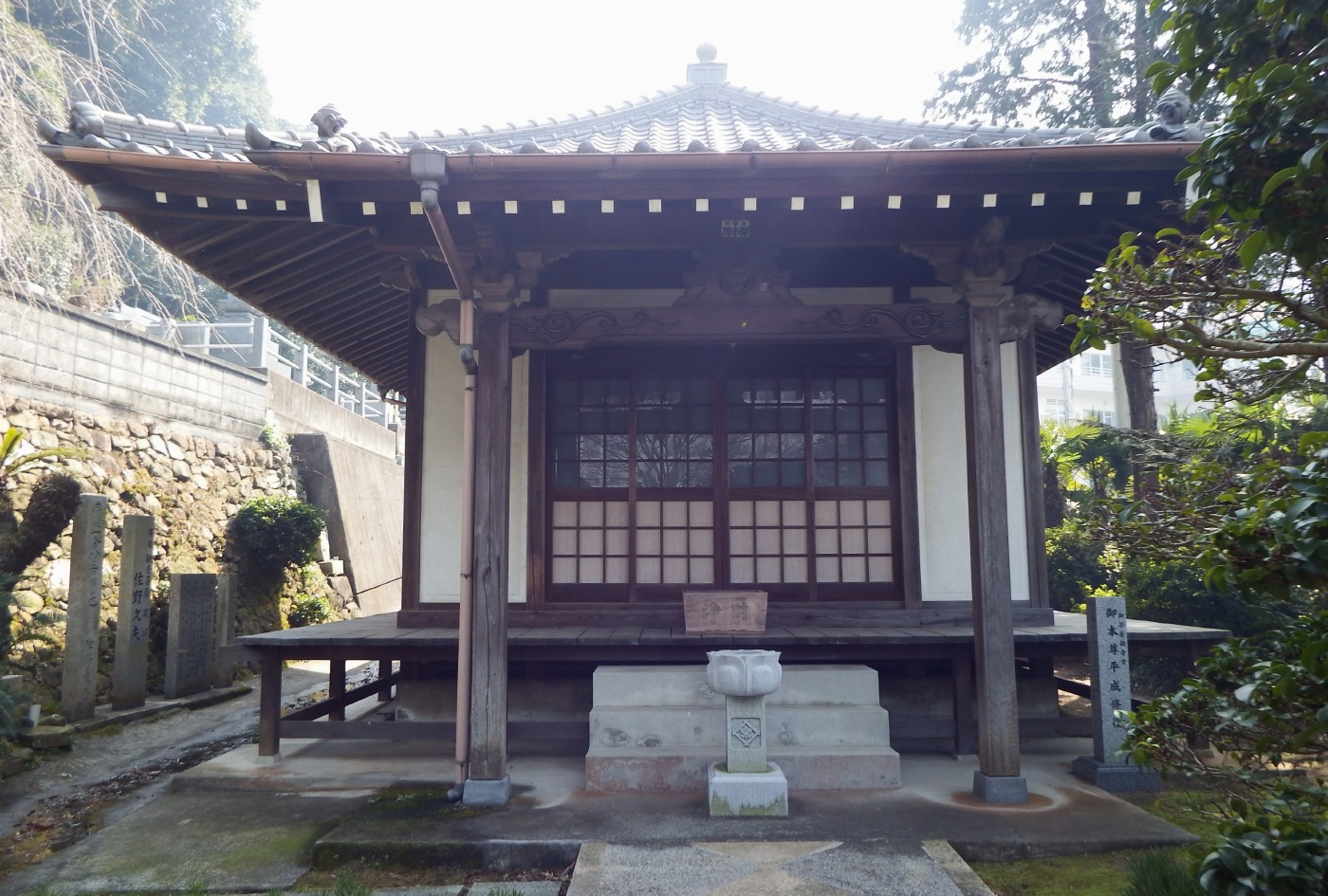
（64番）お茶屋谷観音堂
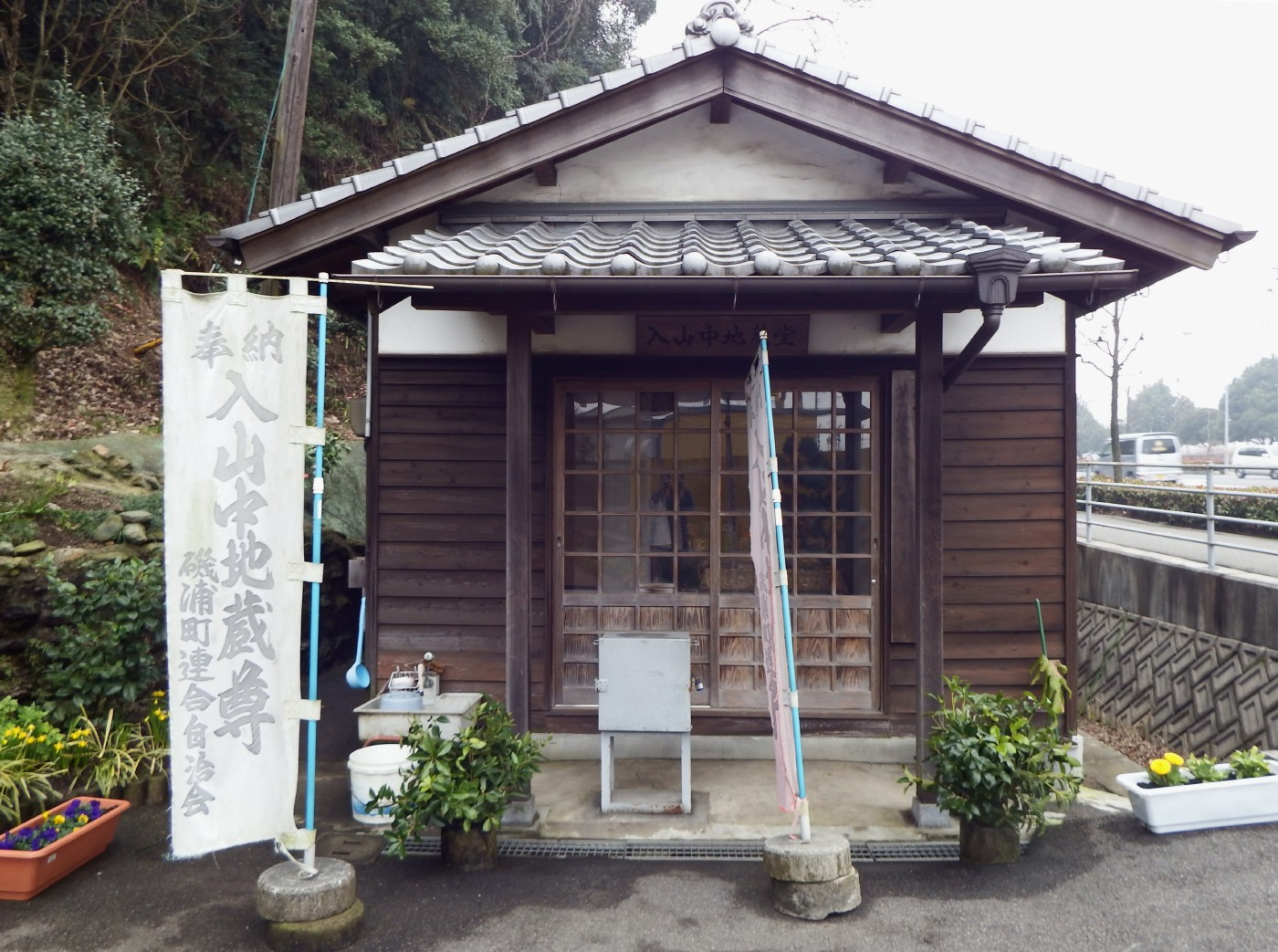
（65番）磯浦地蔵堂
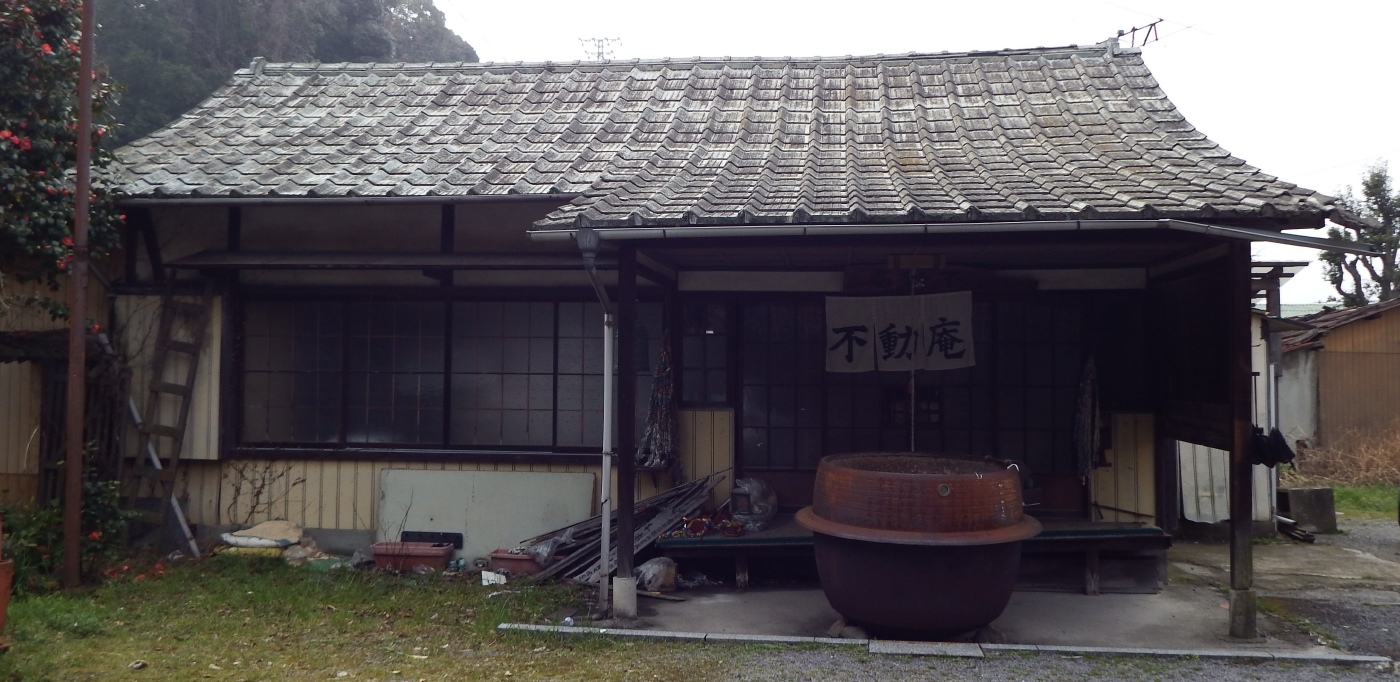
（66番）金子新田不動堂
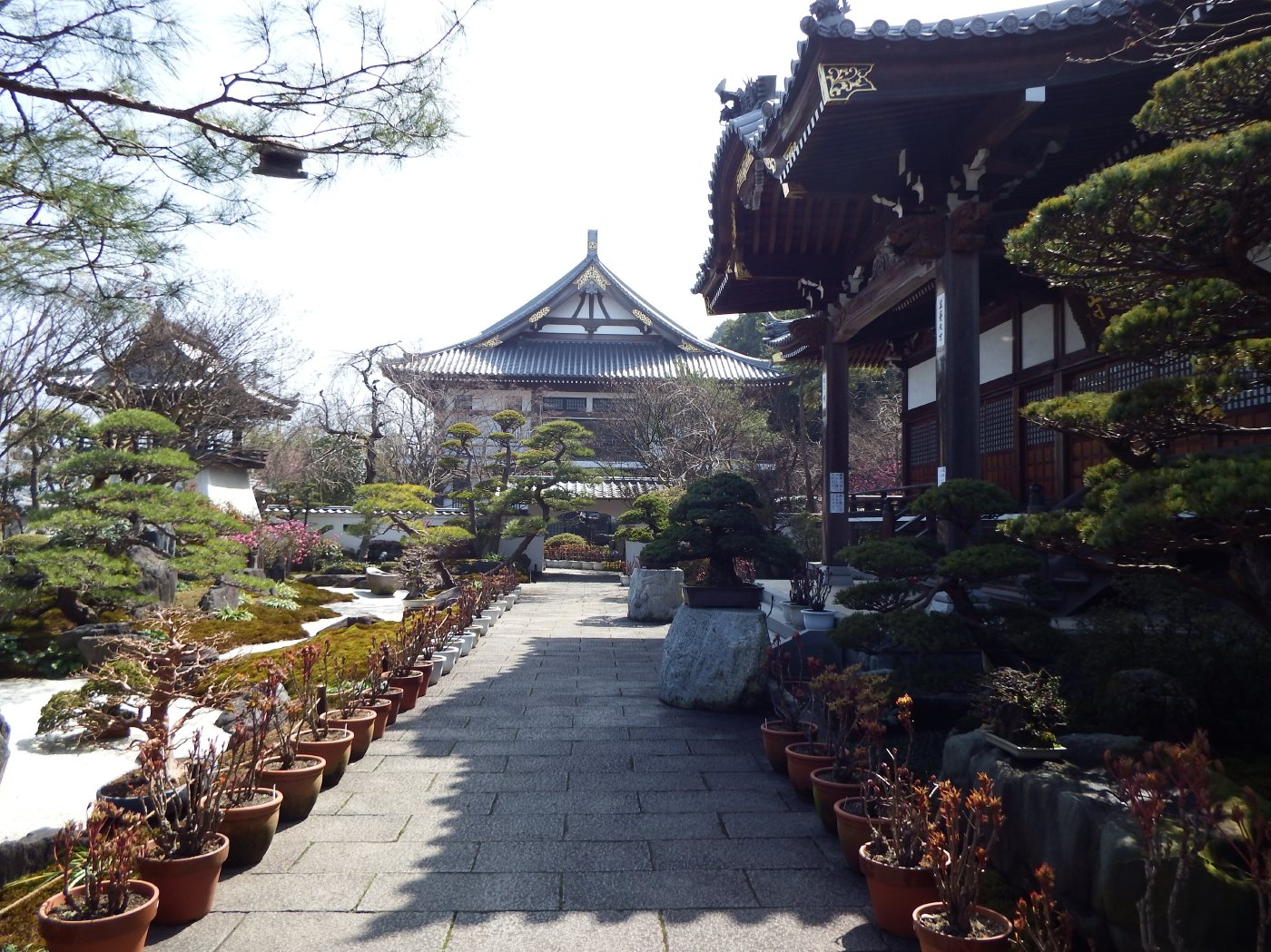
（67番）正法山慈眼寺
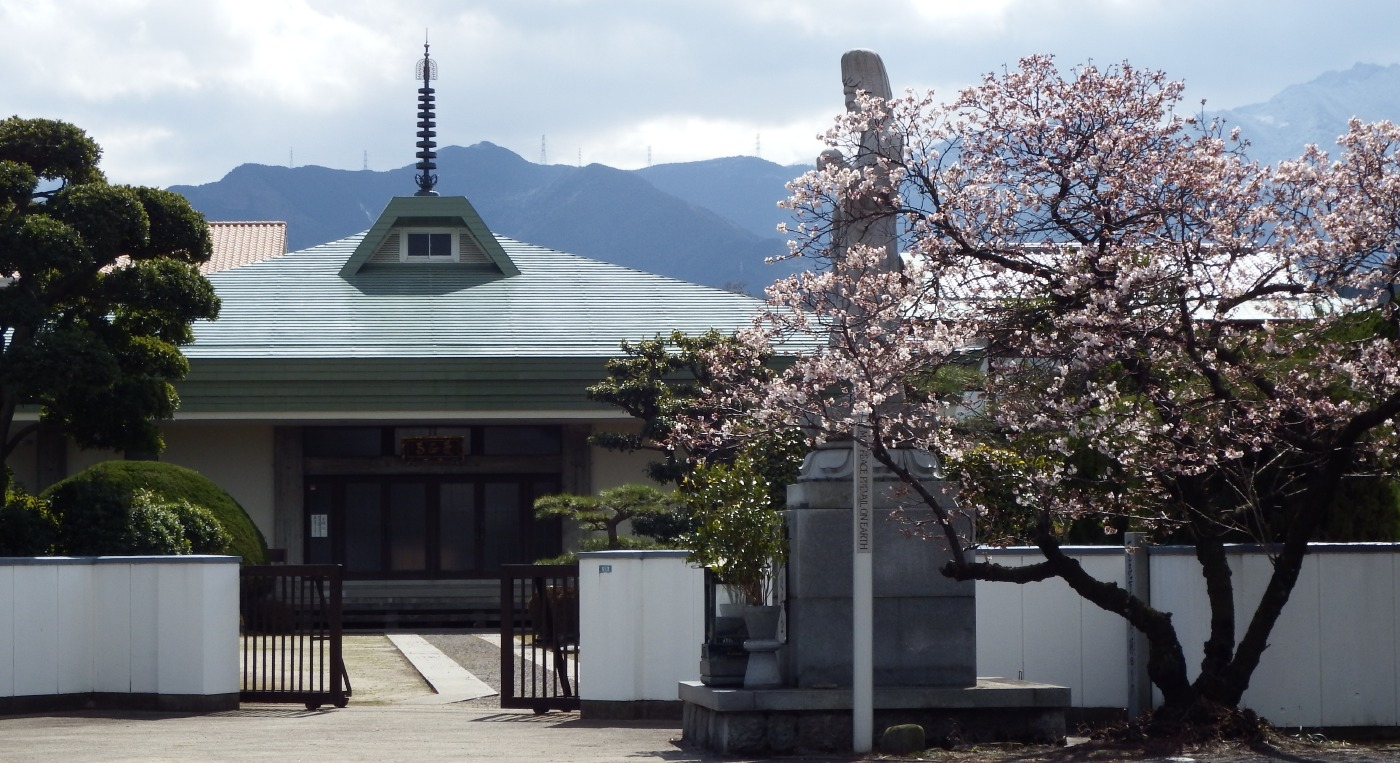
（68番）西明山慶正寺
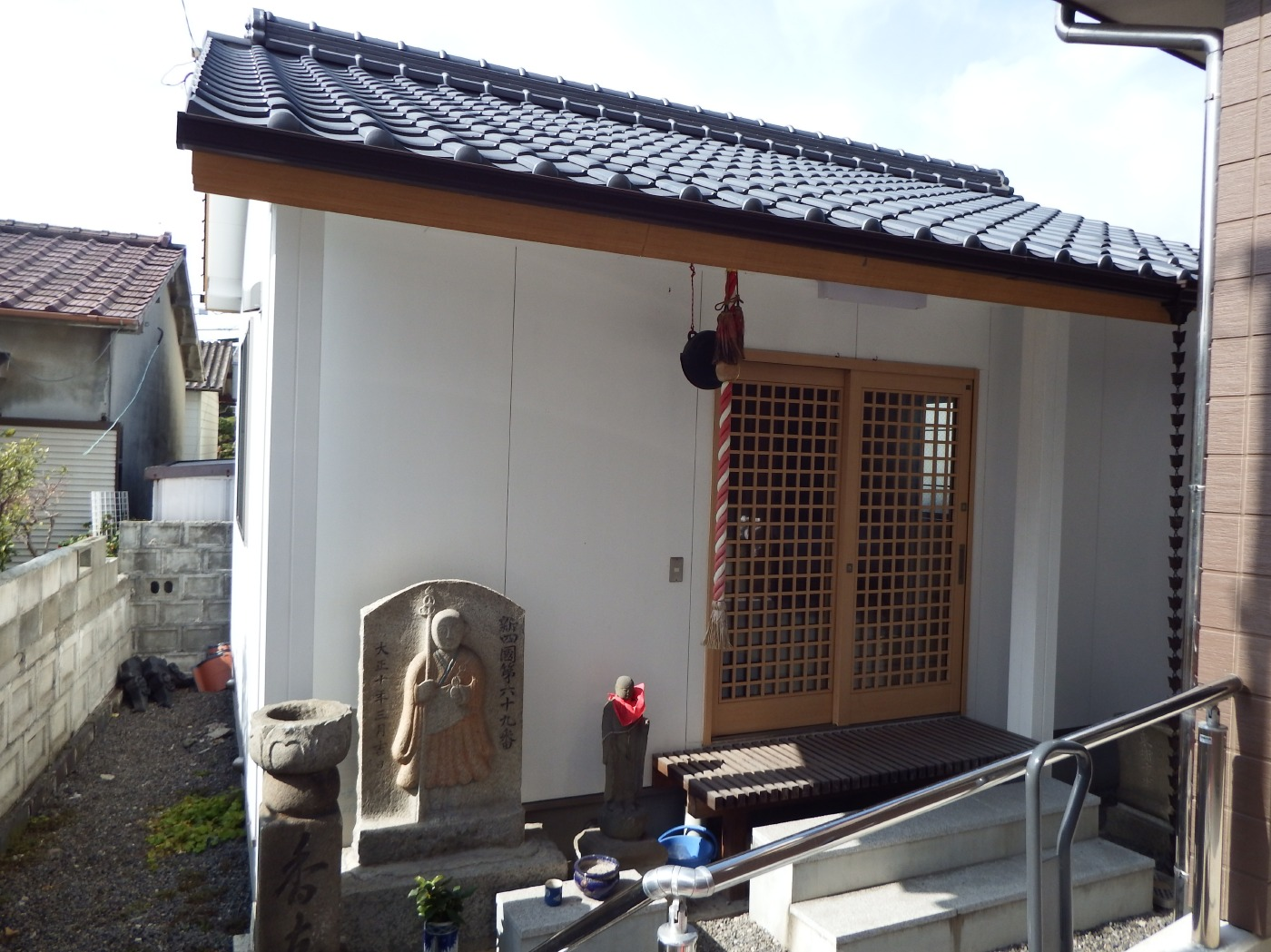
（69番）東町観音堂
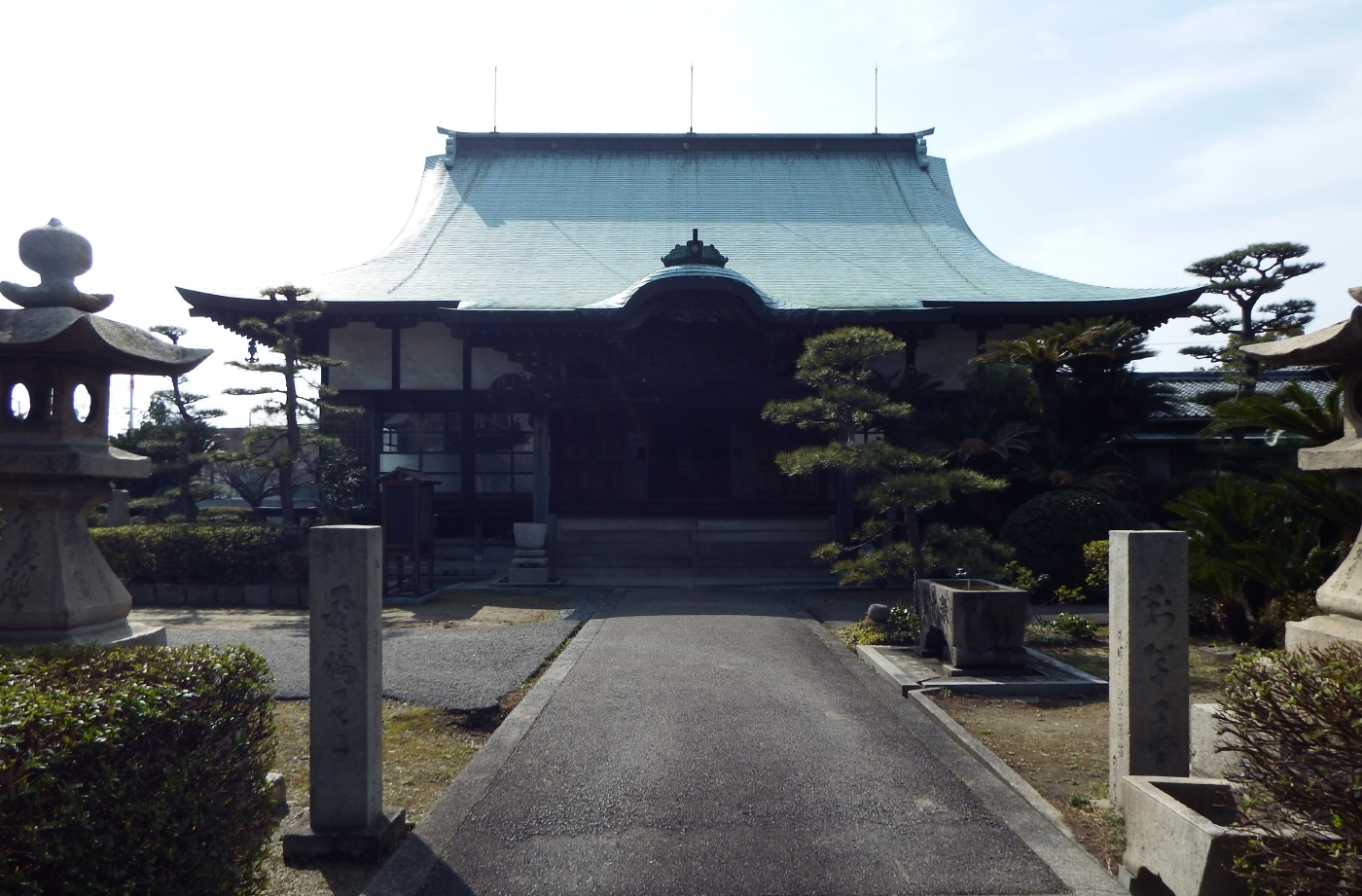
（70番）蘆原山円福寺
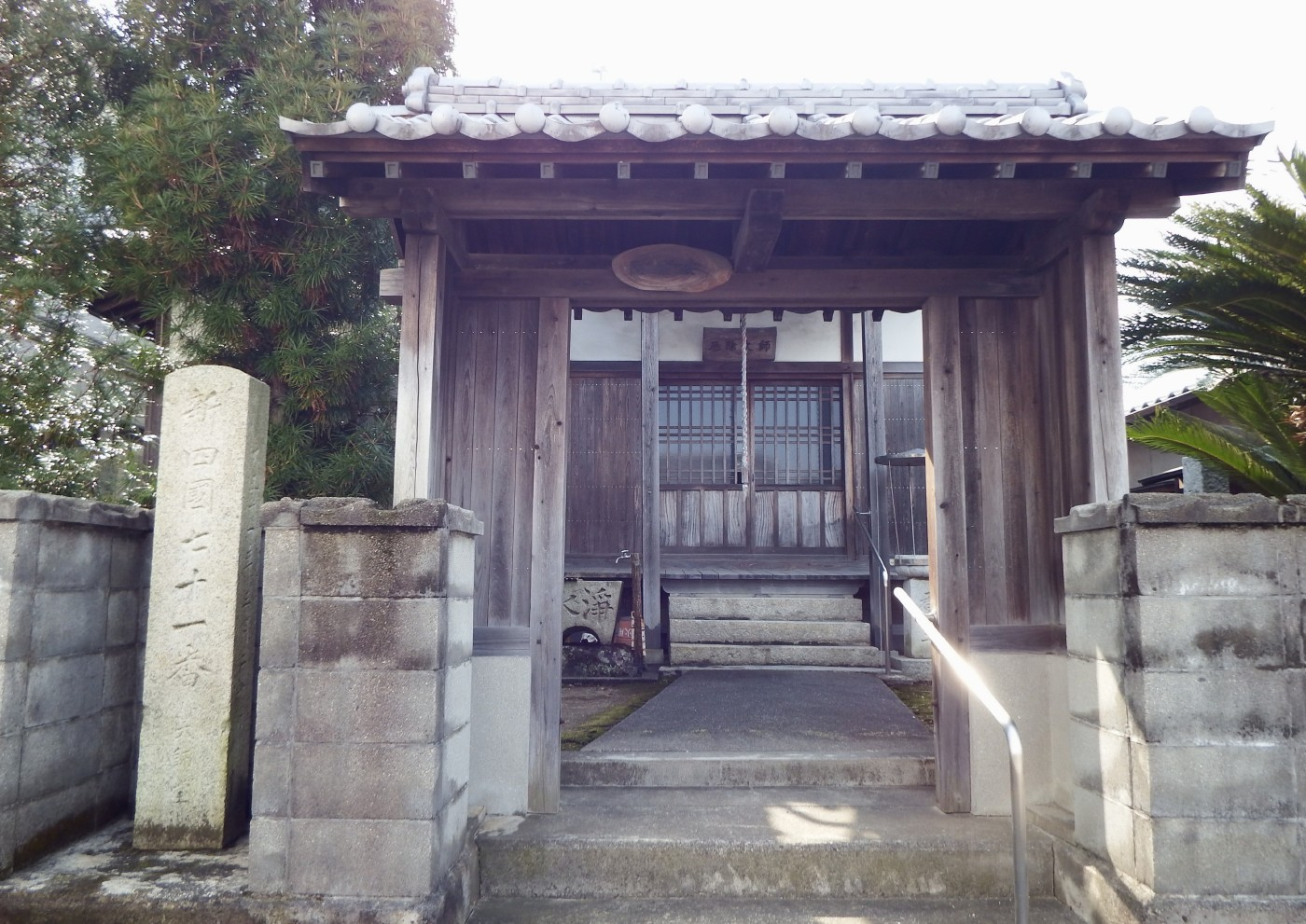
（71番）新須賀大師堂
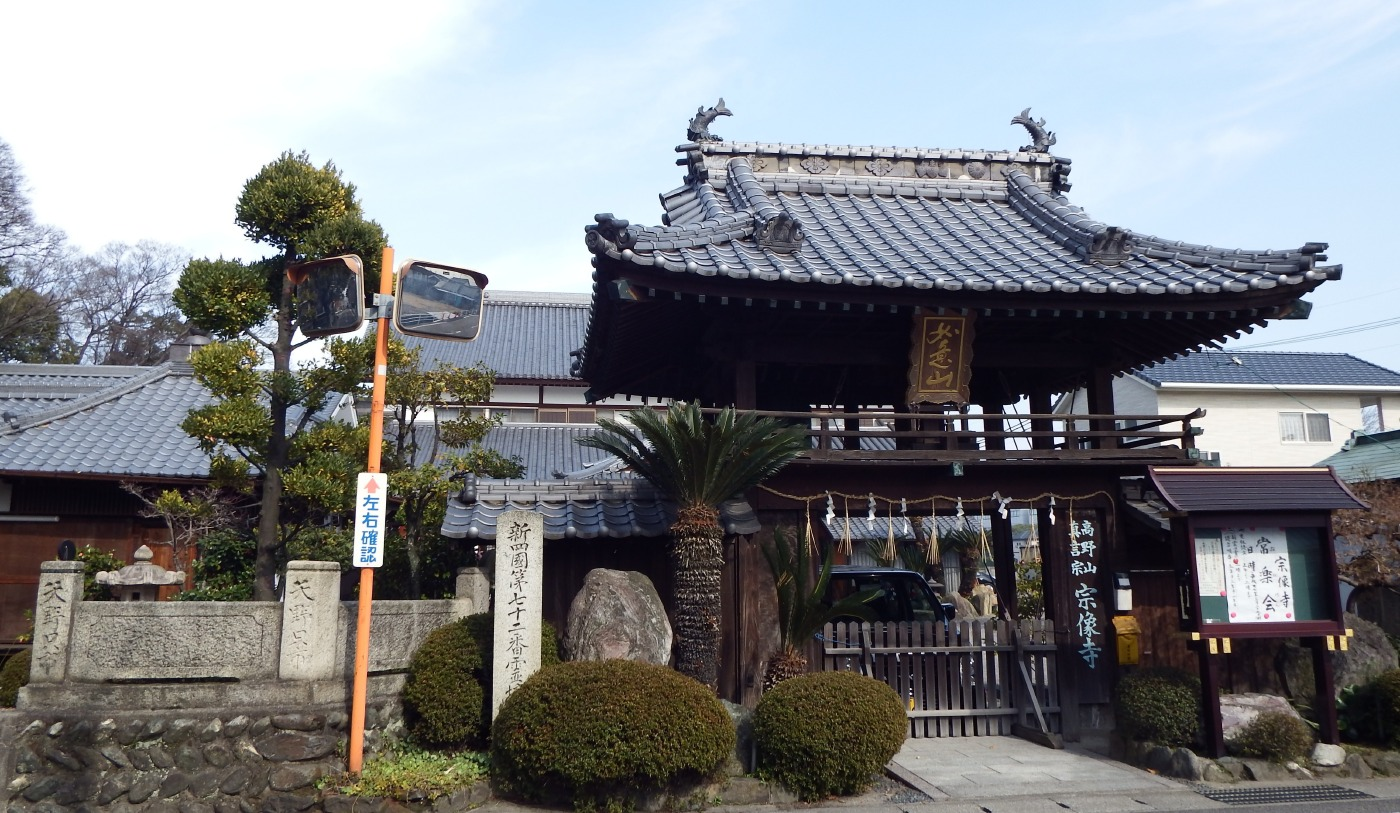
（72番）如意山宗像寺
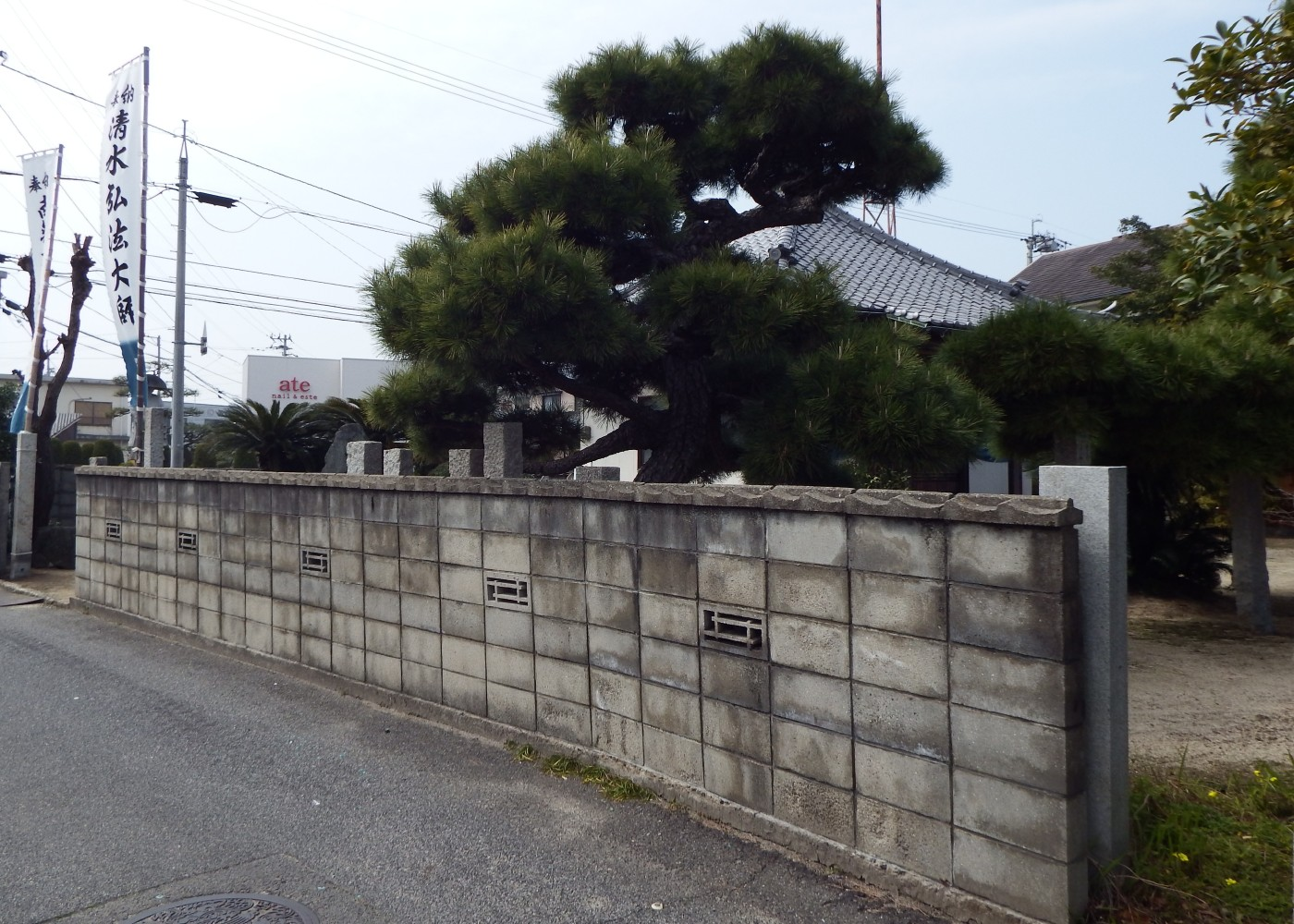
（73番）沢津清水大師堂
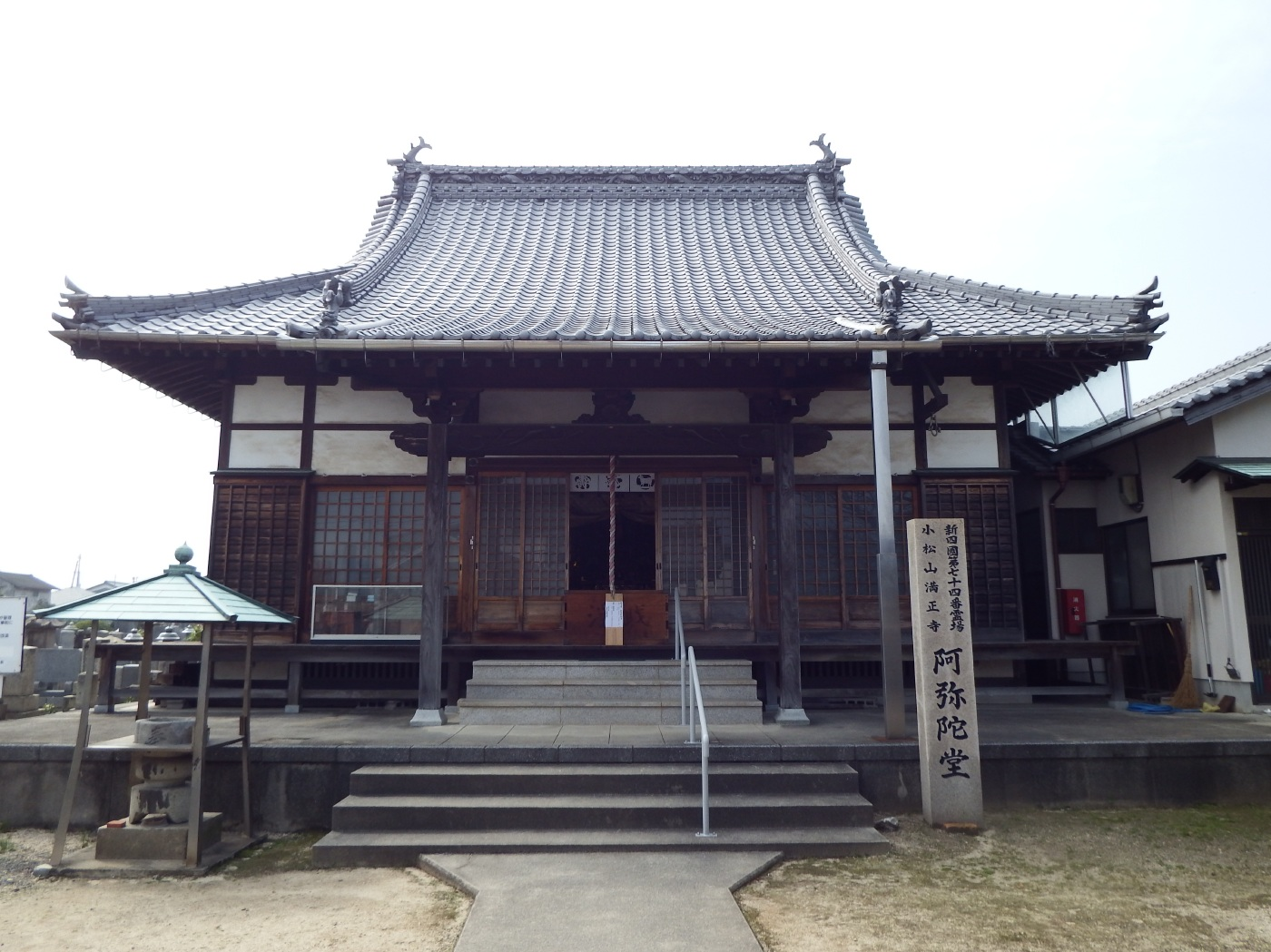
（74番）沢津阿弥陀堂
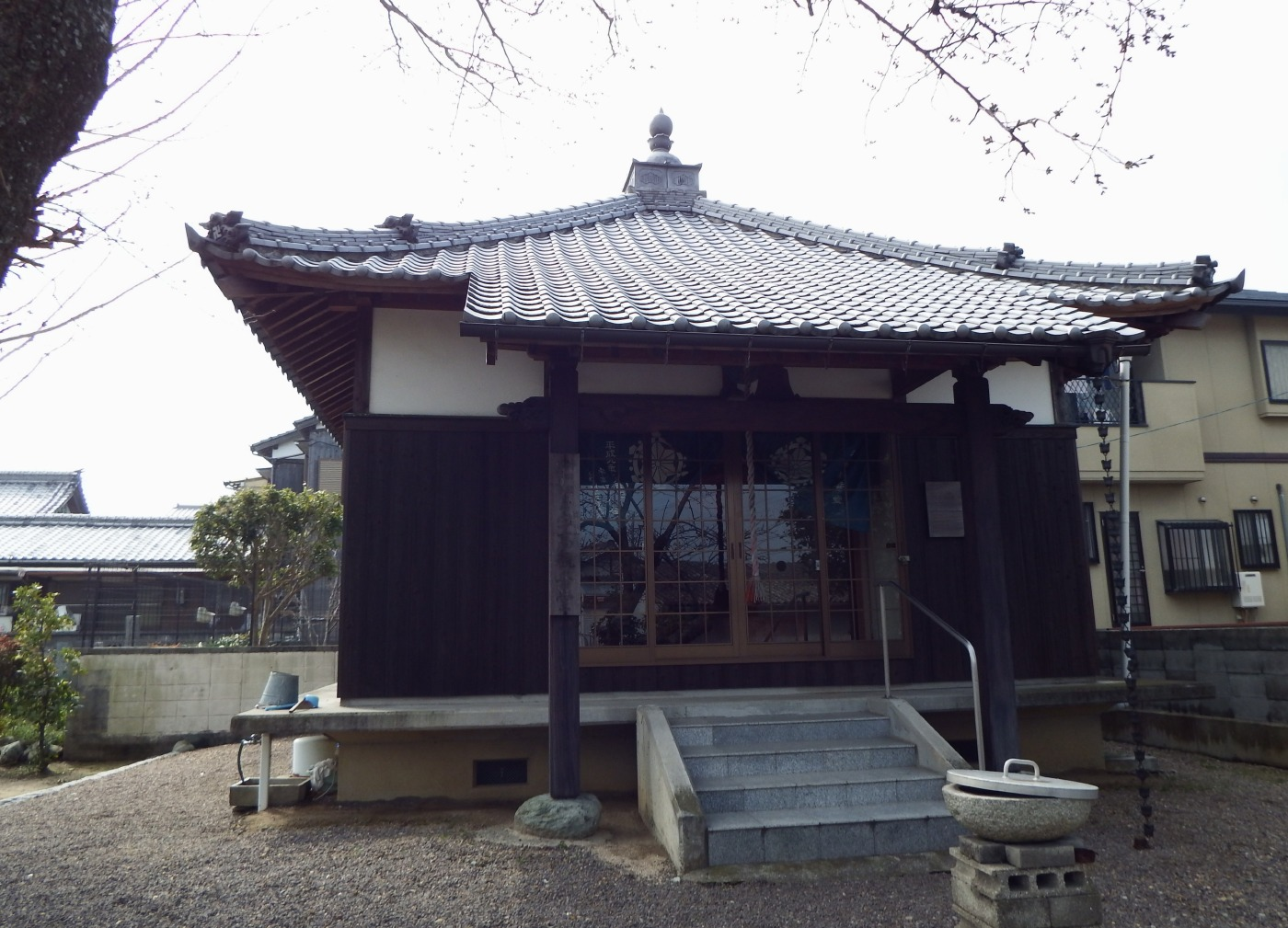
（75番）宇高観音堂
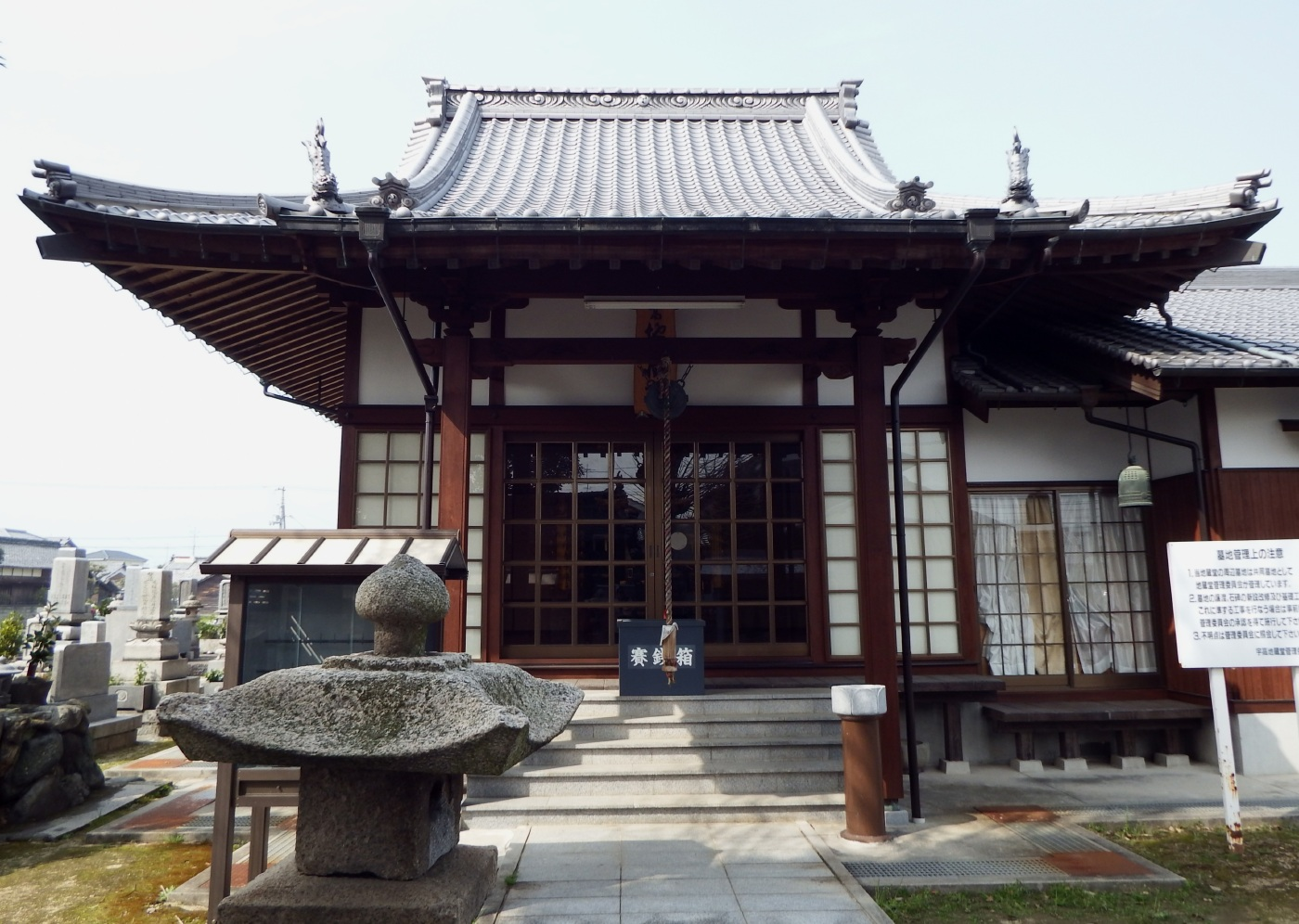
（76番）宇高地蔵堂
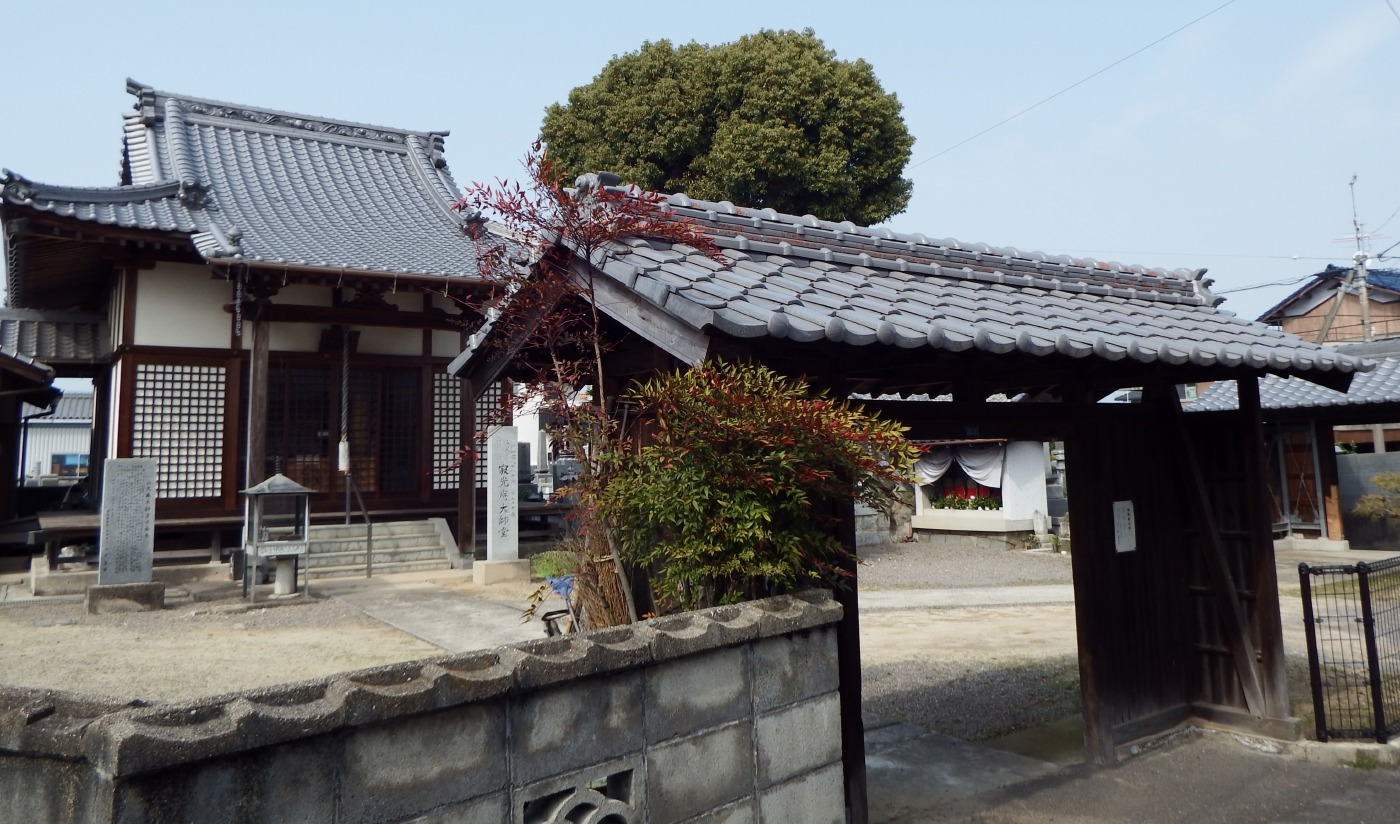
（77番）寂光庵大師堂
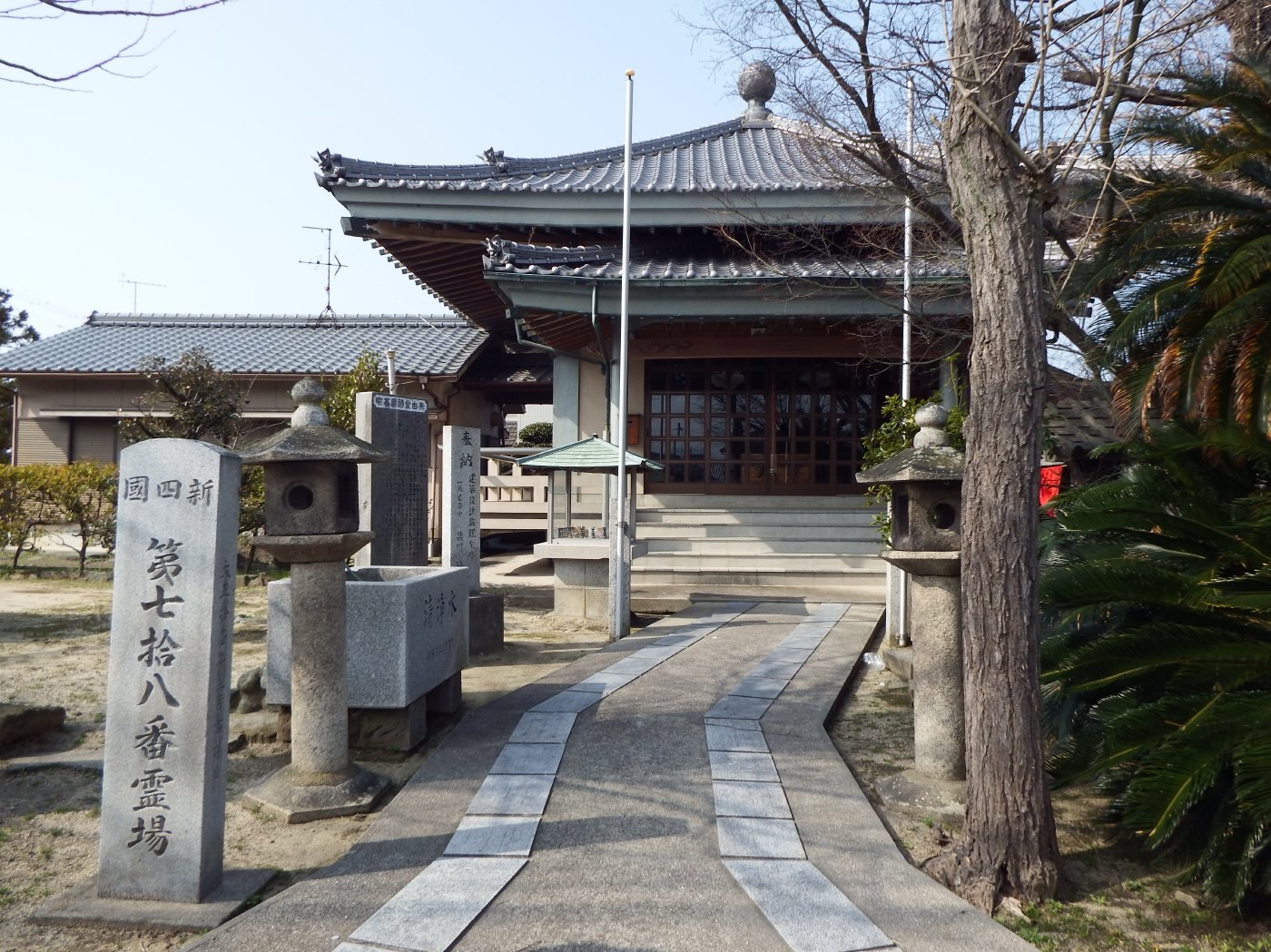
（78番）垣生薬師堂
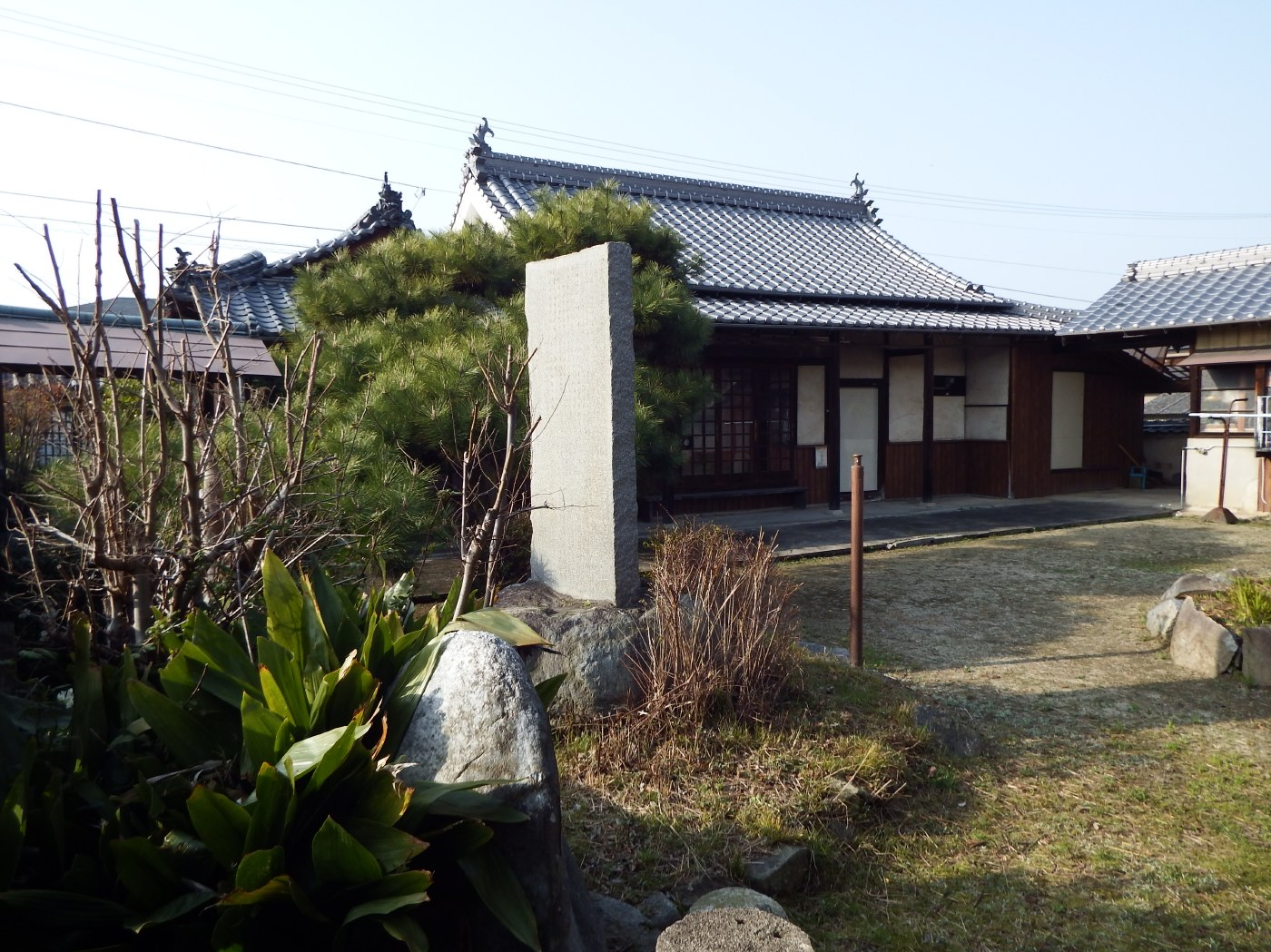
（79番）垣生太子堂
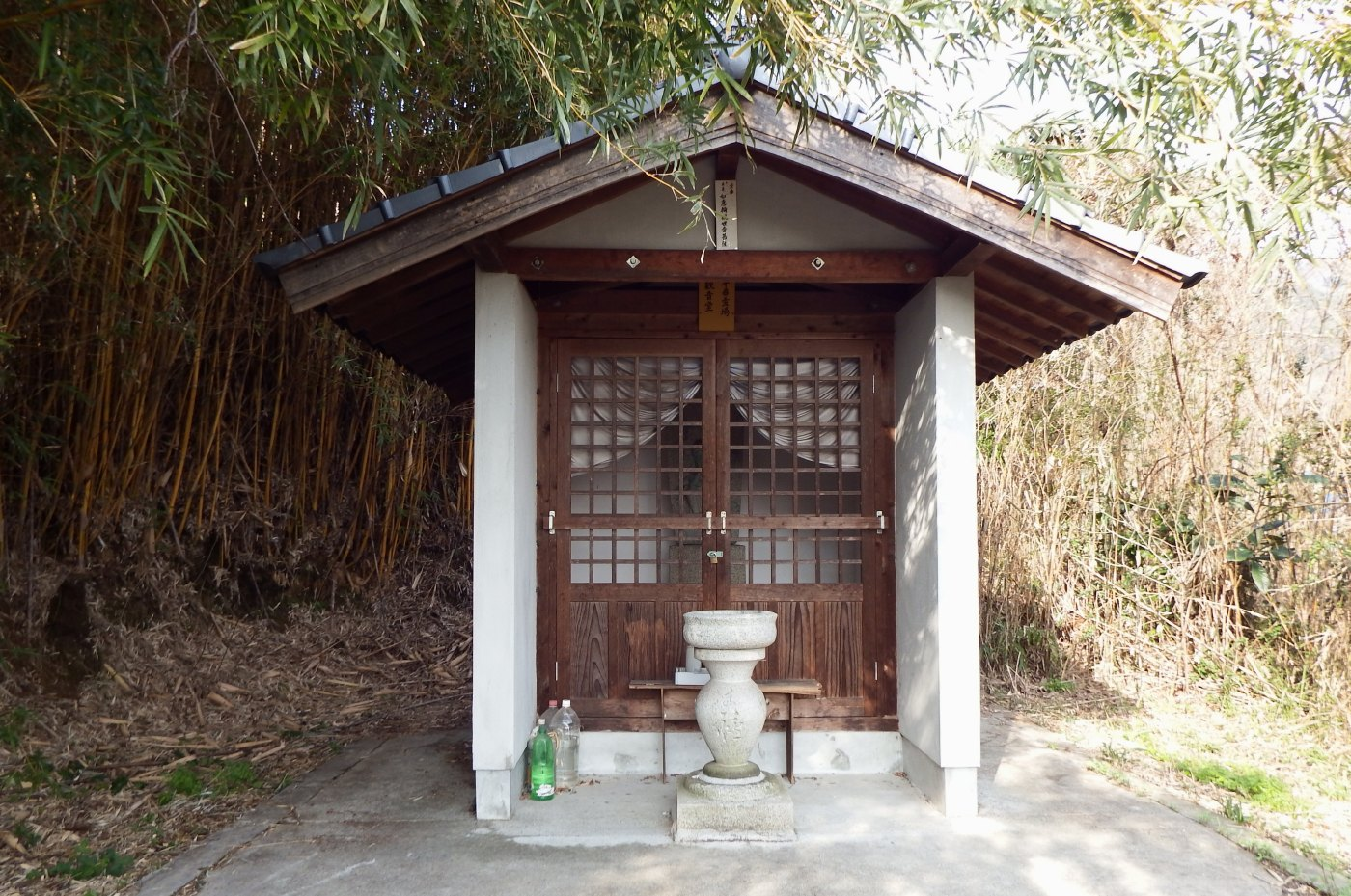
（80番）垣生観音堂
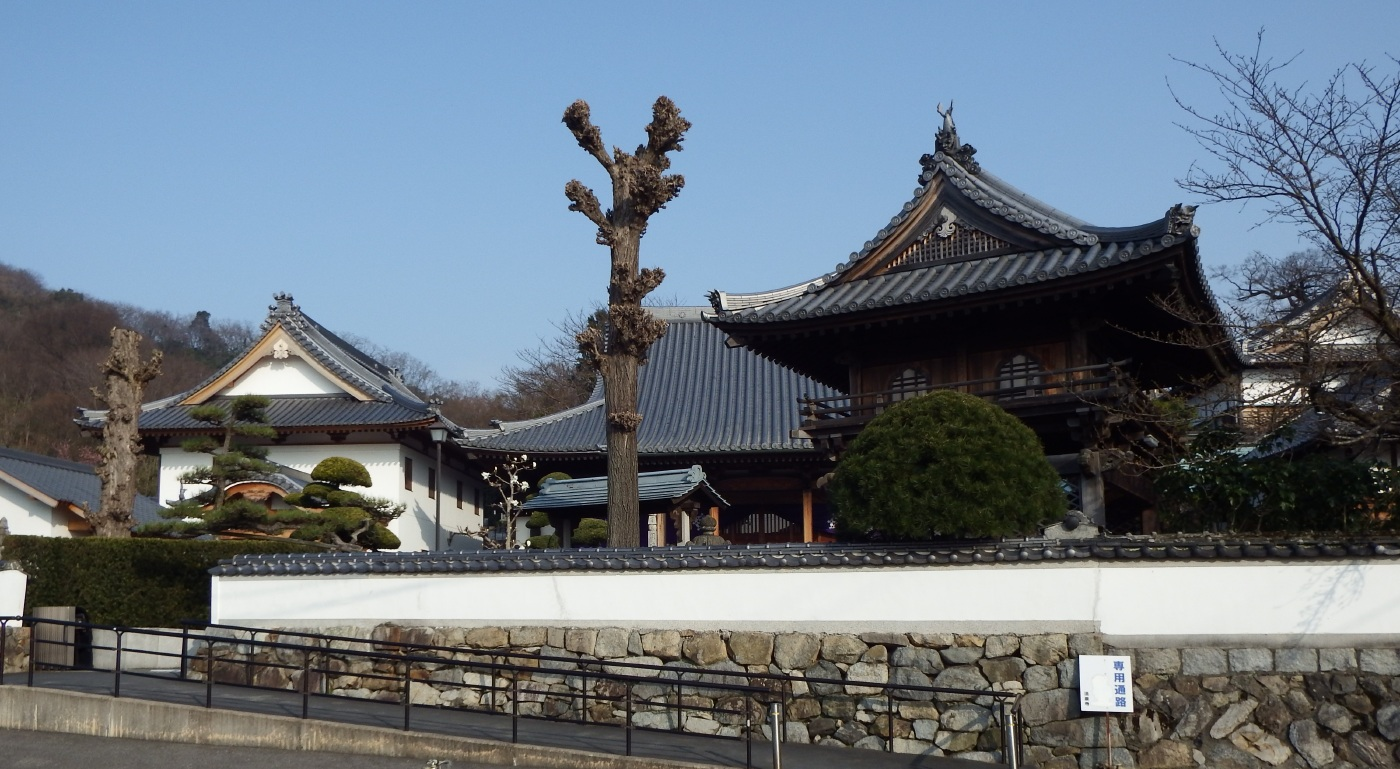
（81番）女乙山法泉寺
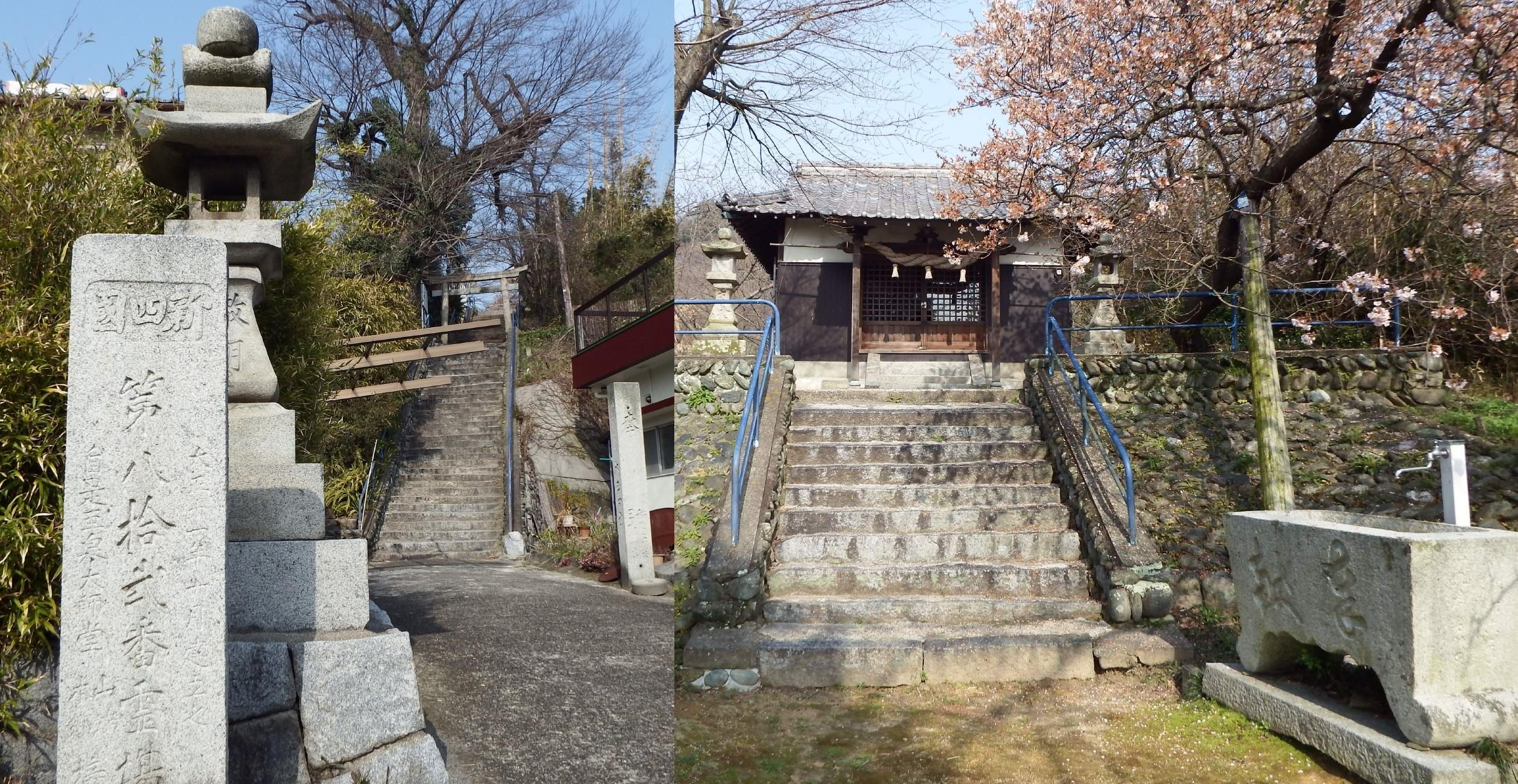
（82番）垣生女乙宮
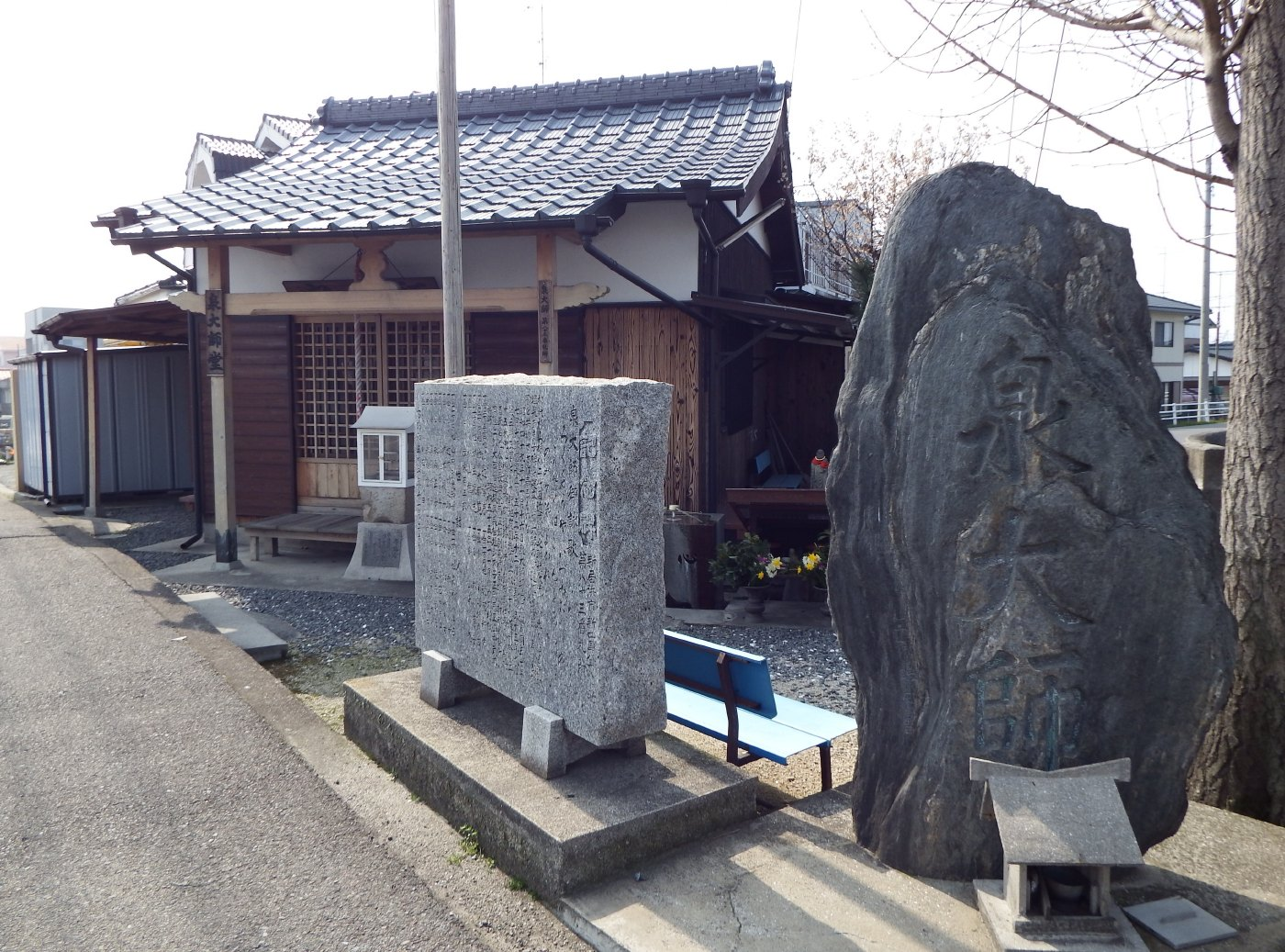
（83番）松神子泉大師堂
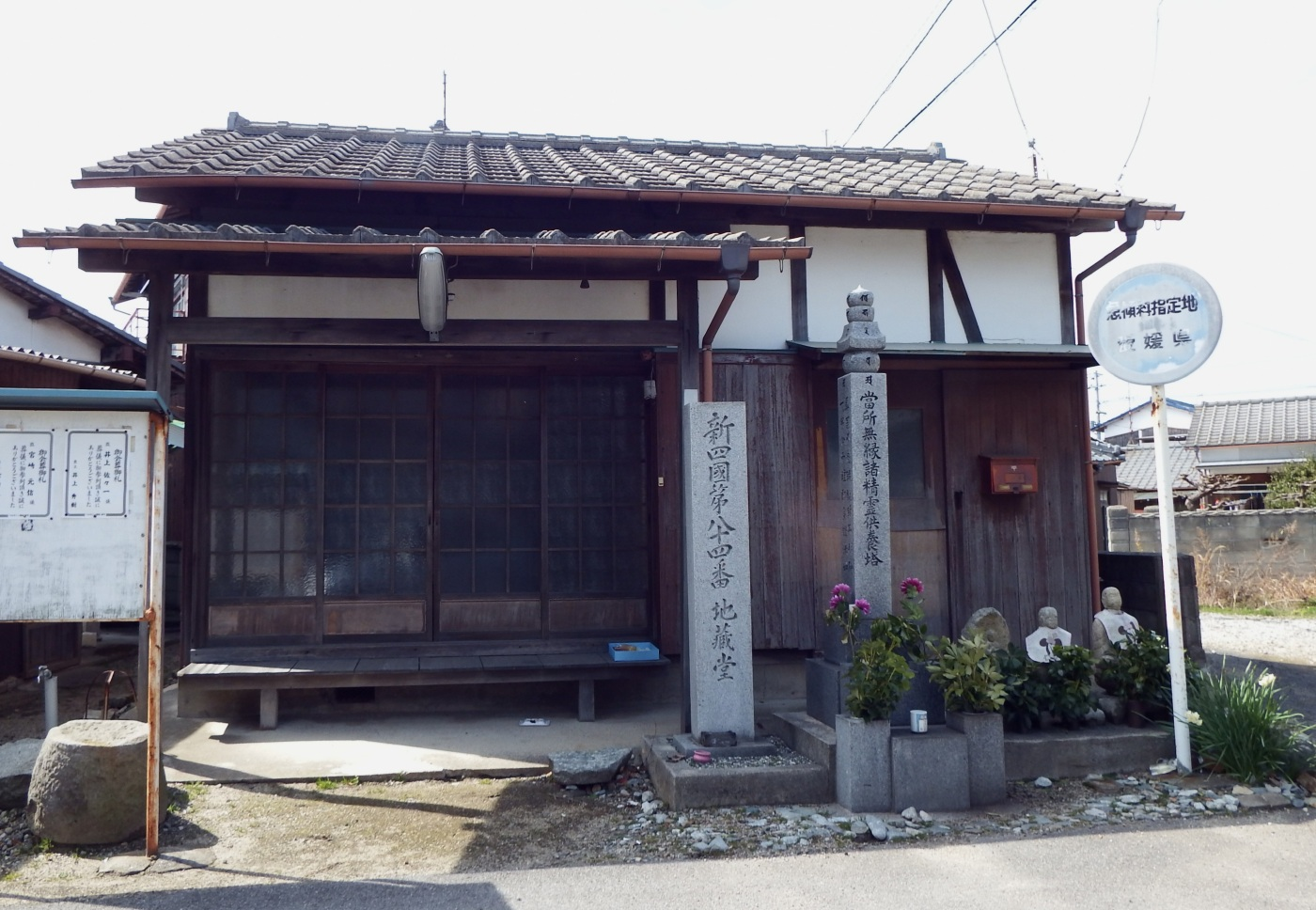
（84番）元・黒島地蔵堂
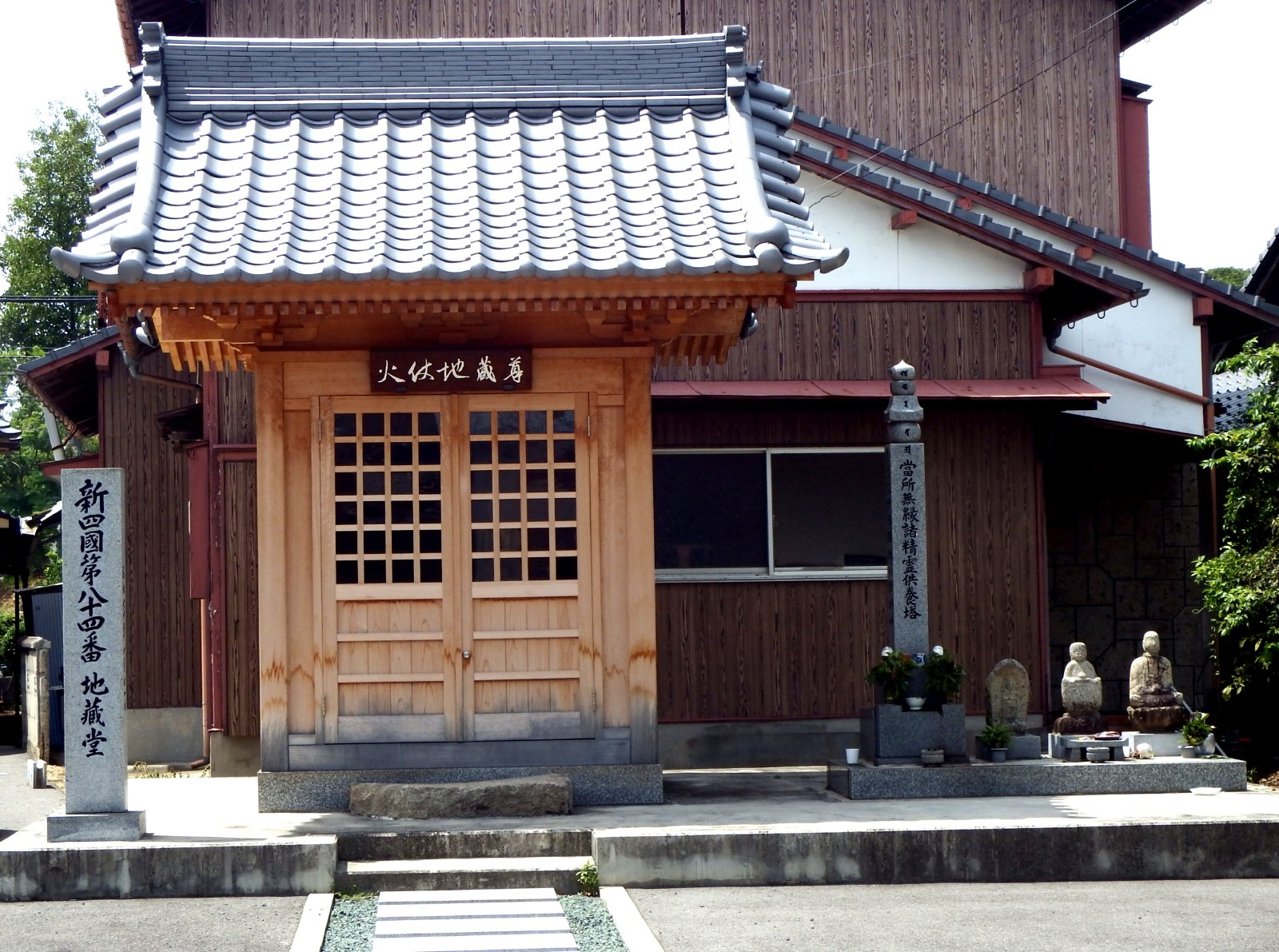
（84番）黒島地蔵堂
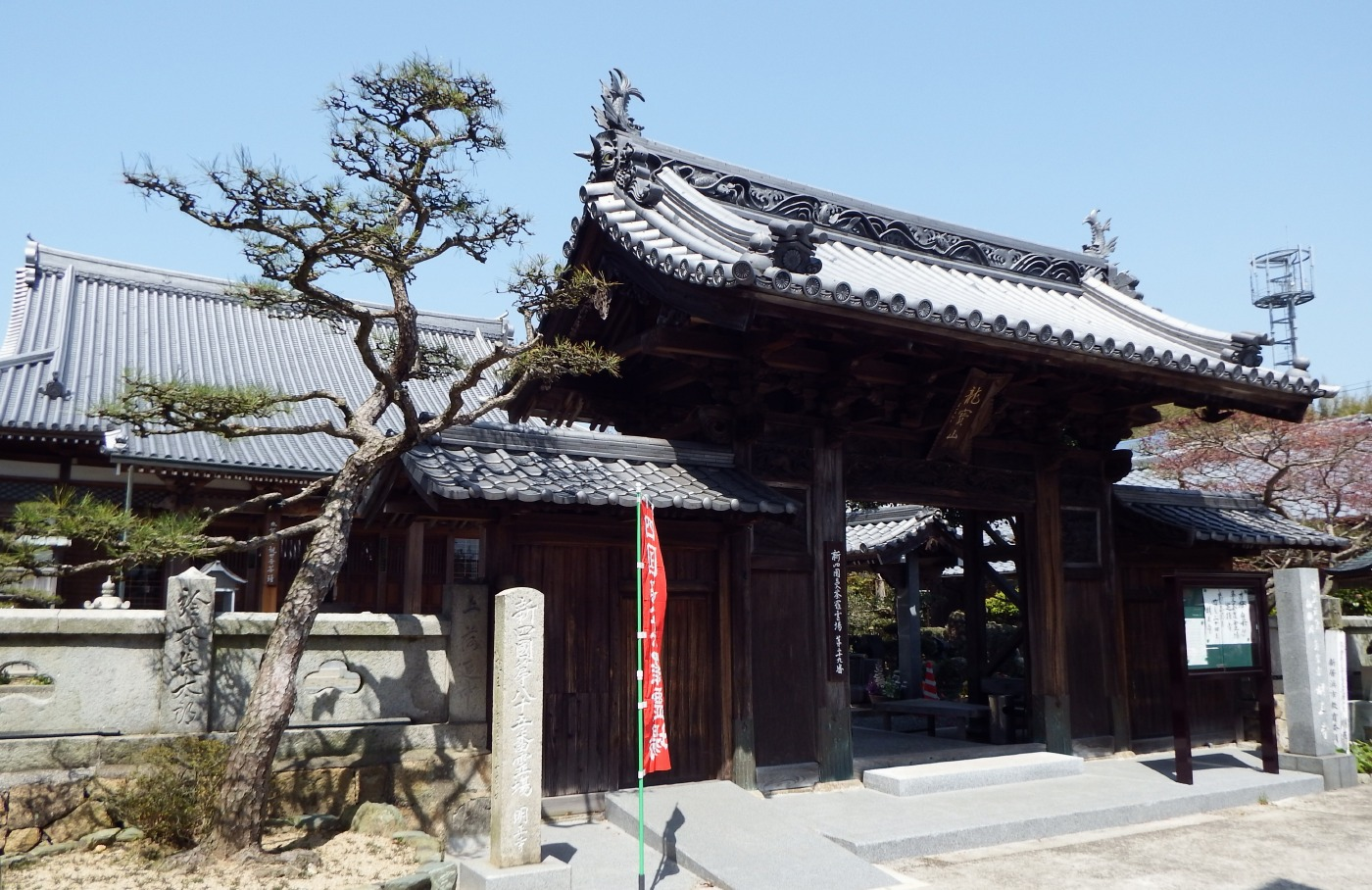
（85番）龍宝山明正寺
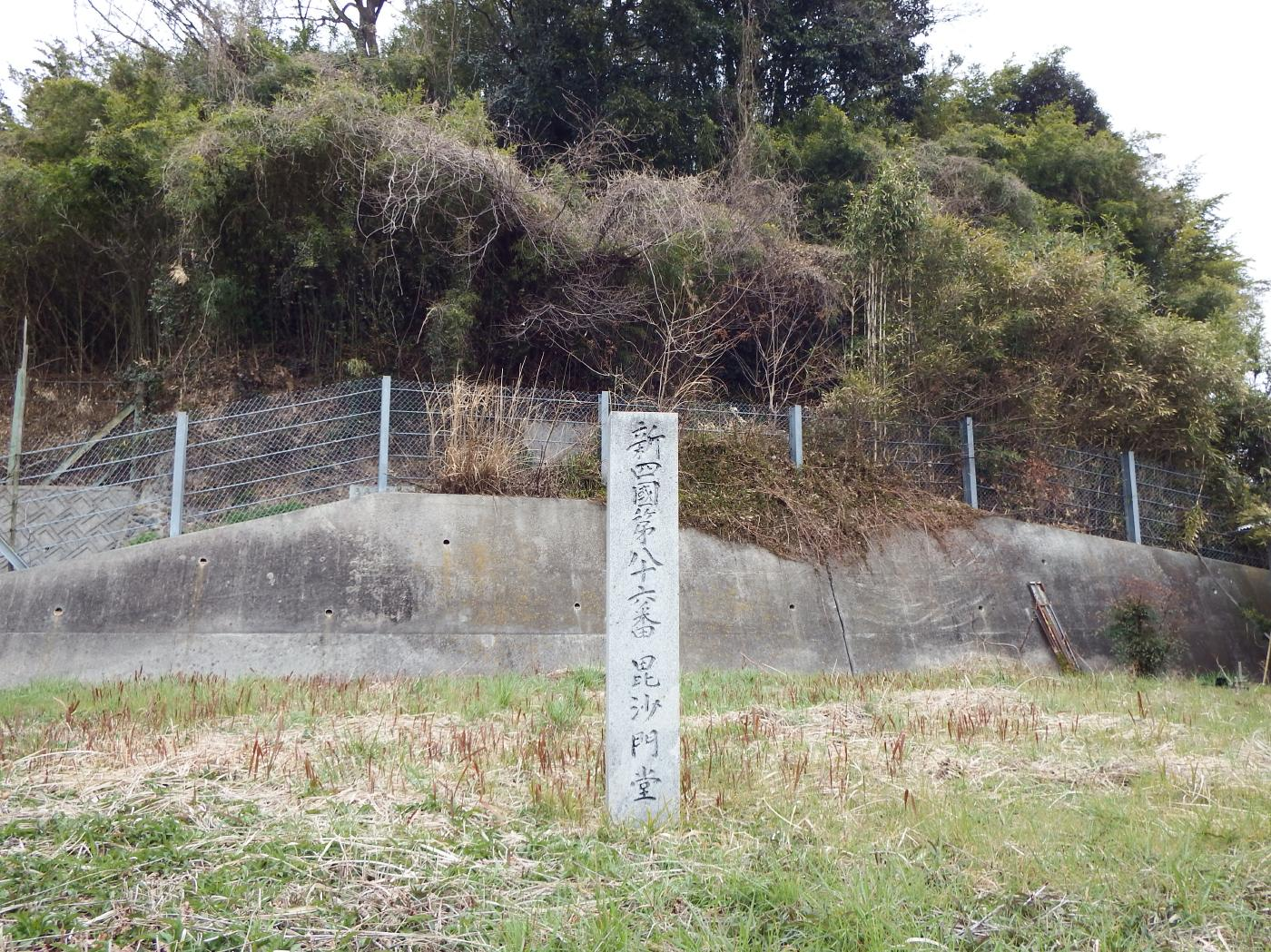
（86番）黒島毘沙門堂の跡
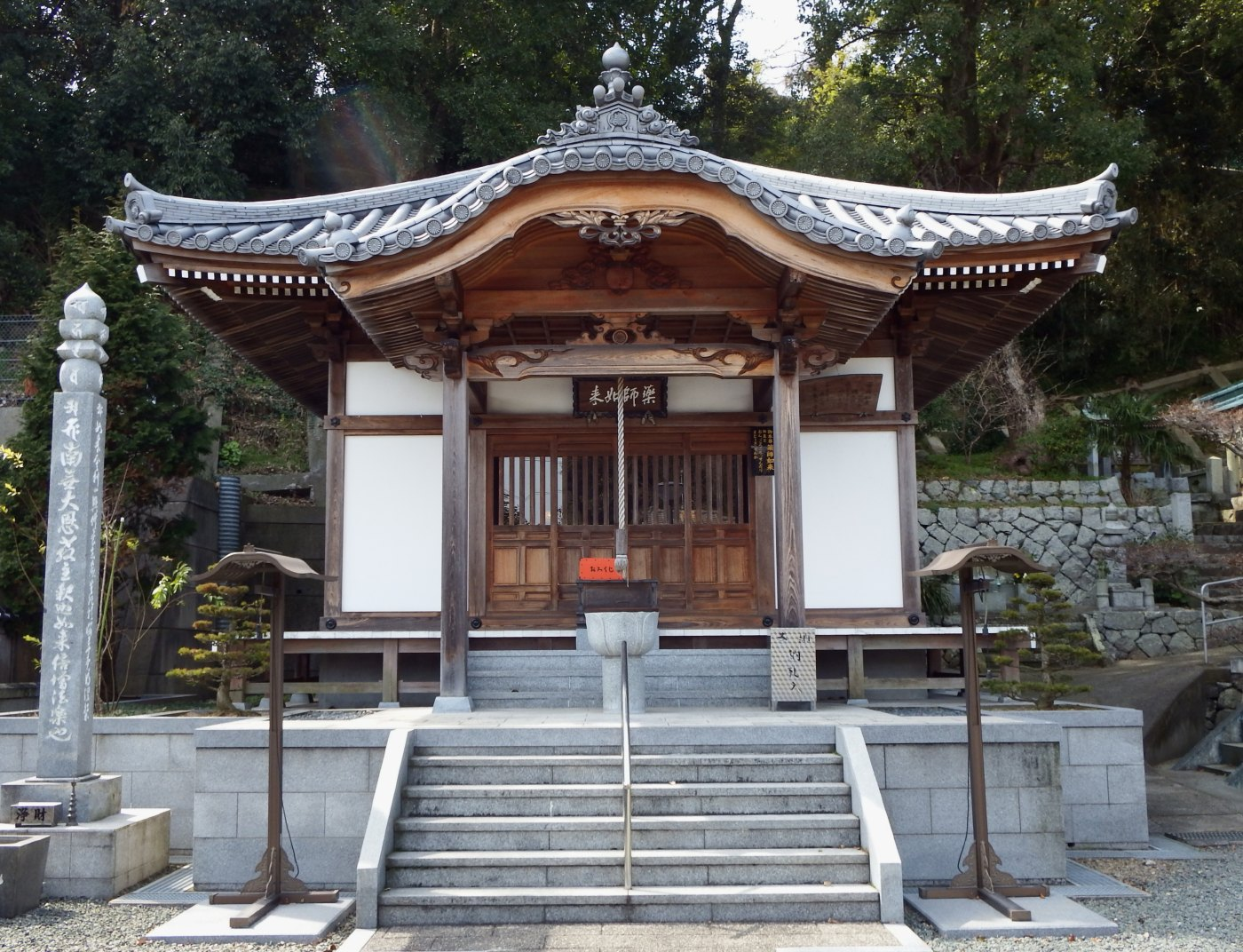
（86番）明正寺薬師堂
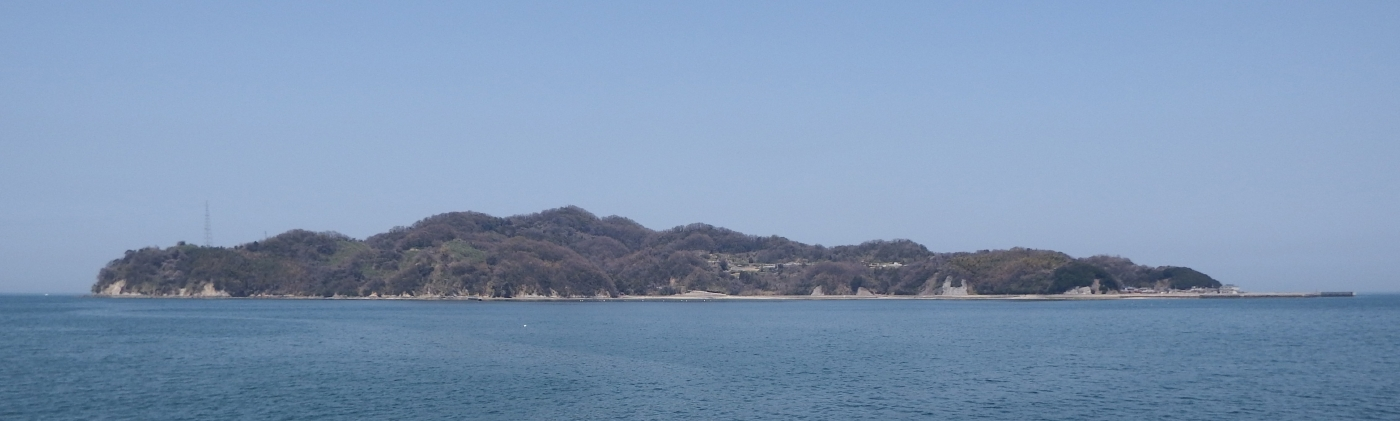
新居大島
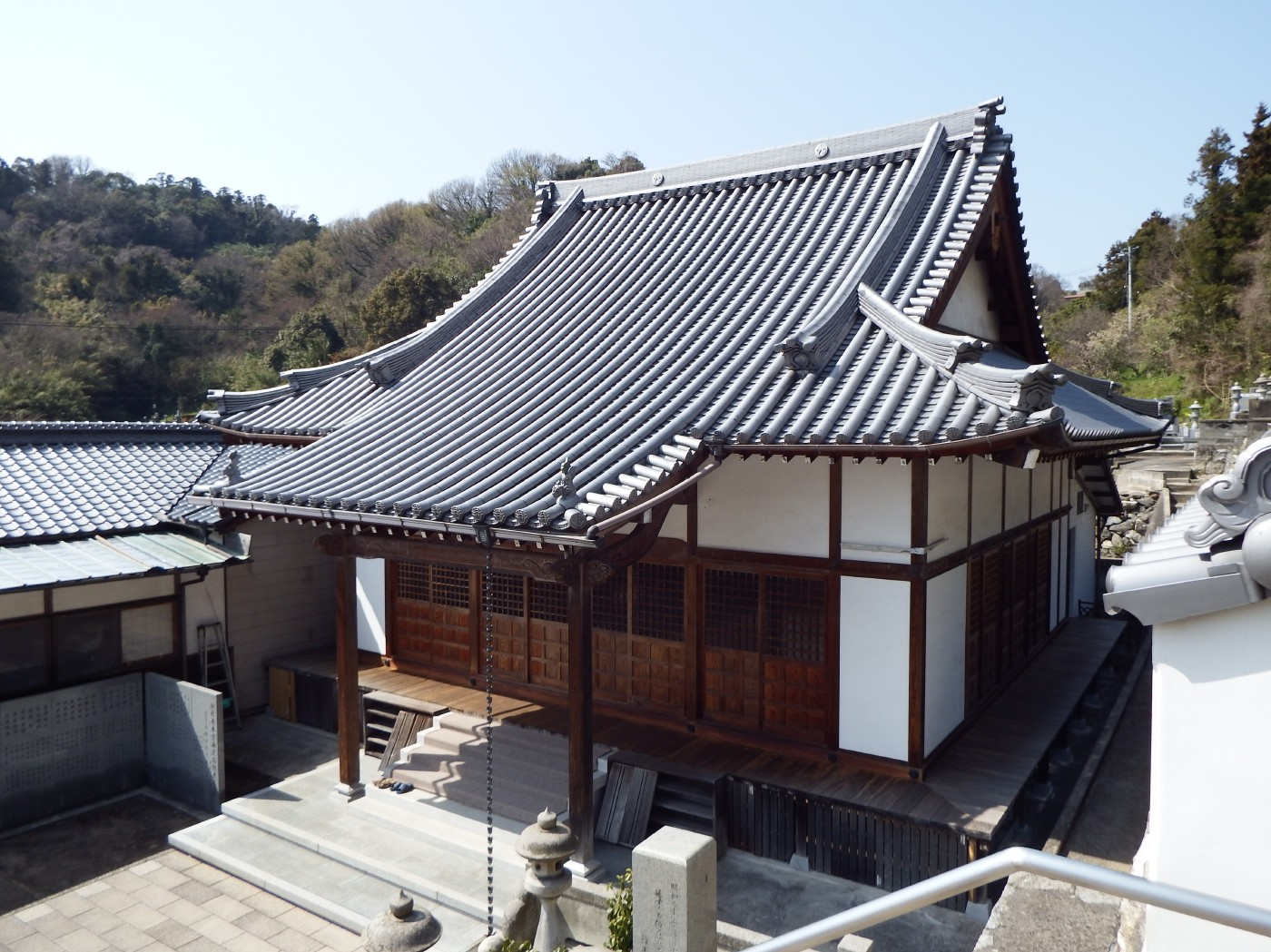
（87番）正立山願行寺
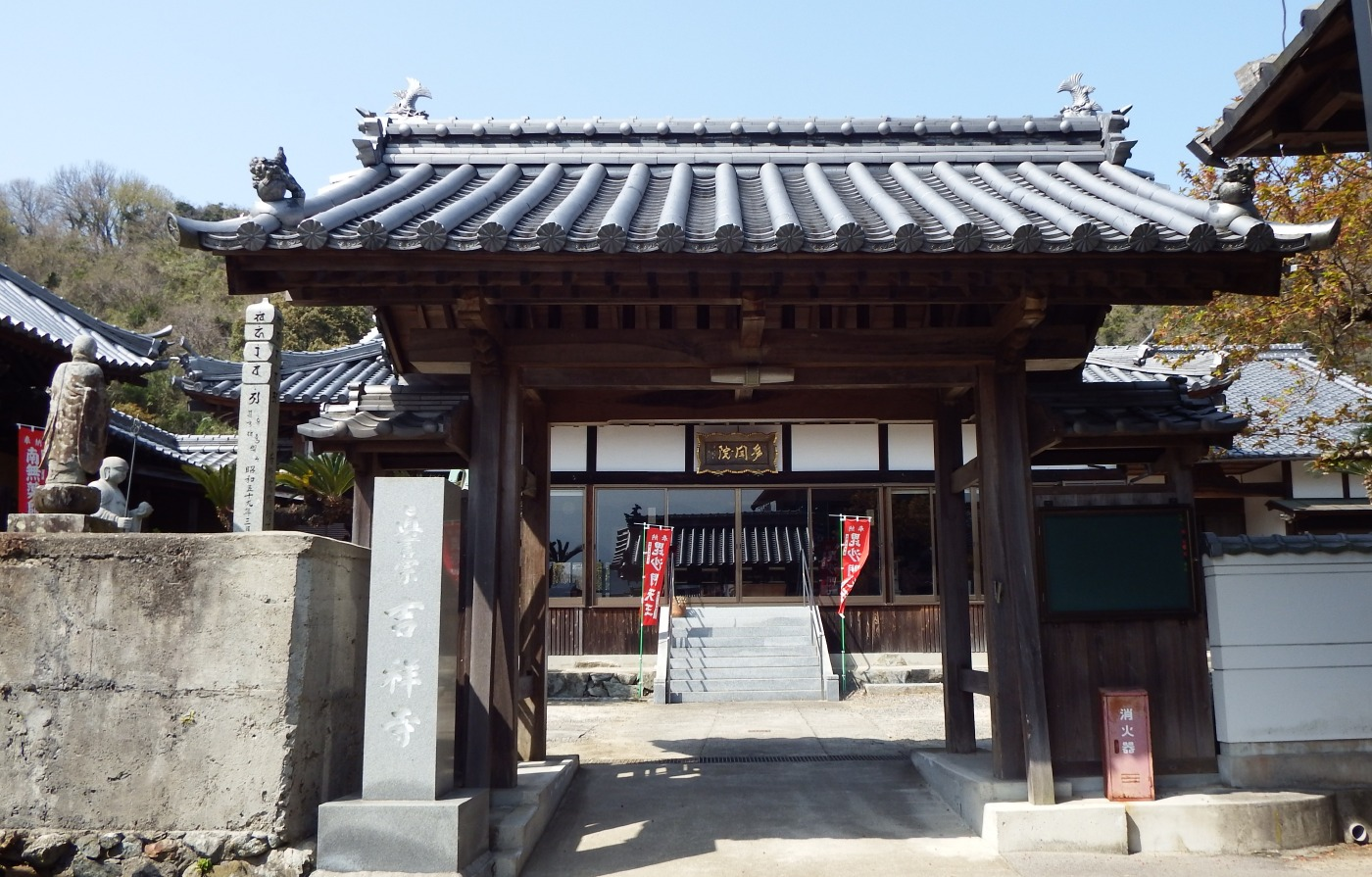
（88番）陽向山吉祥寺
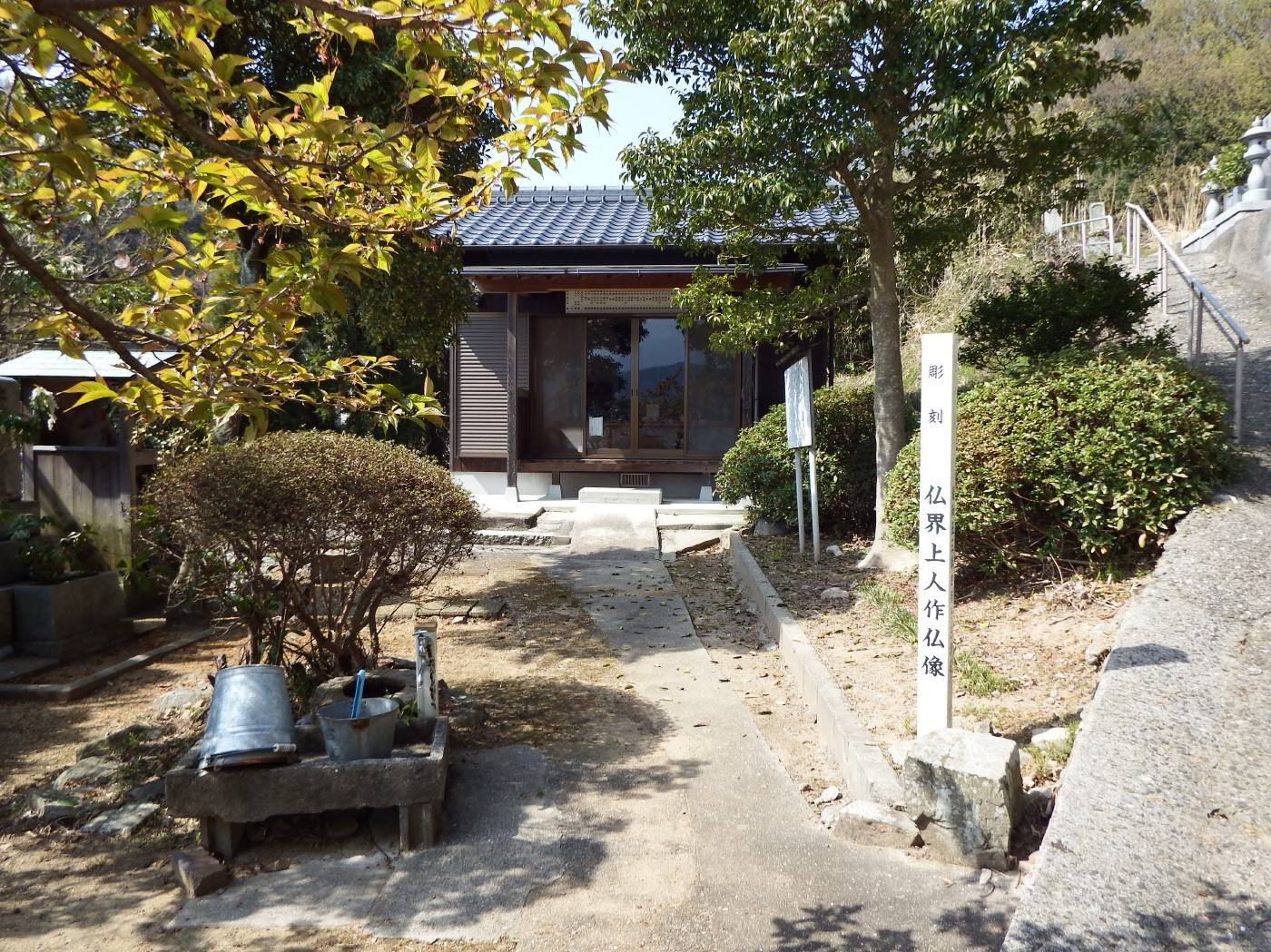
（番外）大島地蔵堂
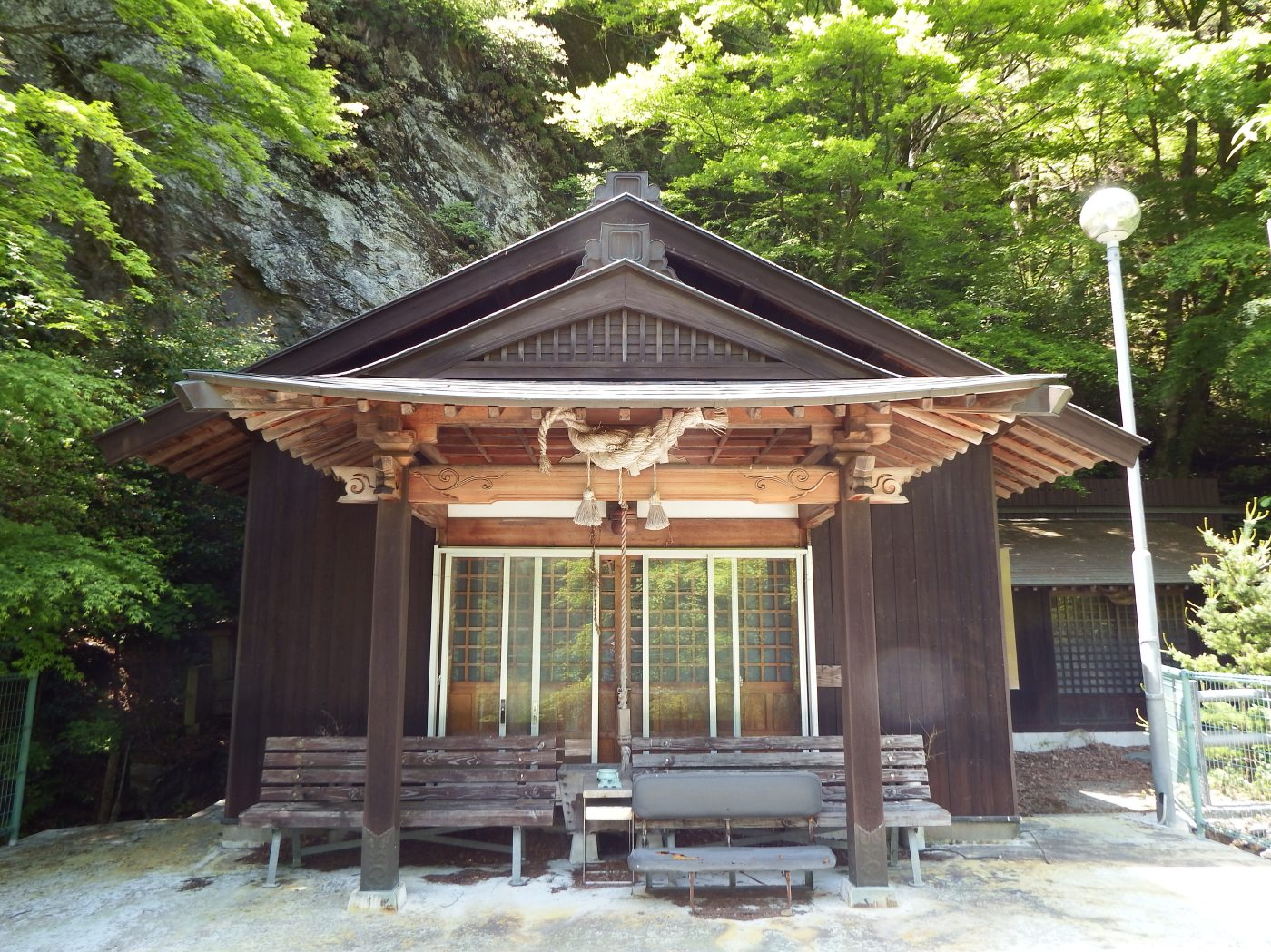
（奥院）清滝不動院

## 関連項目

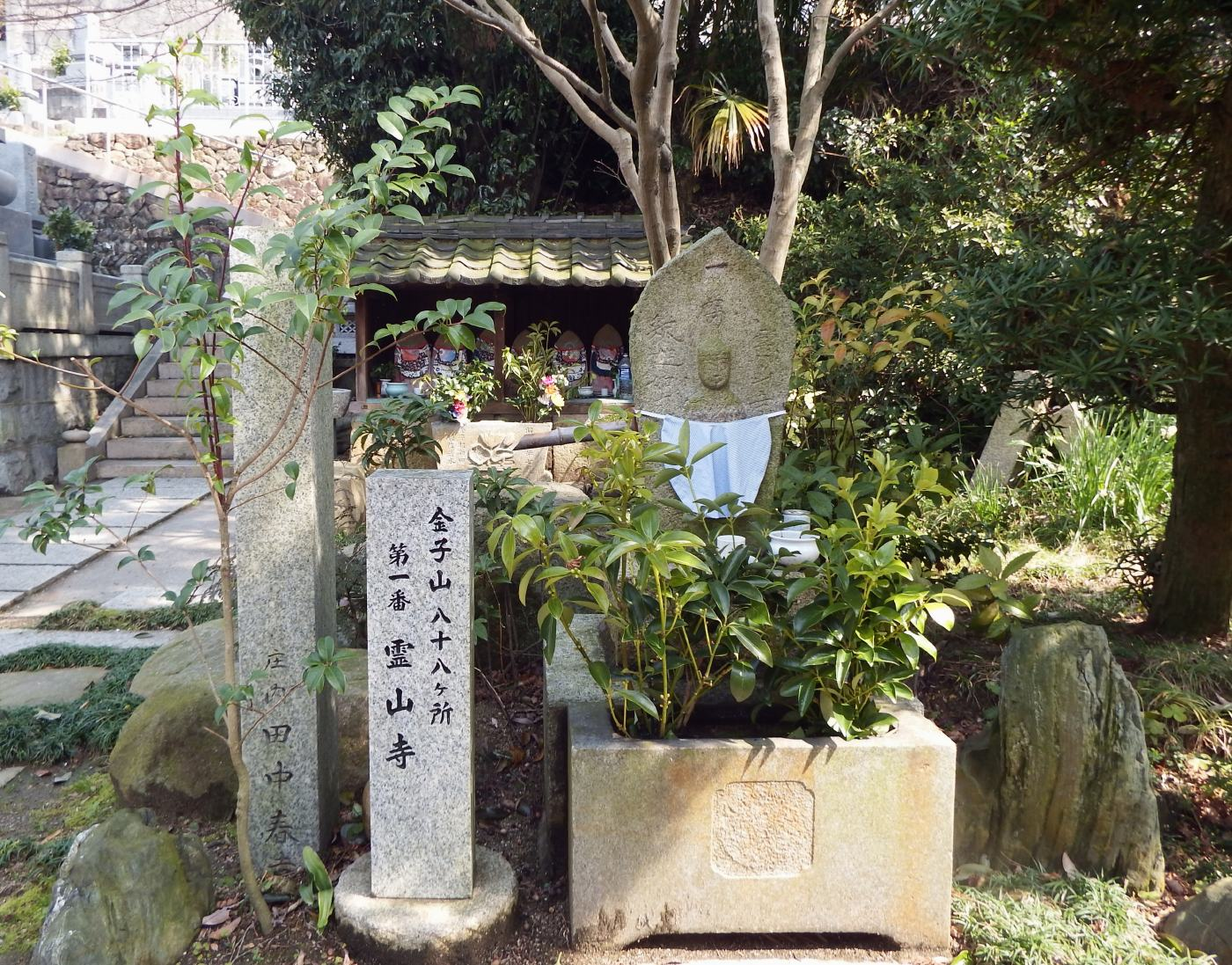
（1番）
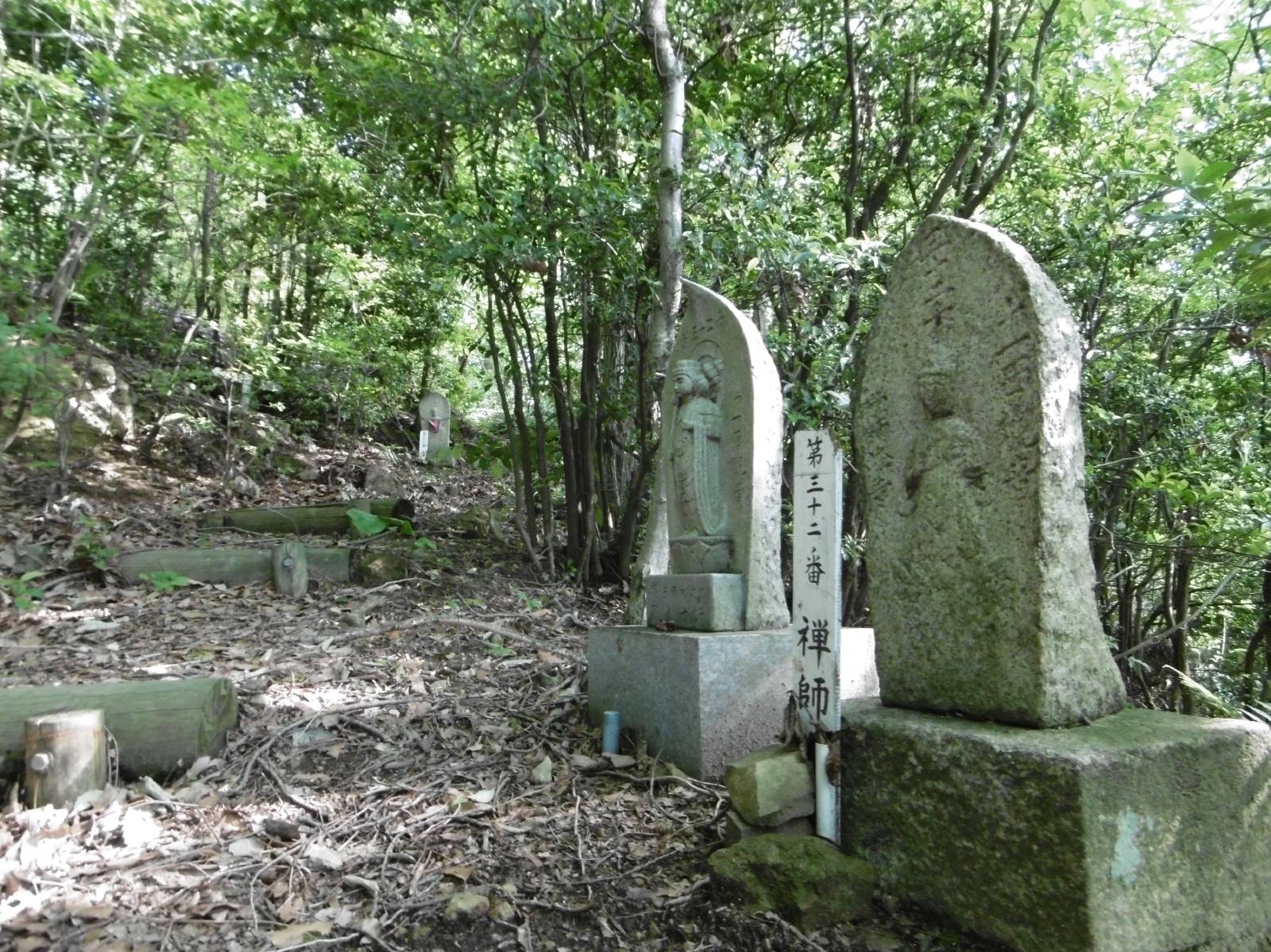
（32番）
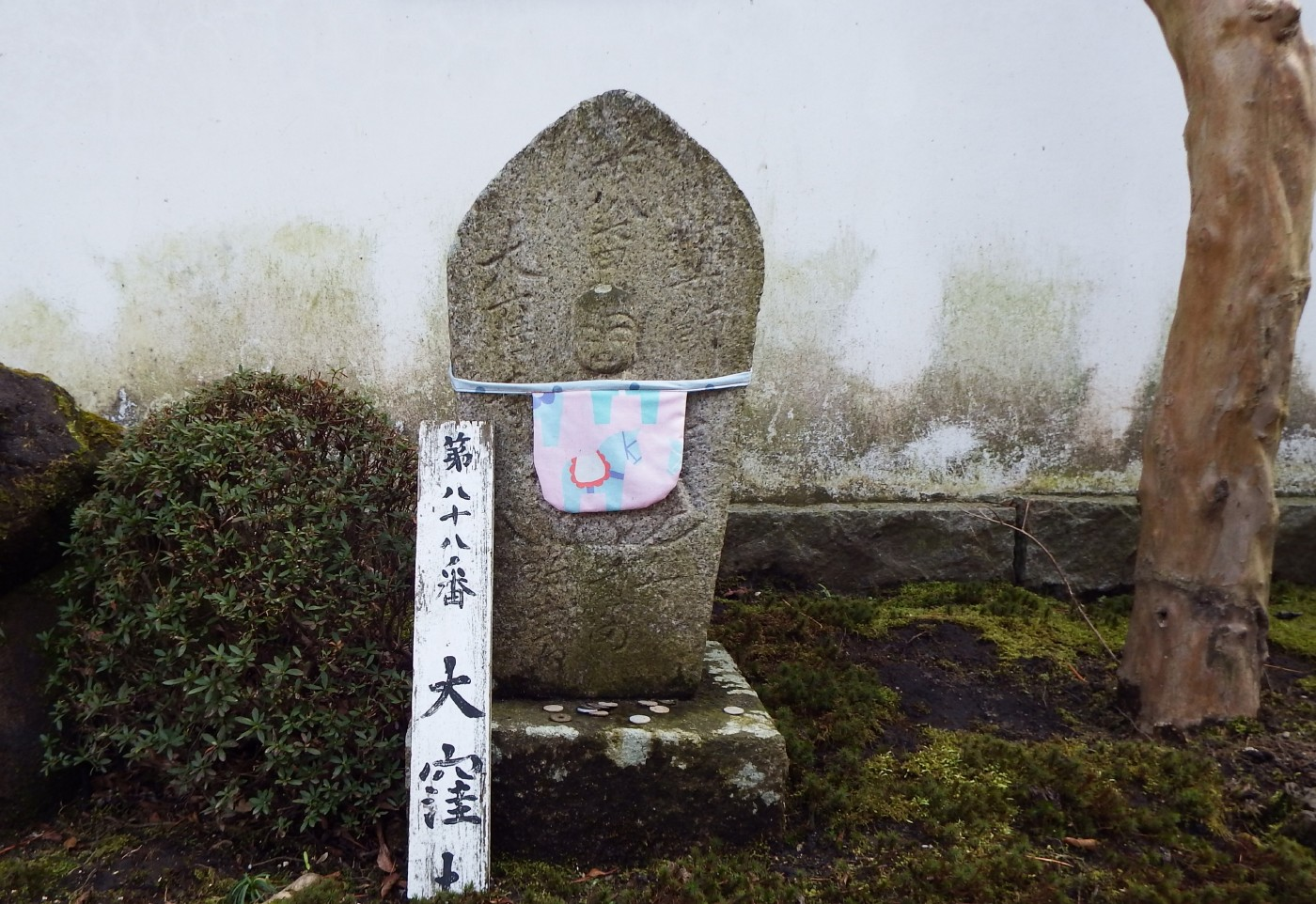
（88番）